# Real Club Deportivo de La Coruña
El Real Club Deportivo de La Coruña, S. A. D., más conocido como Deportivo o simplemente Dépor, es un club de fútbol español de la ciudad de La Coruña, en Galicia. Fue fundado el 8 de diciembre de 1906, lo que lo convierte en el equipo de fútbol decano de Galicia. En la temporada 2024-25 milita en la Segunda División, tras resultar campeón de la temporada anterior en Primera Federación. Disputa sus partidos como local en el Estadio de Riazor, que dispone de una capacidad de 34 600 espectadores, siendo el estadio con mayor aforo de Galicia.
El Deportivo es uno de los nueve clubes que se han proclamado campeones del Campeonato Nacional de Liga de Primera División, título conquistado en la última temporada del siglo XX, la 1999-2000, y ha logrado también cinco subcampeonatos. Ha disputado 46 ediciones de la Primera División y en la clasificación histórica ocupa el duodécimo puesto. El club también ha ganado en dos ocasiones la Copa del Rey, en 1995 y 2002, y se ha proclamado a su vez campeón de la Supercopa de España en 1995, 2000 y 2002, además de ganarle al Vigo FC la única edición completada del Concurso España en 1912. A nivel continental, ha disputado cinco ediciones de la Liga de Campeones, consecutivamente entre 2000 y 2005, alcanzando las semifinales en 2004 y siendo el octavo club español con más participaciones en la competición y el cuarto con más participaciones consecutivas. También ha disputado cinco ediciones de la Copa de la UEFA y una de la Recopa de Europa, en la que también alcanzó las semifinales en 1996.
A nivel social, es el equipo más popular de Galicia ya que cuenta con 30.055 socios, Es según el CIS el noveno club con mayor porcentaje de aficionados en España. El club mantiene una rivalidad histórica con el Real Club Celta de Vigo, con quien disputa el derbi gallego, uno de los derbis con más tradición de España.

## Historia

### Comienzos

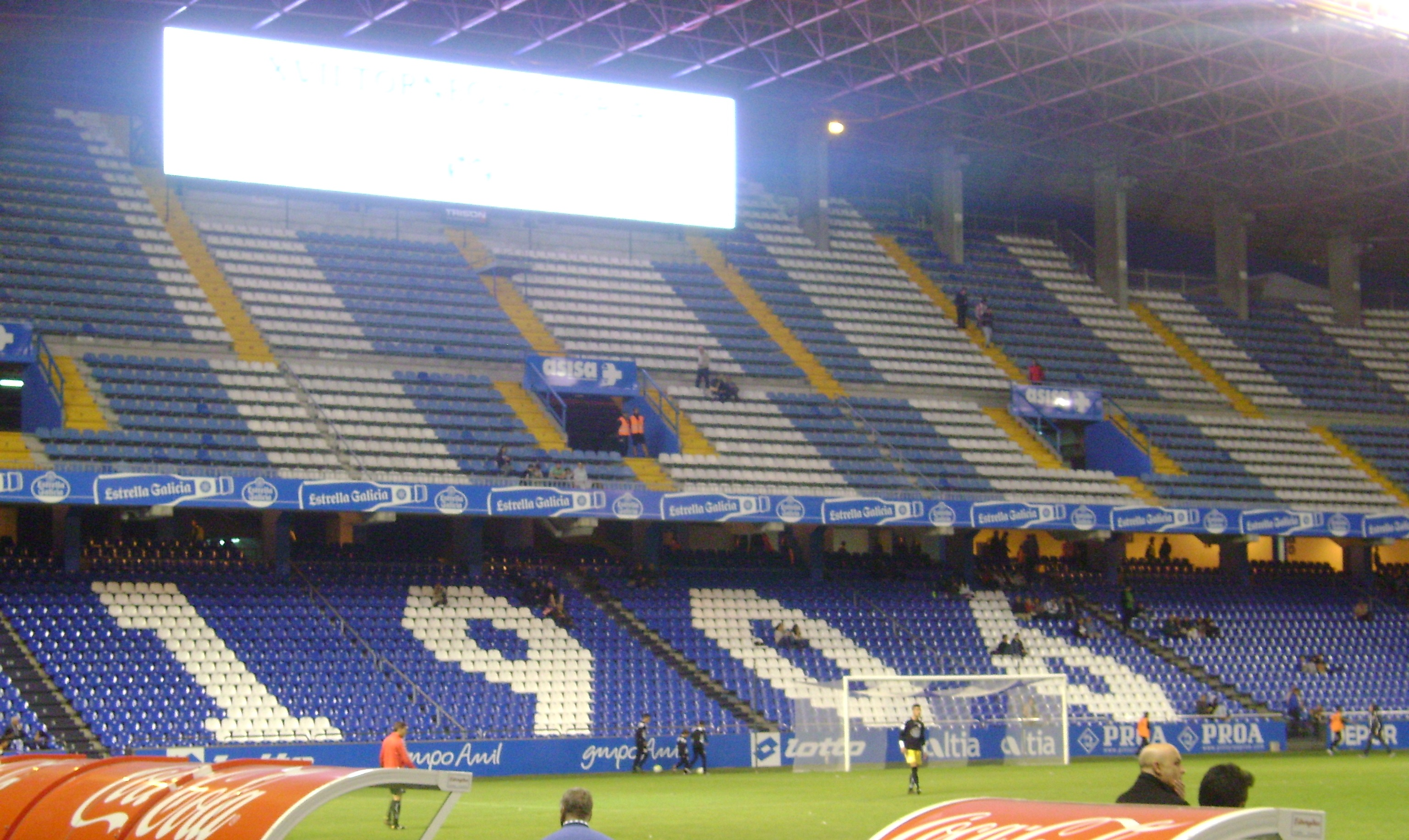
El Deportivo fue fundado en 1906. Grada de Pabellón.

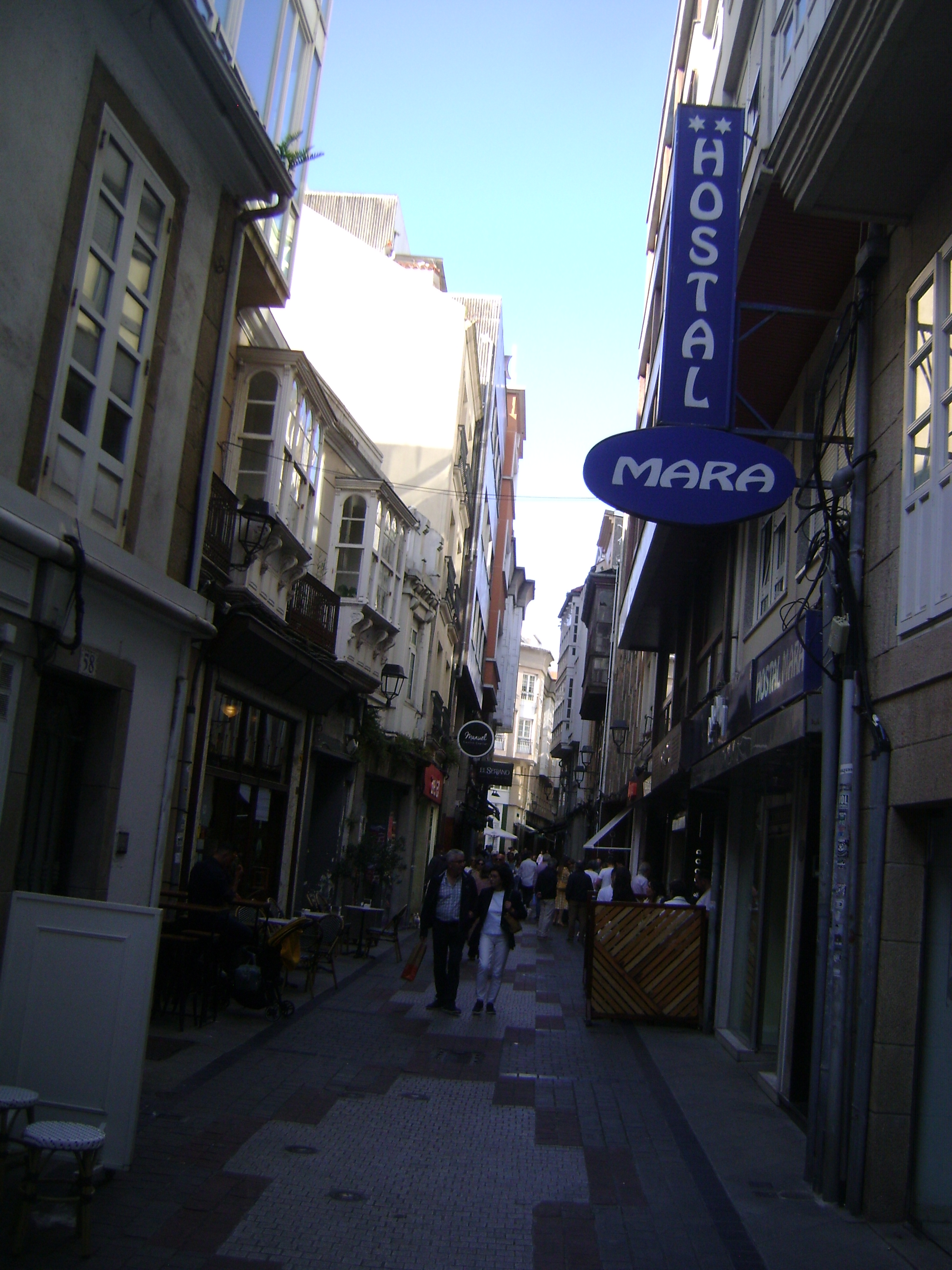
Calle de la Galera en La Coruña en la actualidad. En esta calle se fundó el Club Deportivo de la Sala Calvet.

El fútbol fue introducido en la ciudad por marineros ingleses que disputaban partidos en el muelle a finales del siglo XIX, por lo que el fútbol ya era popular en La Coruña en una época en la que, en la mayoría de España, el fútbol ni siquiera era un deporte conocido.
El Club Deportivo de la Coruña nació el 2 de marzo de 1906, con el nombre oficial de Club Deportivo de la Sala Calvet. Un grupo de deportistas liderado por Federico Fernández-Amor Calvet decidía crear el Deportivo de La Coruña. El primer Presidente fue Luis Cornide Quiroga y su primera formación deportiva, ante el Coruña el 8 de diciembre de 1906, fue la integrada por Salvador Fojón, Venancio Deus, Juan Long, Ángel Rodríguez, Manuel Álvarez, Daniel Aler, Paco Martínez, Félix de Paz, Virgilio Rodríguez, Juan Manuel López y Martínez Urioste. El envite constaba de dos partes de 40 minutos, pero fue suspendido a 15 minutos del final por falta de luz. El capitán fue Manuel Álvarez y los goleadores Virgilio Rodríguez y el propio capitán, para dar la victoria al Deportivo por dos tantos a uno. Al día siguiente se reanudó la contienda, sin más goles para ninguno de los dos equipos. El 21 de julio de 1907 ganó el equipo de la Sala Calvet (2-1), repitiendo triunfo cuatro días después (5-1). El siguiente choque entre ambos data de 25 de agosto de 1908, pero no hay constancia del resultado. El 27 de septiembre repiten duelo y vuelve a vencer el Deportivo (3-1). En años posteriores continuaron estas contiendas. Es obvio por lo tanto que el primer gran rival fue el otro equipo de la ciudad y, cuando este fue languideciendo hasta desaparecer, el relevo en la rivalidad lo tomaron los conjuntos de Vigo: primero el Fortuna y el Sporting y más adelante, el Celta de Vigo.

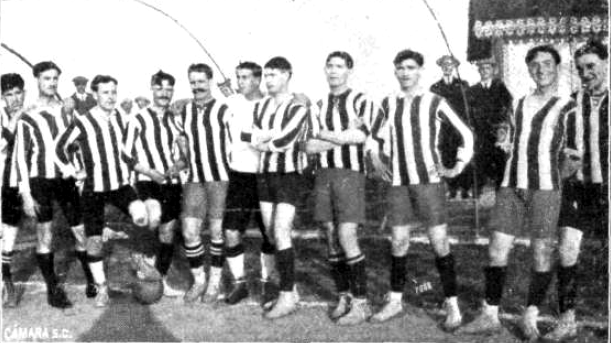
Plantilla del Deportivo ganadora del Concurso España en 1912.

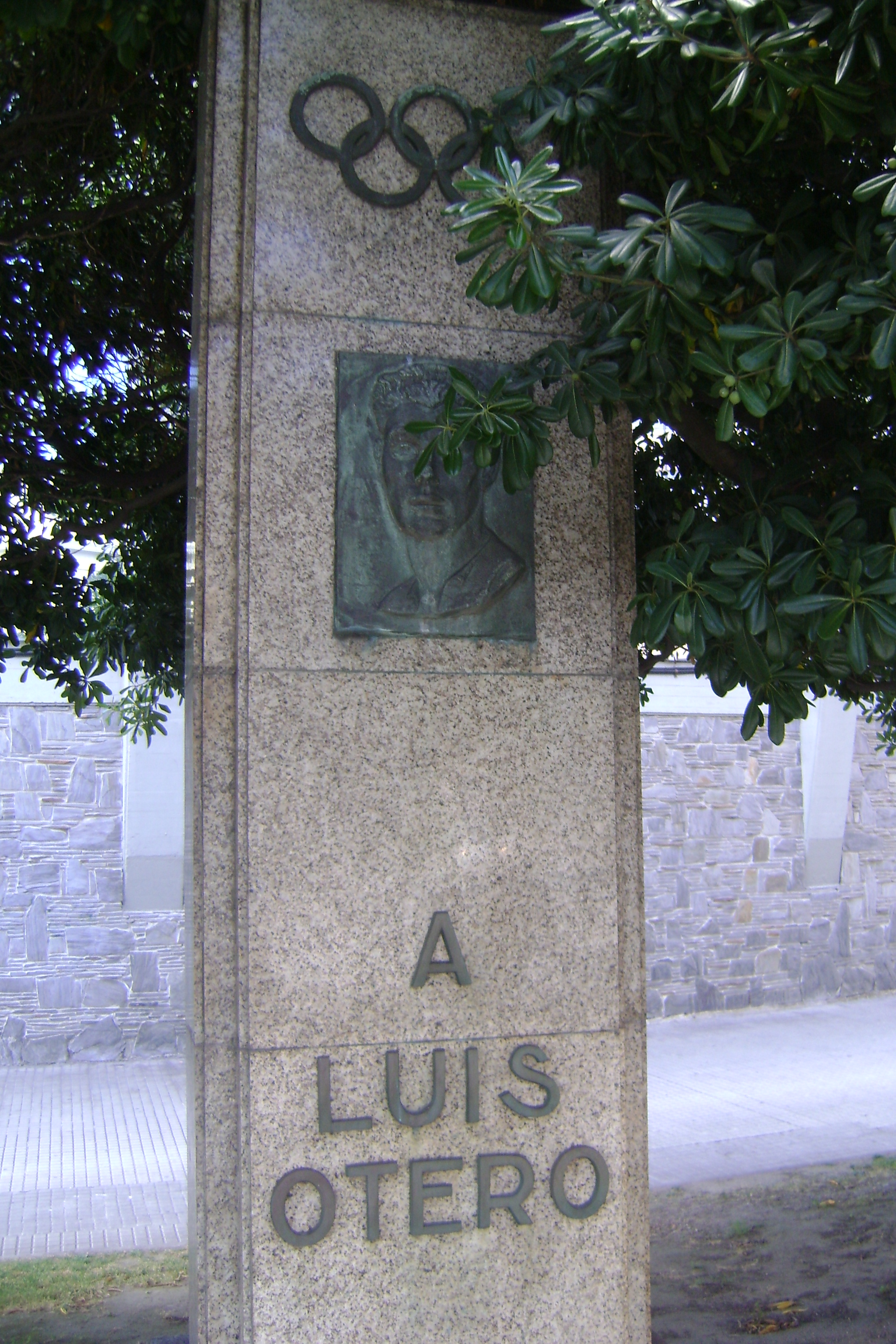
Monumento a Luis Otero, jugador deportivista entre 1924−1930. El 28 de agosto de 1920 Luis Otero pasó a la historia por ser uno de los once futbolistas que jugaron el primer partido de la selección española, siendo además el primer gallego en alinearse con el combinado nacional. Aquella selección, conocida como La Furia Roja, logró la medalla de plata en los Juegos Olímpicos de Amberes en 1920.

Tres años después de su nacimiento, el 4 de febrero de 1909, el rey Alfonso XIII, concedió al club el título de Real. En la reunión de la Junta Directiva de 1 de octubre de 1908 se acordó “...trabajar activamente para conseguir que S. M. El Rey Don Alfonso XIII conceda a la sociedad el título de Real Club Deportivo de La Coruña.” Fue cuando cuatro meses después, el 4 de febrero de 1909 cuando el objetivo se consiguió. Ese día se promulgó en Palacio una Real Orden dirigida a la Presidencia del Club Deportivo de la Sala Calvet. Decía así: “Accediendo su Majestad el Rey (qdg.) á lo solicitado por v se ha dignado conceder al Club de su digna Presidencia el título de Real, que podrá ostentar en todos sus documentos. Al propio tiempo, Su Majestad se ha servido aceptar la Presidencia honoraria del mismo, que tan atentamente le ofrecen.” Tres días más tarde y en una reunión de la Junta Directiva del 7 de febrero de 1909, en sesión extraordinaria, el Secretario del Club Deportivo dio cuenta de la Real Orden enviada por el Mayordomo Mayor de Palacio en la que se accedía a la concesión de dicho honor. Las actas reflejaban lo siguiente: “...concediendo a ésta sociedad el título de Real con autorización para usar en todos sus documentos el escudo y armas reales y anunciando a la vez que Su Majestad el Rey se ha dignado aceptar la presidencia honoraria que este Club le había ofrecido en súplica.” Así pues, el 4 de febrero se produjo la concesión, siendo el 7 cuando la celebración de la sesión extraordinaria hizo oficial a todos los efectos el título a favor del Club Deportivo de la Sala Calvet, que desde entonces pasó a convertirse en “Real Club”; una mera adenda en la denominación que tuvo una gran resonancia en la ciudad. De hecho, el documento real estuvo expuesto durante mucho tiempo en la sala de espera del Club en la Plaza de Pontevedra.
El primer gran éxito del club se produjo en Copa del Rey de Fútbol de 1910, competición a la que se clasificó después de golear por 5-0 al Vigo Sporting. Los rivales, el Club Español de Madrid y el Fútbol Club Barcelona. El Deportivo fue el encargado de abrir el torneo ante el Club Español de Madrid, equipo ya desaparecido, pero que entonces disputaba el predominio capitalino al Real Madrid y al Atlético de Madrid. En este primer choque, los deportivistas sorprendieron en ésta su presentación oficial a escena nacional. Los madrileños, por más que lo intentaban, no podían vulnerar la puerta gallega, pero, en el último minuto del choque, el portero herculino, De Llano, se lanzó a blocar un disparo de la delantera madrileña. En ese preciso momento, el larguero se derrumbó sobre su cabeza, y el balón cruzó mansamente la línea de gol. Incomprensiblemente el gol fue dado por válido. Cosas del fútbol de aquellos tiempos. La suerte parecía echada, porque el siguiente rival iba a ser nada menos que el Fútbol Club Barcelona. Los catalanes, sin embargo, no llegaron a tiempo a la capital por problemas ya olvidados. La Real Federación Española de Fútbol, evidentemente, intentó descalificar a los catalanes por incomparecencia, lo que automáticamente habría dado el subcampeonato de España al Deportivo. Pero el espíritu del fútbol de aquellos tiempos era muy distinto al de hoy. Lo que importaba, más que ganar, era jugar, y el Deportivo se declaró dispuesto a esperar la llegada de los barcelonistas para ganar el partido sobre el césped, y no en los despachos. Así que se esperó, el Barcelona llegó, y aunque agradeció el noble gesto de los deportivistas, hizo valer su superior experiencia y se llevó el encuentro por 5-0, y como luego logró vencer por 3-2 al Club Español de Madrid, se llevó el título. La nobleza deportivista, sin embargo, tuvo su recompensa. La Federación Española creó y premió al Deportivo con un “segundo premio bis” consistente en once medallas iguales a las entregadas al Club Español de Madrid como segundo premio. Entre los hombres que han pasado a la historia como protagonistas de la gesta, hay que citar al nombrado De Llano, a Martínez, Long, Ancos, Rajoy, Álvarez, Rodríguez, Paz, Portela... El presidente era José Longueira Díaz.

### Fundación del Campeonato Nacional de Liga (1929)

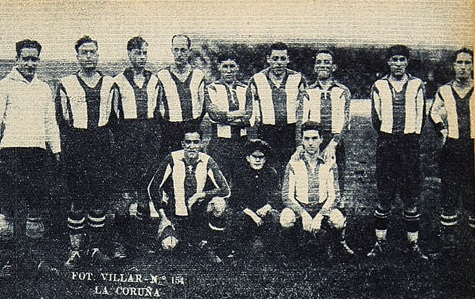
Plantilla del Deportivo en 1927.

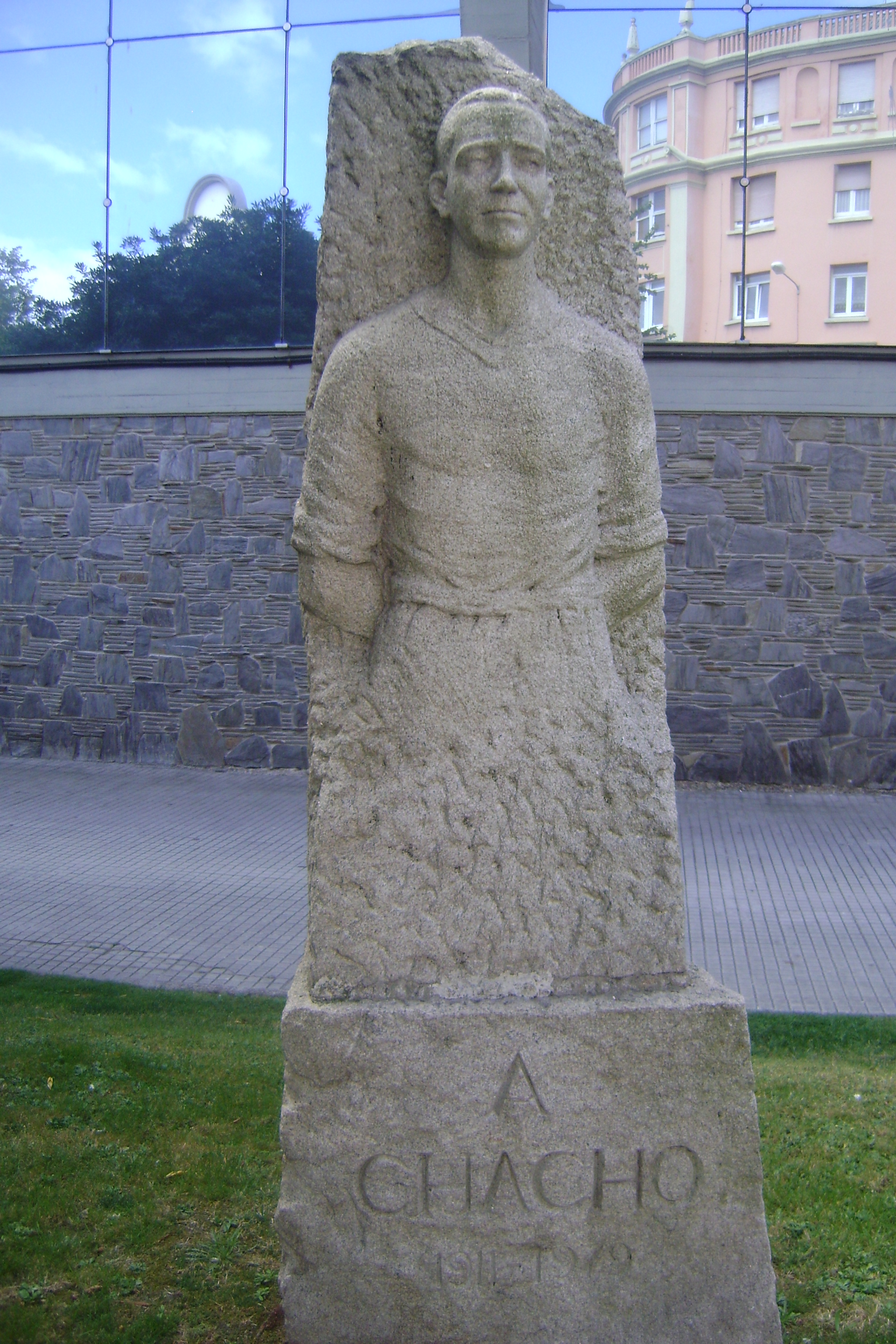
Chacho, jugador del club entre 1927 - 1934 y 1936 - 1946.

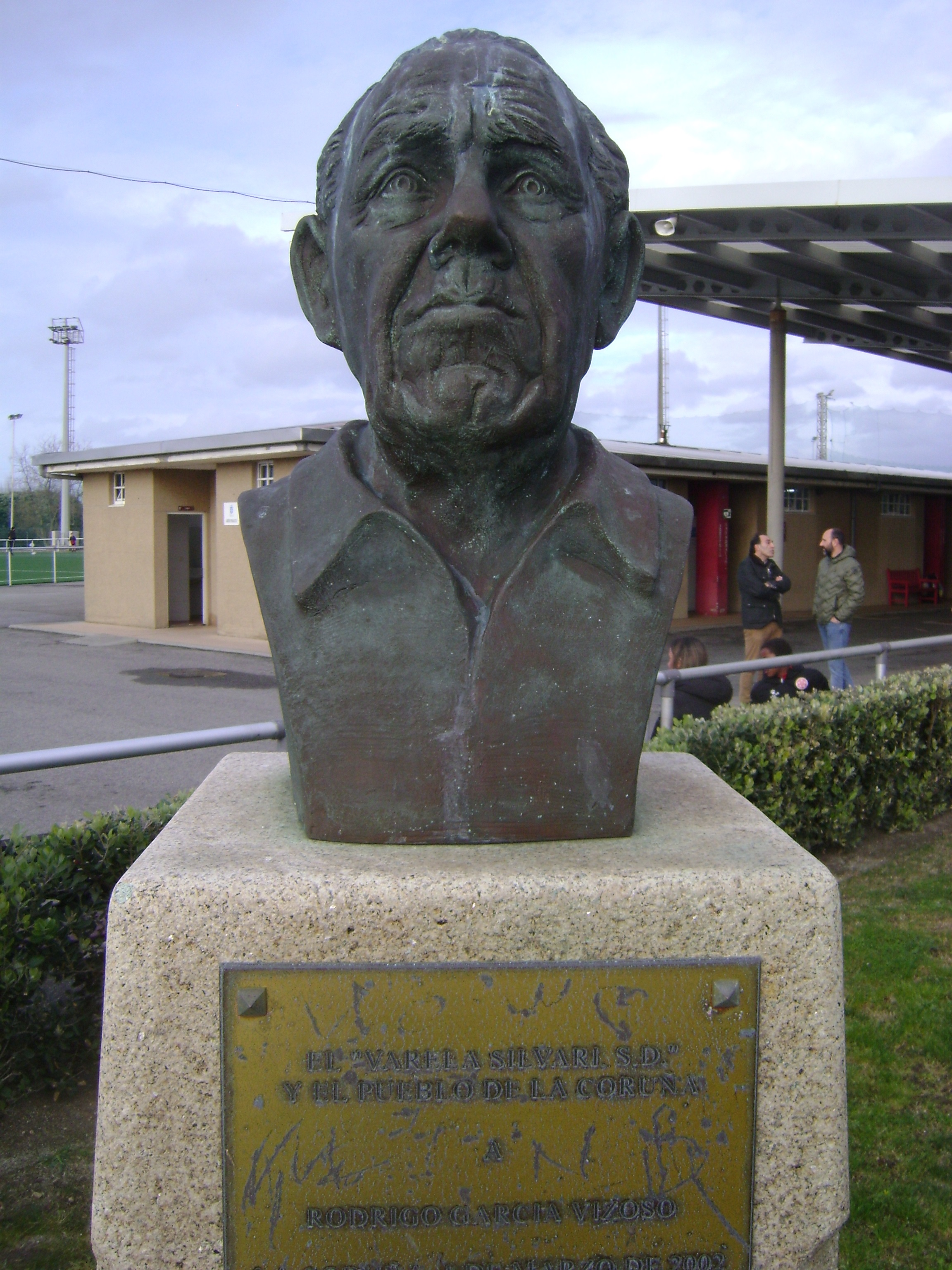
Rodrigo García Vizoso, jugador del Deportivo entre 1928 y 1934.

Y el Deportivo queda encuadrado, en el primer Campeonato Nacional de Liga celebrado en 1929 en el grupo I de la Segunda División al no superar la eliminatoria previa que facultaba para el acceso a uno de los puestos de la Primera División. Sus rivales son: Sevilla, Iberia Sport Club, Alavés, Real Sporting de Gijón, Valencia, Betis, Real Oviedo, Real Club Celta de Vigo y Racing Club de Madrid. Los mimbres con los que se afrontaba la empresa del ascenso a Primera no eran ni mucho menos malos: Isidro, Rey, Otero, Lameiro, Guerra, Antoñito, Fariña, Torres, Pérez, Pereiro, Hilario, Alfredín, Basterrechea, Chacho, Mourelle, Solla, Pinilla... Aquella primera campaña no fue todo lo buena que se podía esperar. El equipo finaliza octavo, solo 3 puntos por encima del descenso a Tercera División con 16 puntos (6 victorias, 4 empates y ocho derrotas), por delante de Racing Club de Madrid y se encajaron grandes goleadas (7-0 en Gijón y 8-0 ante el Betis).
No se pisaría la categoría de oro del fútbol español por primera vez en la historia del club hasta la temporada 1941/42. El Deportivo se enfrenta a Valencia CF, Real Madrid, Atlético Aviación, Celta de Vigo, Sevilla CF, Atlético de Bilbao, CD Castellón, RCD Espanyol, Granada CF, Real Oviedo, CF Barcelona, Alicante CD y Real Sociedad. El Deportivo, evidentemente, no afrontaba su primera campaña entre los grandes con euforia, pero sí con confianza. Celso Mariño era el sustituto en el banquillo de Hilario, que prefirió volverse a vestir de corto, y se consiguió la incorporación del navarro Bienzobas para aportar experiencia a la plantilla y fortalecer la cobertura. Acuña, además, comienza a sorprender gratamente a todo el mundo y cuando lleva jugados muy pocos encuentros en Primera se le convoca para una prueba en la selección nacional. Junto a él, Pedrito y el malogrado Víctor (fallecería en 1943 a causa de una hemoptisis), también recién fichado, forman un tándem de gran solidez defensiva que dará sobradas muestras de su competencia durante toda la campaña. El extremo Cuca y el veterano ex-bético Caballero fueron las últimas incorporaciones a una plantilla que pretendía no pasar apuros. El Club Deportivo Castellón fue la primera piedra de toque el 28 de octubre de 1941. 2-1 fue el resultado que rubricaba la primera victoria del Deportivo en la División de Oro, y Elícegui el primer goleador. El caso es que la primera campaña transcurre de acuerdo a las expectativas más optimistas. Fuera no se saca ningún punto hasta que se visita al Atlético Aviación en la undécima jornada (0-0), pero Riazor es inexpugnable. Caen allí el Real Madrid, la Real Sociedad (3-0), el Athletic (2-1)... Es más, tras la jornada decimosexta (1-2 al Espanyol, primera victoria fuera), el Deportivo es sexto, pero se producen sendas derrotas inoportunas ante Sevilla (0-3) y Granada (1-4). Un empate en Bilbao (0-0) y un triunfo ante el Barcelona (1-0) salvan el bache, pero se han perdido las oportunidades de acercarse más a la cabeza. De todas formas, cuando el 5 de abril de 1942 acaba la Liga, el Deportivo ocupa el cuarto puesto, en el que ni los más optimistas pensaban. Se han marcado, es cierto, solo 36 goles (la marca más baja de la Primera salvo la del colista, la Real Sociedad), pero a cambio se han encajado solo 37, que sí es la mejor marca de la categoría. Una campaña excepcional para el mejor debutante en la historia de la categoría.

### La Orquesta Canaro y la década de oro (1948-1957)

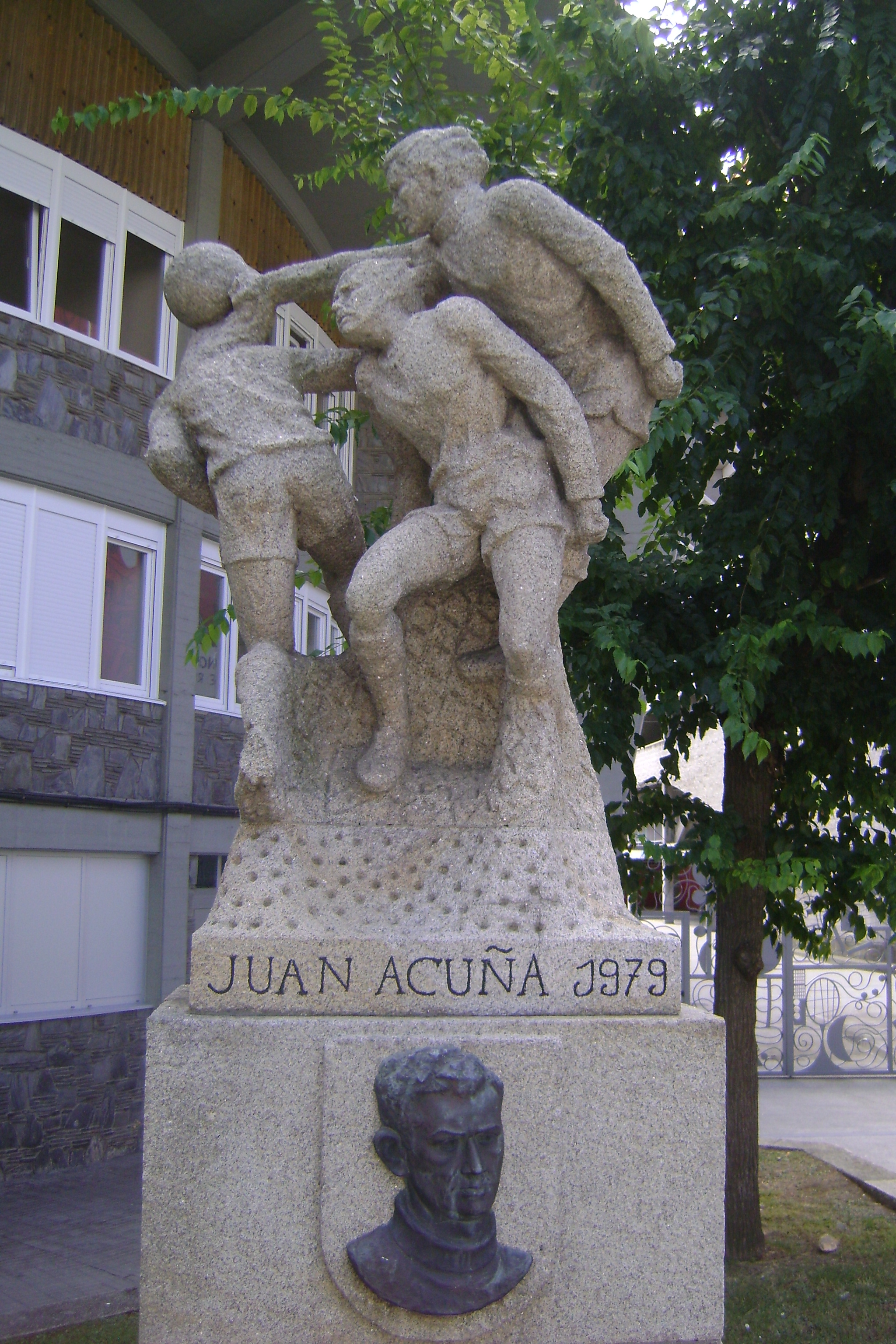
Estatua de Juan Acuña, jugador del Deportivo entre 1940 y 1959. Logró cuatro trofeos Zamora.

La primera gran racha de resultados en la historia del club se produce entre la temporada 1948-49 y la 1956-57, con nueve años consecutivos en la máxima categoría, lo que por entonces se llamó la década de oro.
La Orquesta Canaro era una banda musical liderada por Francisco Canaro, un compositor uruguayo nacionalizado argentino que contribuyó a que el tango ser introdujera en Europa. Manuel Ponte Patiño, que había vivido en Argentina, acuñó en término para referirse a la mítica delantera deportivista compuesta por los sudamericanos Julio Corcuera, Dagoberto Moll, Rafael Franco y Oswaldo y el canterano Tino. Manuel Ponte la bautizó así "por su ritmo de tango en el juego, su exactitud en la combinación y su eficacia goleadora", comparando esas virtudes con las del conjunto musical del mismo normbre que causaba furor en aquellas fechas.

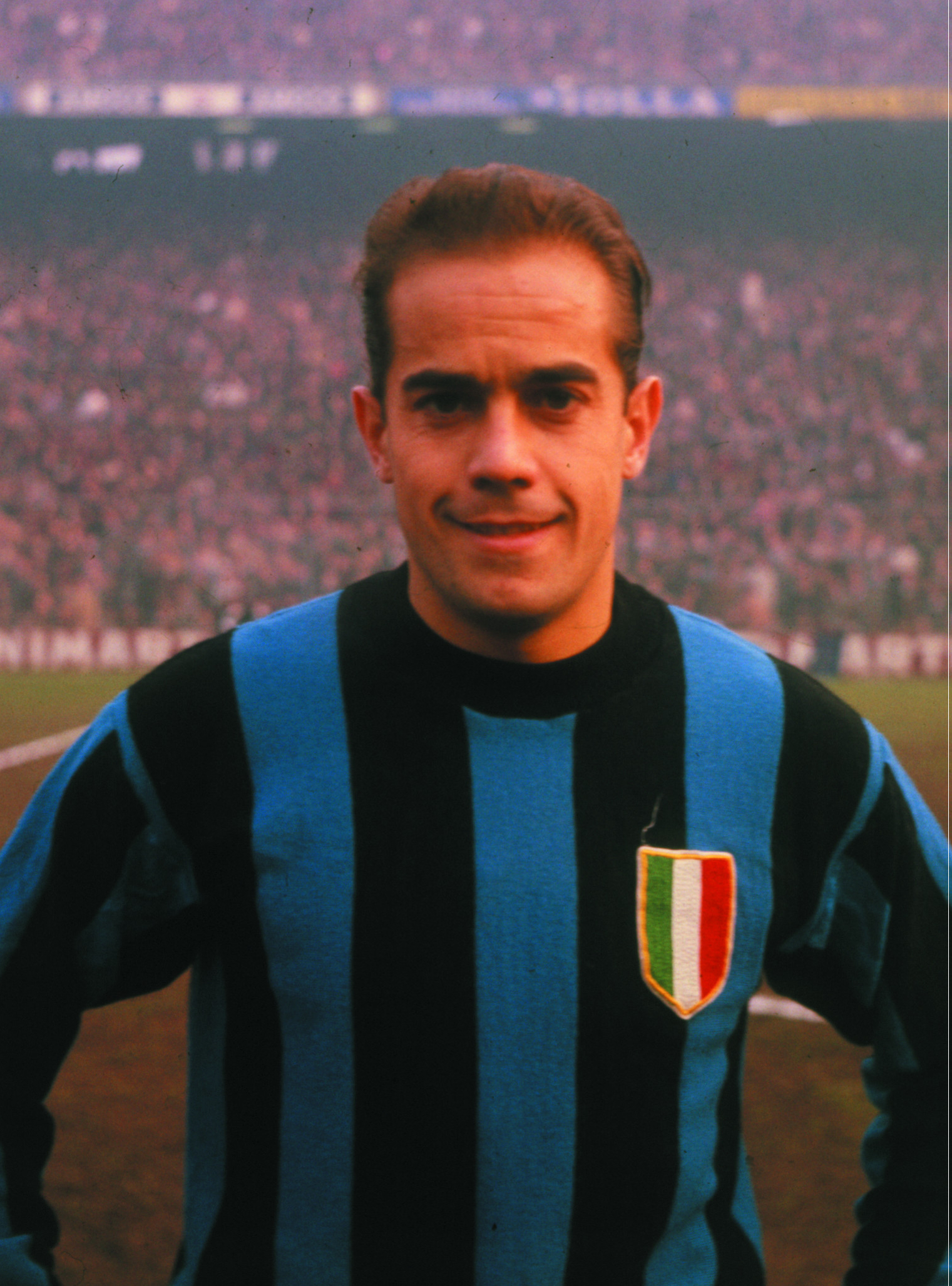
El coruñés Luis Suárez Miramontes, primer Balón de Oro español masculino, jugó en el Deportivo en la temporada 1953-54. Posteriormente fue entrenador del club en la 1978-79.

Cabe destacar la Primera División de la temporada 49-50: Un 4 de septiembre de 1949, el Deportivo iniciaba la Liga 49/50 con una derrota por 3 a 2 en Tarragona. El mal inicio sería compensado con creces derrotando el día 11 al Real Madrid por 3 goles a 0, tantos anotados por Marquínez en dos ocasiones y por Cheché Martín, que marcaría de espaldas a portería y tras un gran escorzo en el aire. El Barcelona también sucumbiría en Riazor aquel año, con otro 3 a 0 en el que destacaría el extremo coruñés Tino, autor de uno de los goles. El Dépor finalizaría quinto la primera vuelta, pero un empate en Chamartín ante el Madrid hacía presagiar mejores deseos para la segunda vuelta. Con Juan Acuña injustamente sancionado tras un fortuito encontronazo con un jugador del Valladolid del que este saldría gravemente lesionado, Pita ocuparía la meta deportivista. Esa temporada Riazor será escenario de una brillante goleada por 5 a 1 al Valencia, con goles de Tino, Ponce en dos ocasiones, Guimeráns y Franco. Cabe destacar el componente sudamericano de aquel Dépor. El entrenador, Alejandro Scopelli, había sido internacional con Argentina. El también argentino Rafael Franco era un prodigio en la conducción del balón, y el delantero uruguayo Dagoberto Moll, volvía locos a los defensas contrarios con su movilidad. Precisamente Franco anotaría, a falta de ocho minutos para el final, el gol de la victoria por 3 a 2 ante el Celta en Balaídos, que colocaba al equipo segundo en la tabla, a pocas jornadas del final de Liga. El último partido de Liga enfrentaba al Dépor con el Athletic en San Mamés. El Atlético recibía al Valencia, y si empataba o perdía y el Dépor ganaba, la Liga sería para los coruñeses. El Deportivo fue campeón de Liga durante buena parte de la jornada, pues iba ganando, y el Atlético no era capaz de superar al Valencia. Pero el Athletic acabó empatando, y, sospechosamente, el Atlético de Madrid lograría también empatar gracias a dos penaltis demasiado rigurosos. El Deportivo lograría en la temporada 49/50 su mayor logro hasta la década de los noventa, con el subcampeonato de Liga, acompañado del trofeo Zamora para Acuña. Los Franco, Pedrito, Botana, Dagoberto Moll, Ponte, Guimeráns, Dieste, Ponce, Tino, Cheché Martín o el propio Acuña, fueron los precursores del Súper Dépor.

### El equipo ascensor (1957-1973)

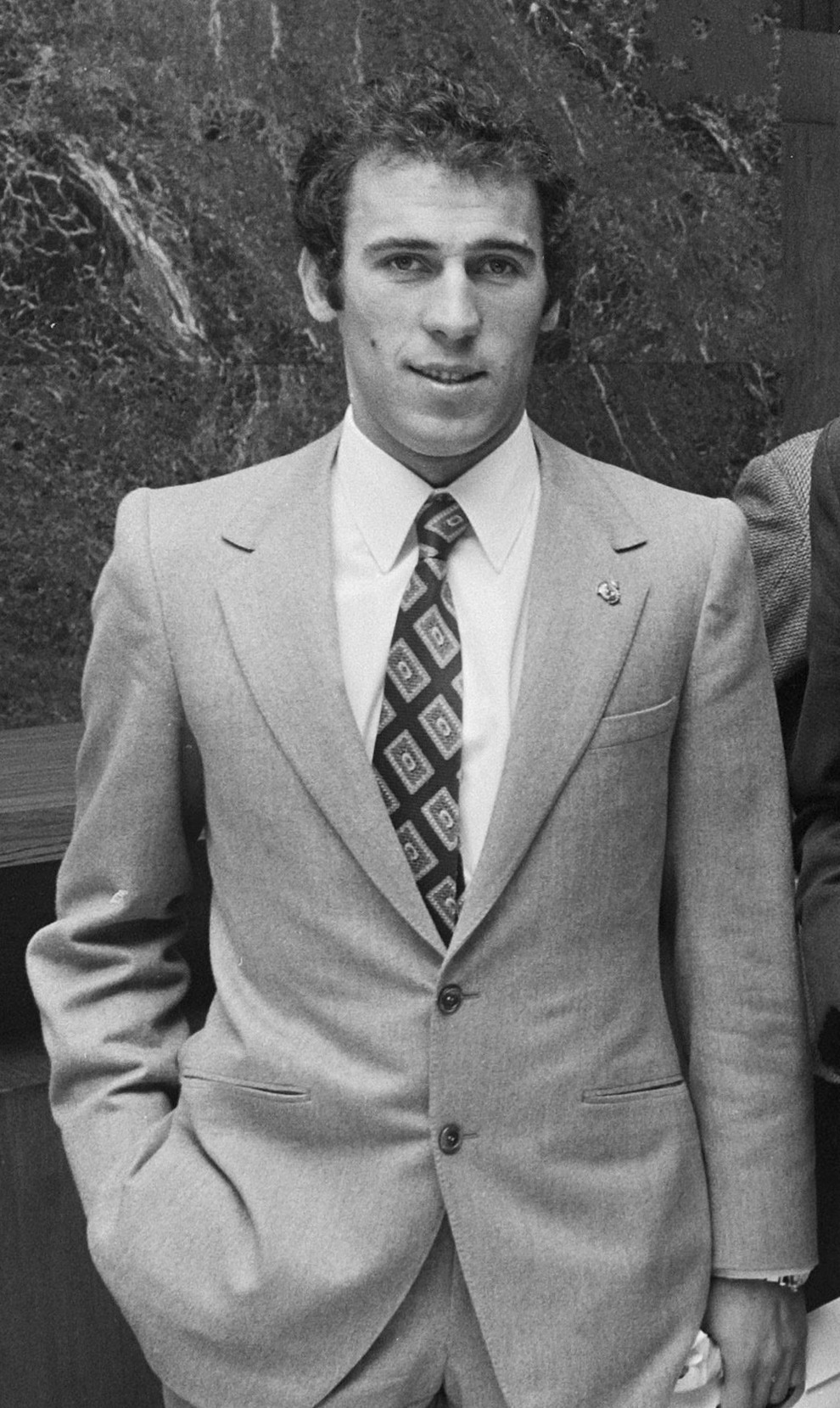
Amancio Amaro, jugador del Deportivo entre 1958 y 1962.

Entre 1957 y 1973 el Deportivo es conocido como el equipo ascensor debido a que encadena cinco ascensos a Primera División con cinco descensos, sin lograr asentarse en la primera categoría.
Desde la temporada 57/58 a la 61/62 el club permanece en Segunda División, rozando el descenso primero (en la 57/58 se salva del descenso a Tercera al derrotar al Club Deportivo Ourense en la promoción) y peleando por el ascenso después (se queda a 2 puestos de la promoción de ascenso en la 59/60 y a uno solo en la 60/61, para acabar ascendiendo en la 61/62 como campeón de la Segunda División). Durante esta época se celebran las bodas de oro del club y debutan jugadores como Amancio (fichado por el Real Madrid pocos años después de su debut con el Deportivo), Reija y Veloso. El papel en la Copa del Rey sería bastante discreto, pues el equipo no alcanza rondas significativas.

### Los años más discretos (1973-1991)
Desde la temporada 1972/73 hasta la 1991/92 el Deportivo no supo lo que era jugar en Primera. En la década de los 70 se tocó fondo al descender a la Tercera División en la temporada 1973/74, que en ese momento era la categoría de bronce del fútbol español al no existir Segunda División B, actualmente Primera Federación. Hubo dimisión del presidente, cese de tres entrenadores y fichajes fallidos. La curva de descenso de prestigio social y deportivo se veía acentuada por el incremento constante de la deuda económica. En los ochenta se produce el descenso a la Segunda División B en la temporada 1980/81. Durante esta década, capitaneados en el terreno de juego por José Luis Vara y donde también destacan Agulló, Ballesta, Traba, Castro o Brizzola entre otros, se mantuvo la incertidumbre en la obsesión por recuperar la categoría perdida en la temporada 72/73 y volver cuanto antes a la Primera División, algo que se logrará en 1991.

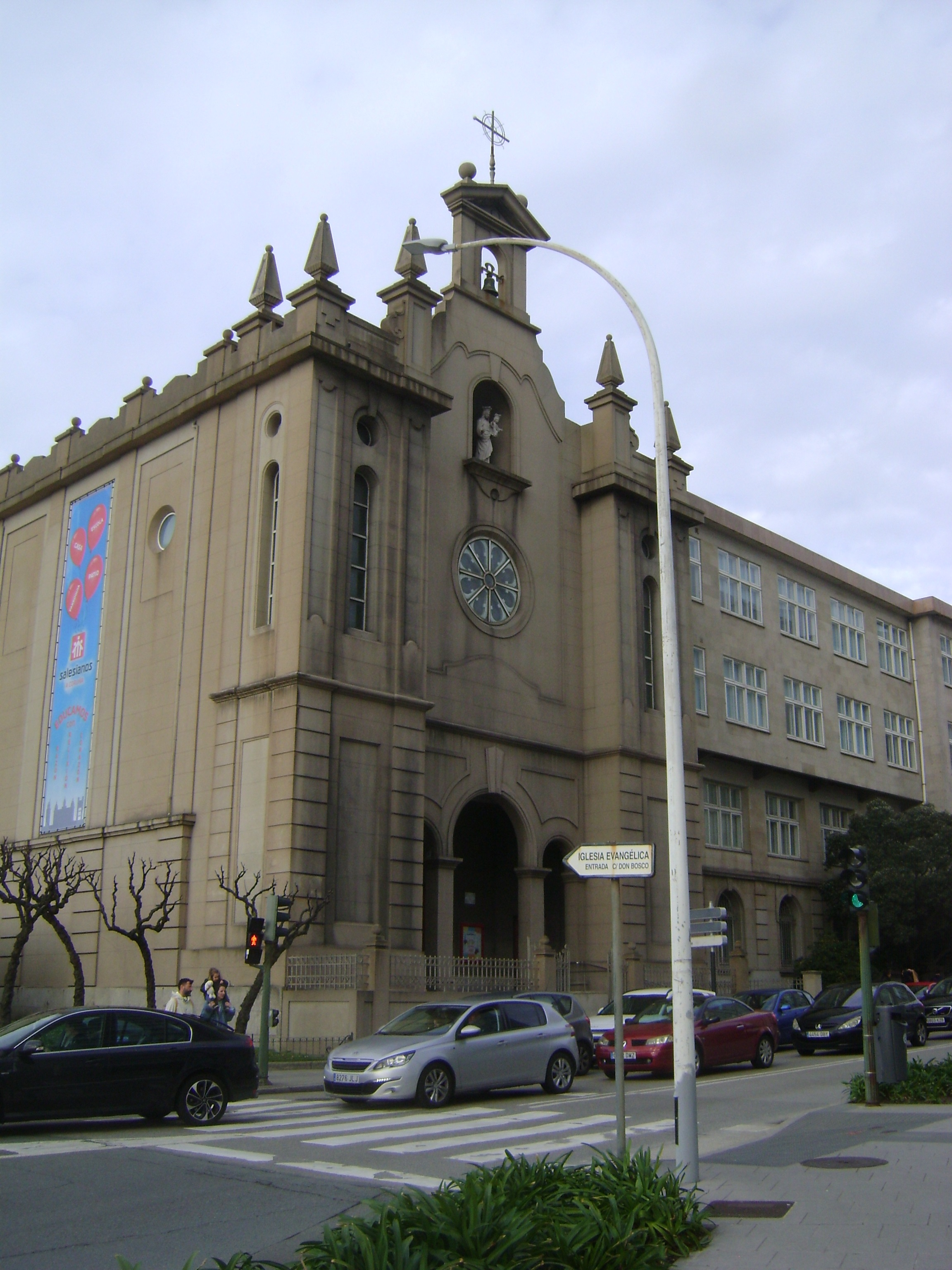
En el Colegio Salesianos de Coruña tuvo lugar la histórica asamblea en la que se eligió a Augusto César Lendoiro como presidente del club.

En la temporada 82/83 el Dépor ascendía si empataba contra el Rayo Vallecano en Riazor en la última jornada, pero el resultado fue de 1-2 para decepción de una Coruña que vivía una jornada festiva.
En la penúltima jornada de la temporada 85/86 se produjo un desplazamiento a la capital asturiana de 5000 deportivistas para presenciar un partido contra el Real Oviedo, en el que estaba en juego el ascenso para ambos. Finalmente, el Dépor perdió 1-0 y no logró el objetivo.
En 1988 tuvo lugar una histórica asamblea, de carácter abierto y popular, que se celebró en el Colegio Salesianos ante miles de personas y en la que salió elegido como presidente Augusto César Lendoiro, el hombre que había convertido al Hockey Club Liceo en el mejor club de hockey del mundo en la década de los 80. Lendoiro usó el lema "camina o revienta" y denominó como "capitalismo popular" a la composición del accionariado, con una política de precios asequibles para los abonos. Lendoiro nombró a su junta directiva formada preferentemente por componentes del fútbol modesto coruñés y a Arsenio Iglesias como entrenador.
En la temporada 87/88 tuvo lugar un gol de Vicente Celeiro en el minuto 92 al Racing de Santander, que evitó el descenso del Dépor a Segunda B y probablemente la desaparición del club.
La temporada 88/89 es discreta en liga (10.º), pero destaca la presencia del club en semifinales de la Copa del Rey donde se enfrentó al Real Valladolid. Tras un 1-0 logrado en Riazor, en la vuelta el árbitro es muy permisivo con un durísimo Pucela, que vence 2-0 con un segundo gol en claro fuera de juego. De haber logrado el pase a la final, al club se le hubiera dado el derecho a jugar en Europa directamente, pues el rival sería un Real Madrid ya matemáticamente convertido en campeón liguero. 

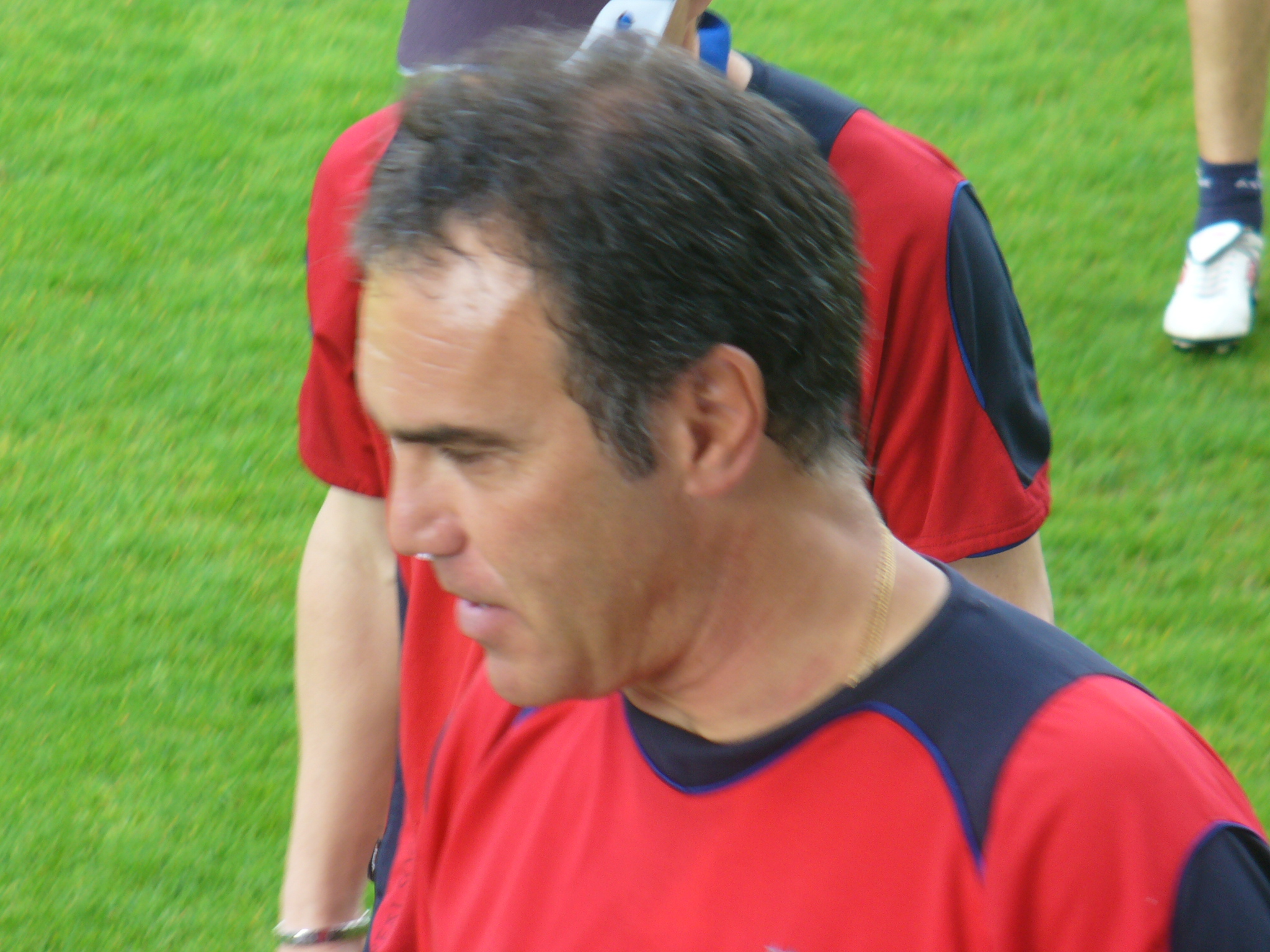
Martín Lasarte formó parte del once habitual que logró el ascenso a Primera División en la temporada 1990/91.

En la temporada 1989/90 se llega a la promoción contra el CD Tenerife. Tras un empate 0-0 en Canarias, los tinerfeños ganan 0-1 en la vuelta.
La temporada 1990/91 el Deportivo regresa a Primera División tras 18 años de ausencia después de vencer en Riazor al Real Murcia 2-0 con dos goles del serbio Stojadinovic. En este partido se produjo el incendio de una grada, aunque por fortuna no hubo que lamentar daños personales. Para el recuerdo, la frase de Augusto César Lendoiro en la plaza de María Pita ante miles de seguidores: "Barça, Madrid, ya estamos aquí". 
En la siguiente temporada el club consigue la permanencia en una agónica promoción ante el Real Betis. El Dépor venció en la ida 2-1 en Coruña y aguantó 0-0 en Sevilla.

### El Súper Dépor (1992-1997)

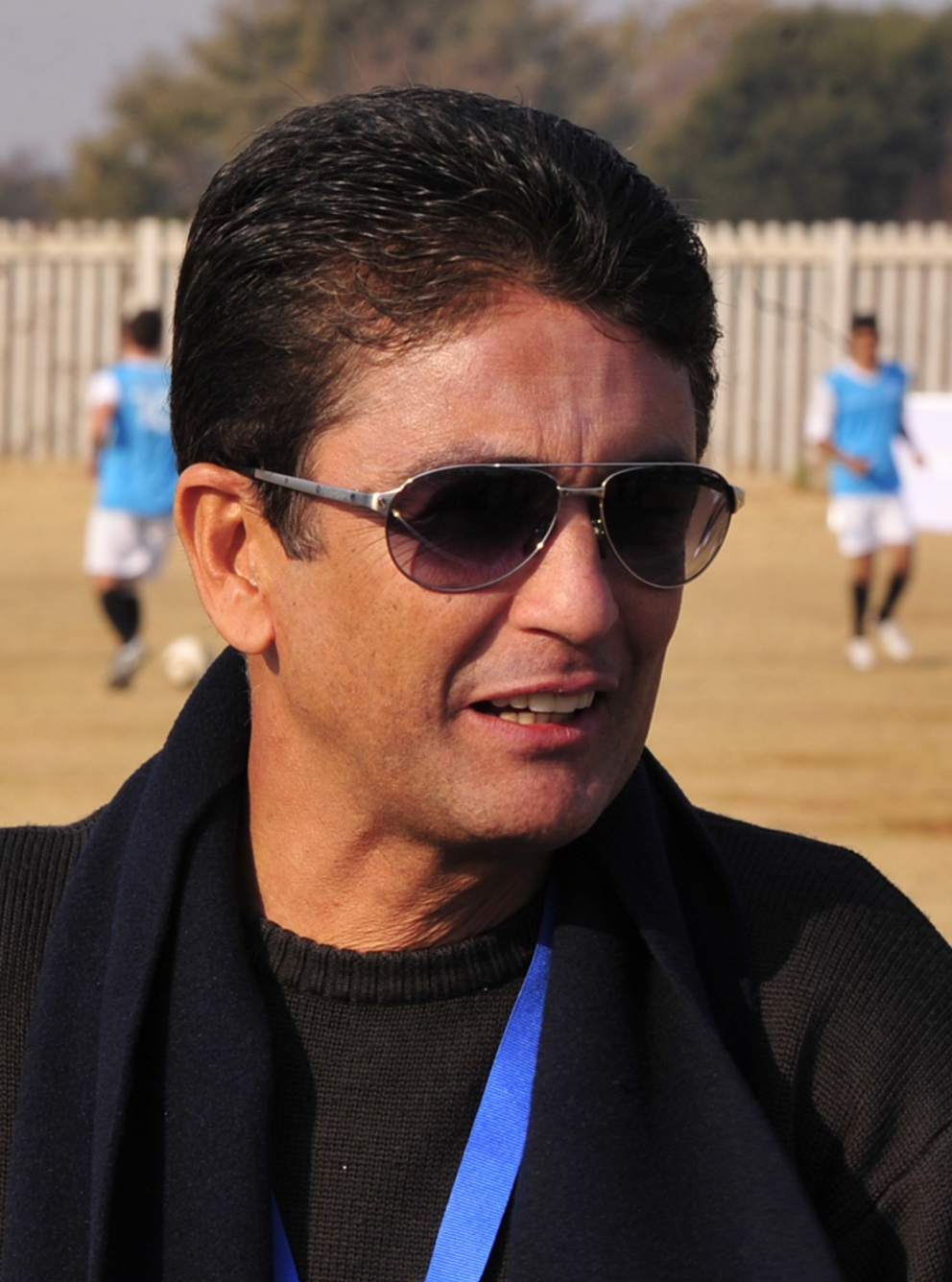
Bebeto, símbolo del Súper Dépor. Logró el trofeo Pichichi al anotar 29 goles en la temporada 1992–93.

3 de octubre de 1992, el Deportivo es líder en solitario de la Primera División al ganar los cinco primeros partidos de la competición (algo inimaginable pues solo unos meses atrás se salvó la categoría en una promoción de infarto ante el Betis) y se enfrenta en Riazor ante el todopoderoso Real Madrid. Minuto 25, 0-2 en el marcador. Cuando todo hacía indicar una fácil victoria para el conjunto merengue, apenas 10 minutos después un delantero habilidoso y menudo, desconocido en España pero una estrella en su país natal, Brasil, anota el 1-2 en el marcador. Su nombre, José Roberto Gama De Oliveira, Bebeto. Infranqueable en el medio, otro brasileño desconocido para el público coruñés, Mauro Silva. En la segunda parte, un gol en propia puerta y otro gol del delantero brasileño culminan la remontada blanquiazul. El Real Madrid tampoco ganaría en Riazor las siguientes 16 temporadas. Había nacido el Súper Dépor, así se le llamó, un equipo entrenado por Arsenio Iglesias, que con su característico 1-5-3-2 disponía puntales en cada línea: Paco Liaño en la portería, Djukic en la defensa, Mauro Silva y Fran en el medio del campo y Bebeto en la delantera. A ellos había que sumar grandísimos jugadores, descartados por unas u otras razones por equipos de más enjundia que el Deportivo, que formaron un bloque histórico durante varias temporadas. Así llegaron jugadores como Voro y Nando del Valencia, Alfredo o Donato del Atlético de Madrid, López Rekarte del Fútbol Club Barcelona o Adolfo Aldana del Real Madrid, entre otros. El Súper Dépor fue el segundo equipo de muchos españoles por estas fechas.

"el boom fue tan brutal que nos pilló medio desprevenidos. El club venía de muchos años alejado de Primera. La temporada anterior tuvimos un mal trago y nos salvamos en la Promoción. Y, de repente, te instalas en los puestos altos. Lo que pensábamos que iba a ser flor de un día, duró meses y meses. Ni yo ni el más optimista podía imaginarse que un equipo de ese nivel diese un rendimiento tan alto." Fran

| Formación habitual del Súper Depor: - Liaño - López Rekarte - Voro - Djukic - Ribera - Nando - Aldana - Mauro Silva - Fran - Claudio - Bebeto - Ent: Arsenio Iglesias |  | Liaño Rekarte Ribera Djukic Voro Nando Donato Mauro Silva Fran Bebeto Claudio |
| Liaño Rekarte Ribera Djukic Voro Nando Donato Mauro Silva Fran Bebeto Claudio                                                                                         |  |                                                                               |

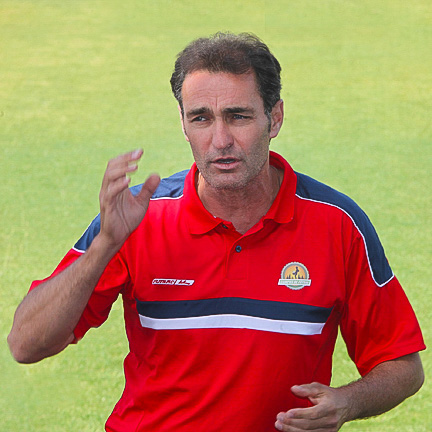
Aldana, jugador del Súper Dépor. Fue titular en la victoria de la final de la Copa del Rey 94/95
.

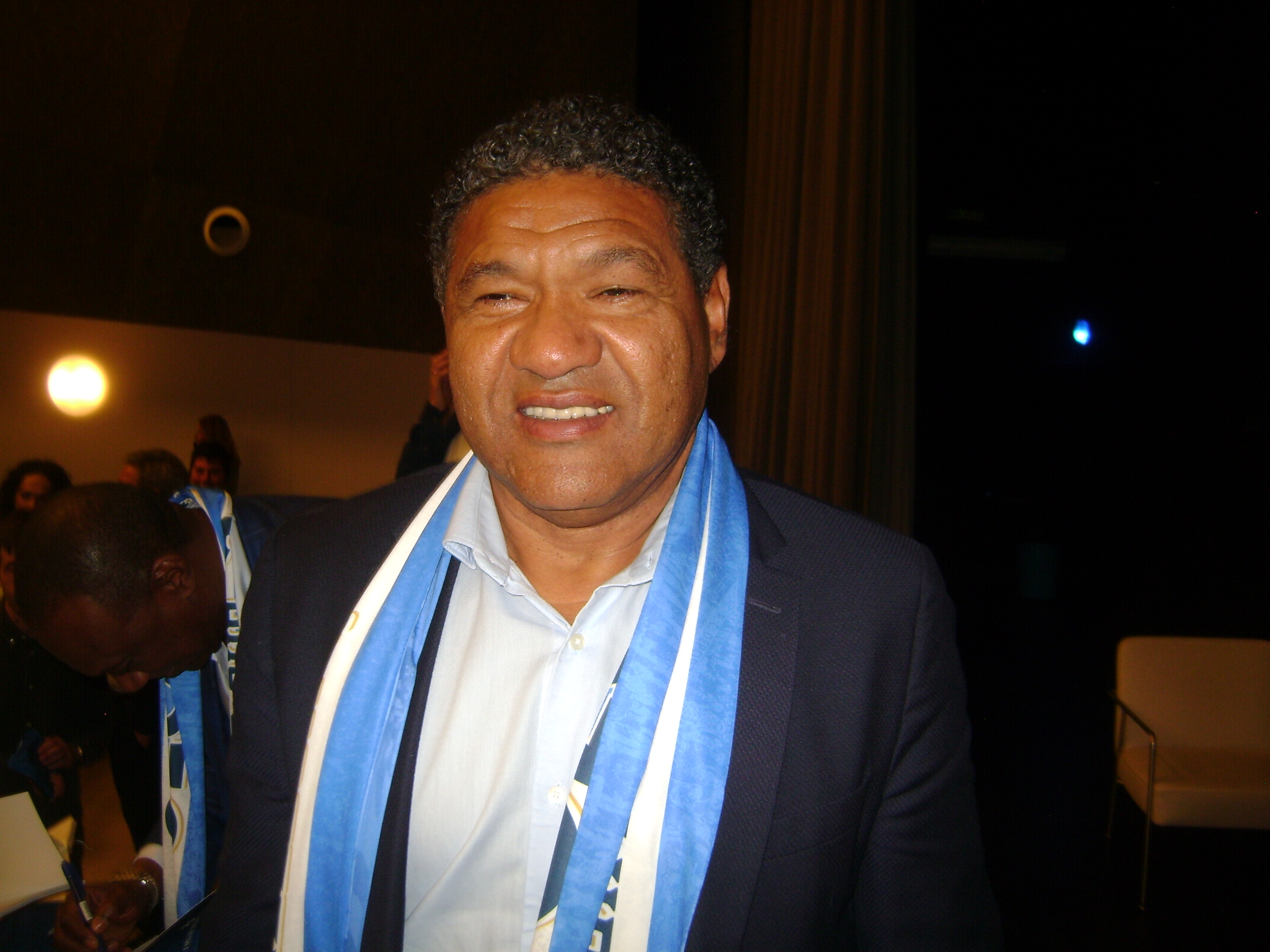
Donato, jugador del Súper Dépor y del Euro Dépor. Logró todos los títulos de la historia del club. Anotó uno de los dos goles que le dieron al Deportivo el título de Liga 99/00.

Tras finalizar la temporada 92-93 en la tercera posición, la campaña siguiente se debuta en Europa, endosándole un 5 a 0 al Aalborg danés y eliminando al Aston Villa con gol de Manjarín en el Villa Park. El Eintracht alemán dejaría al Dépor en la cuneta, pero Europa comenzaba a oír el nombre del Deportivo. En Liga los de Arsenio Iglesias caminaban con paso firme en casa (destaca un 4-0 ante el Real Madrid) y sacando alguna que otra victoria a domicilio. Precisamente el Dépor cerraría la primera vuelta como líder, tras derrotar por 1 a 3 al Valencia. En la segunda vuelta, las derrotas en el Santiago Bernabéu y en el Camp Nou no dejaron que el Dépor se distanciase de sus rivales. Pese a todo, a falta de cuatro jornadas para el final, el Dépor aventajaba al Barcelona en tres puntos. Dos empates a cero contra el Lleida y el Rayo de un magistral Wilfred, que lo paró todo, fueron contrarrestados con una victoria por 0 a 2 en Logroño. Así se llegó a la última jornada de Liga, con el Dépor líder, con un punto de diferencia sobre el Barcelona. El goal average particular beneficiaba a los de Cruyff, por lo que al Dépor solo le valía la victoria ante el Valencia en Riazor. Pero los valencianistas, fuertemente primados como reconoció a posteriori alguno de sus jugadores, disputaron el partido como si se jugasen algo más. El Barcelona, que días después jugaría la final de la Copa de Europa contra el Milan, recibía al Sevilla en el Camp Nou. Pese a la férrea presión del Valencia, la alegría saltaba en las gradas de Riazor cuando Simeone adelantaba al Sevilla en Barcelona. Pero pronto los de Cruyff le iban a dar la vuelta al marcador, presionando a un Deportivo que no conseguía superar la meta defendida por González. Los goles fueron llegando en el Camp Nou, hasta marcar el 5 a 2 definitivo. El Deportivo necesitaba un gol para ser campeón. Y no llegaba. Entonces se produjo la jugada que iba a entrar en la historia negra del deportivismo. Corría el minuto 89, y Nando era derribado en el área del Valencia por Serer. López Nieto, el colegiado del encuentro, no dudó en pitar penalti. Riazor estaba enloquecido, la Liga estaba al alcance del Deportivo, pero Donato, el especialista, había sido sustituido minutos antes. Las miradas apuntaban a Bebeto, pero el brasileño no reunió el valor suficiente. Lo tuvo Djukic, que esa misma temporada y en las anteriores había tirado ya alguna pena máxima, con éxito dispar. Así que el serbio era el encargado de meter al Deportivo en la historia de la Liga. Djukic tomó aire con fuerza, abrumado por la responsabilidad, disparó, flojo, a la derecha de González, que detuvo el lanzamiento sin apuros. Lo que vino después sobró. El portero che, festejó la acción alzando el puño con rabia, en un gesto excesivo, innecesario, doloroso. Djukic se quedó de piedra, hundió la cabeza entre sus brazos, dándose de golpe con la realidad, al igual que la afición coruñesa, que daba por hecho el título. Lendoiro lloraba en el palco, y Arsenio Iglesias se quedaba sin palabras en rueda de prensa. La Liga se le escapaba al Deportivo. Barcelona festejaba un título que ya ni esperaba.
Con respecto al Caso Negreira, Lendoiro afirmó que los arbitrajes en esa época fueron favorables al Barça (la temporada 93/94 la ganaron los catalanes debido a la diferencia de goles).
Paco Liaño, que se llevaría por segundo año consecutivo el trofeo Zamora como portero menos batido (el Depor se convirtió en el mejor equipo defensivo en una temporada de Liga, encajando tan solo 18 goles en las 38 jornadas de Liga -solo recibió goles en 12 partidos-, lo que hace un promedio de 0,474 goles/partido.), dejaría tras el encuentro una frase dedicada al Valencia y al destino del conjunto deportivista: «Arrieros somos y en el camino nos encontraremos», apuntó el cántabro.
Y tenía razón, solo una temporada después se logra el primer título. La Copa del Rey, se consiguió en Madrid el 27 de junio de 1995 ante el Valencia con goles de Manjarín y de Alfredo, tanto que será almacenado en las retinas de todos los deportivistas después de un gran centro, saltando y rematando de cabeza ante un atónito Zubizarreta que vio como el jugador se anticipaba a su salto, en un partido disputado en dos actos (el sábado 24 y el martes 27 de junio), debido a una gran tromba de agua caída sobre Madrid aquel sábado. El partido se reanudó en el minuto 35 de la segunda parte y Alfredo solo tardó 56 segundos en anotar el gol del triunfo.

### El Euro Dépor (1998-2005)

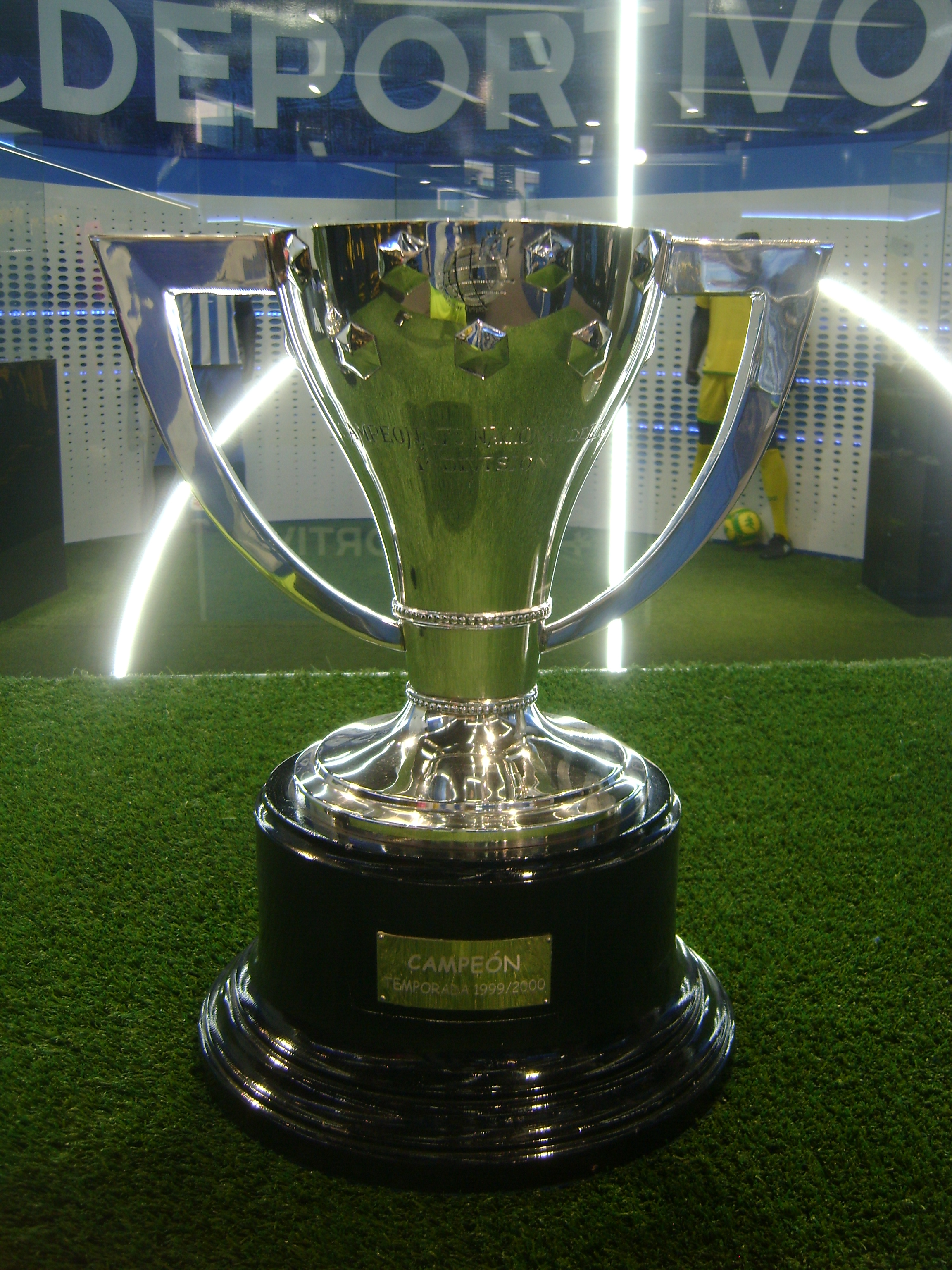
Trofeo de La Liga 99/00. El Deportivo es uno de los nueve equipos campeones de La Liga.

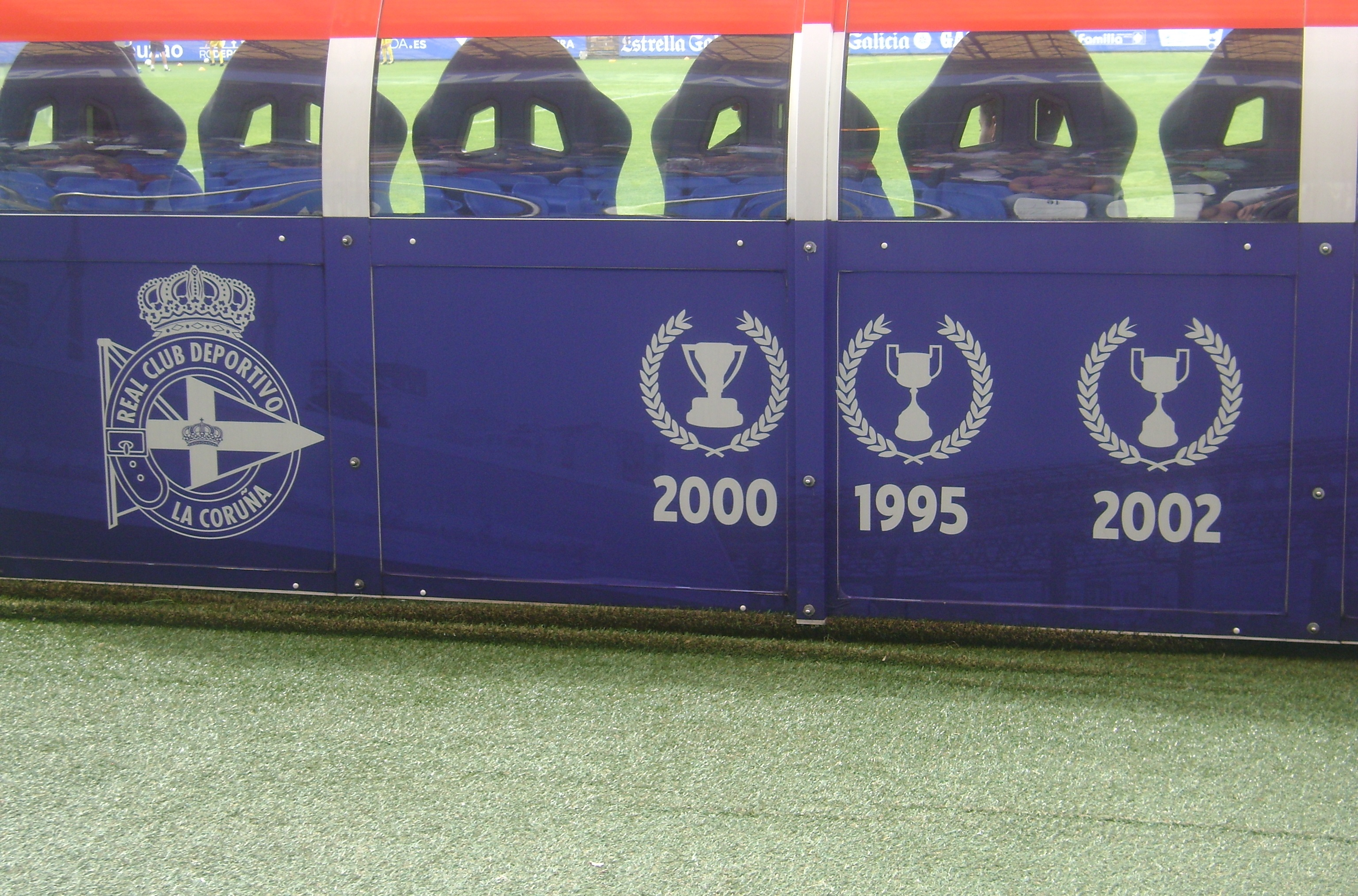
Imagen de los principales trofeos del Deportivo en el banquillo de Riazor: la Liga 99/00, la Copa del Rey 94/95 y la Copa del Rey 01/02.

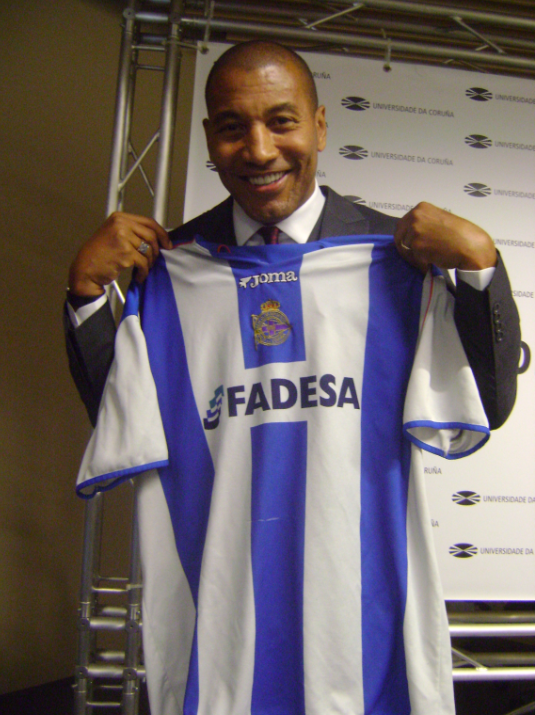
Mauro Silva, jugador del Deportivo entre 1992 y 2005. Logró todos los títulos de la historia de la entidad y se proclamó campeón del mundo en 1994 junto con su compatriota Bebeto, siendo ambos titulares en la final.

Javier Irureta, entrenador procedente del Celta de Vigo, aterriza en el club en la temporada 1998/99 dejándolo en sexta posición, clasificando al equipo en UEFA y alcanzando las semifinales de la Copa del Rey. La temporada 99/00 comenzó poco después de que el Deportivo perdiese ante el Celta de Vigo en el Trofeo Teresa Herrera. Un espejismo, ya que la primera jornada de Liga abriría las esperanzas de la parroquia blanquiazul, al ganar por 4 goles a 1 al Alavés, con hat trick del neerlandés Makaay. El mismo Makaay que anotaría en casa y ante el Valladolid el gol más rápido en la historia del conjunto herculino, a los 16 segundos. El mismo Makaay que haría un doblete para doblegar al Barça por 2 goles a 1, confirmando un inicio de Liga espectacular en su primer año en el equipo. El Deportivo se coloca de líder en la jornada número 12, un puesto al que le cogerá cariño, y encadena una racha de siete victorias seguidas, que se truncaron con un final de primera vuelta flojo, empatando a cero goles contra el RCD Espanyol. Eso sí, el derbi de la primera vuelta, tenso e intenso, se saldó con un uno a cero para el Dépor, con gol del Turu Flores. En la segunda vuelta el Deportivo, poco a poco, se va dejando puntos lejos de Riazor. Eso sí, en casa, los de Irureta lo bordan. Como el día del Real Madrid (que meses más tarde sería Campeón de Europa y ficharía al deportivista Flávio Conceição pagando su cláusula de rescisión de 24 millones de euros), donde Djalminha deslumbró al mundo con su lambretta y Makaay y el Turu con sus goles, hasta poner el definitivo 5 a 2 en el marcador. La nota negativa llegó en UEFA, en cuartos de final, donde el Arsenal le endosó al Dépor un 5 a 1 con un Kanu espectacular, un partido marcado por la expulsión de Djalminha. Aunque en Liga, donde los coruñeses seguían de líderes, no se acababa de dar un golpe encima de la mesa. Las derrotas por 2 a 1 en el Camp Nou y por 2 a 0 en Vallecas, comenzaron a revivir los fantasmas del 94. El propio Irureta se encargó de tranquilizar a la parroquia blanquiazul, diciendo que con ganar los partidos de casa, el Dépor saldría campeón por primera vez en su casi centenaria historia. La recta final de Liga fue agónica. El Deportivo lo tuvo en sus manos en Riazor, ante el Real Zaragoza, el 7 de mayo, a tres jornadas del final del Campeonato. Los aragoneses se pusieron por delante, pero el Dépor empató y a poco del final, Djalminha hizo el dos a uno. Con la emoción, olvidó que tenía una amarilla y recibió la segunda tras quitarse la camiseta en la celebración. El Zaragoza acabó empatando. Quedaban dos jornadas, el Dépor jugaba en Santander, y una victoria le valía para ser campeón. 
Durante esta época destacó César Cobián Fernández de la Puente, doctor principal del equipo que se ganó el respeto y admiración de todo el club. 
| Formación habitual del Deportivo campeón de Liga: - Songo'o - Manuel Pablo - Donato - Naybet - Romero - Víctor - Mauro Silva - Flávio Conceição - Fran - Djalminha - Makaay - Ent: Javier Irureta - Suplentes Kouba, Turu Flores, Pauleta, Jokanović, Schürrer, Jaime |  | Songo'o M.Pablo Donato Naybet Romero Víctor M. Silva Flávio Fran Djalminha Makaay |
| Songo'o M.Pablo Donato Naybet Romero Víctor M. Silva Flávio Fran Djalminha Makaay |  |                                                                                   |

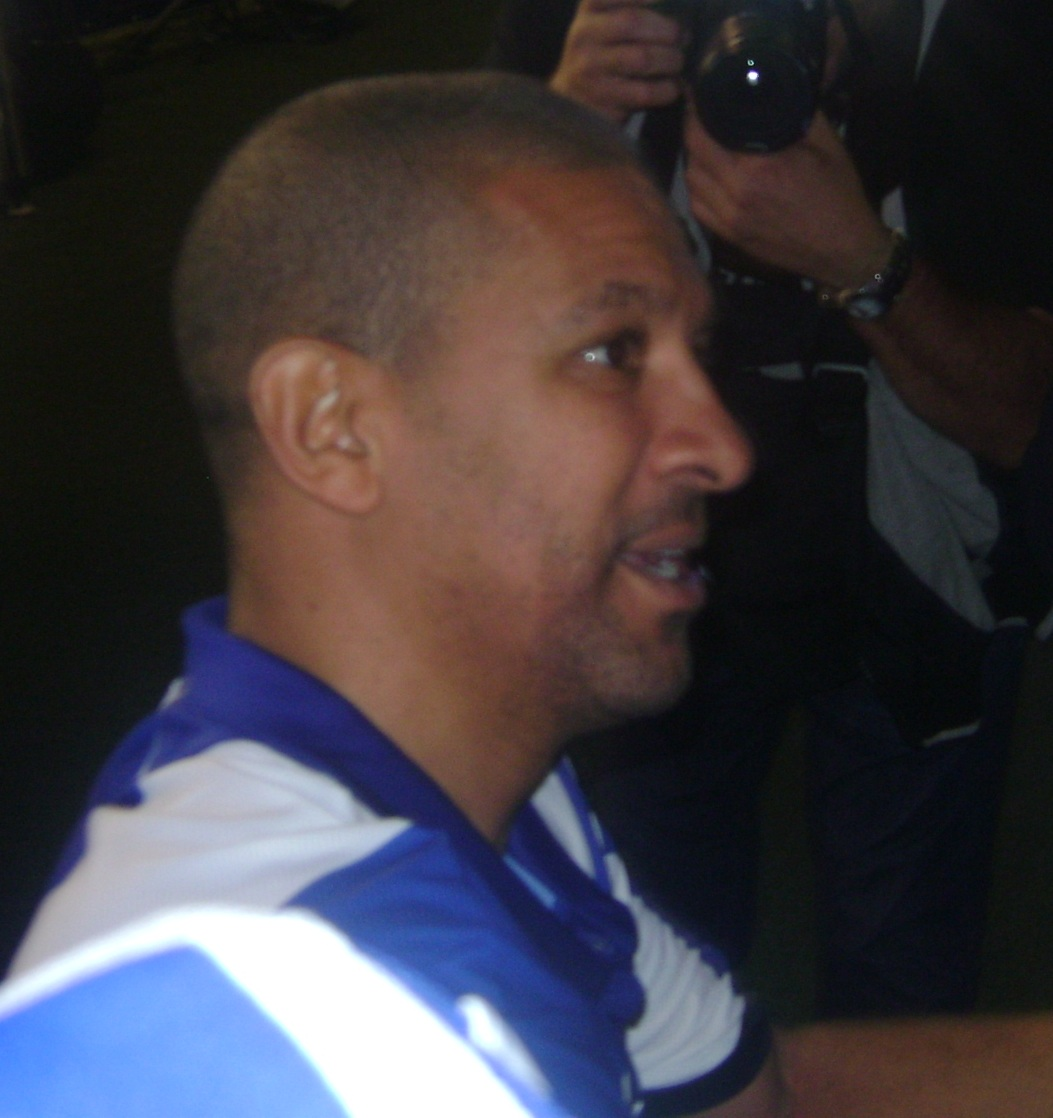
Djalminha, jugador deportivista entre 1997–2004 (exceptuando su cesión en la temporada 2002–2003).

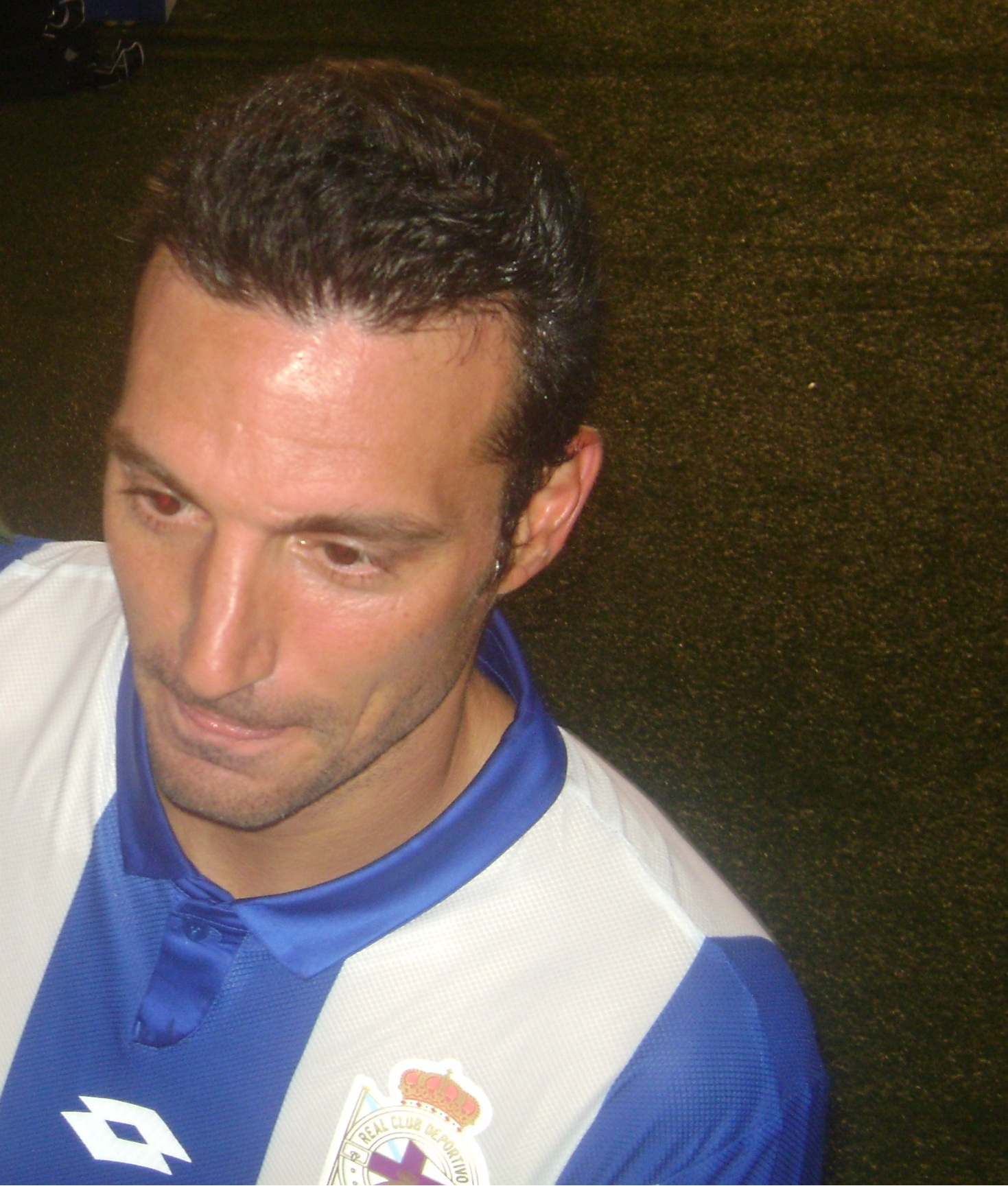
Scaloni, jugador del club entre 1997 y 2005.

Sin Djalminha, pero con 7000 coruñeses en El Sardinero, los de Irureta no pasaron del empate a ceros. La Liga se iba a decidir en la última jornada, entre el Deportivo y el Fútbol Club Barcelona, seis años y cinco días después del fatídico penalti de Djukic. El Zaragoza tenía también remotas opciones de ser campeón, pero la historia reservó el duelo que le debía a culés y gallegos. El empate en Santander y el destino de jugarse el todo por el todo nuevamente en Riazor y con el Barcelona al acecho, hizo, una vez más, reavivar los temores del 94. Al Deportivo le valía el empate, al Barça, la victoria y el pinchazo coruñés. Pero la historia nos la debía. El 19 de mayo del año 2000, el RCD Espanyol visitaba un Riazor hasta la bandera, lleno de colorido, de euforia contenida. Contenida hasta el minuto 3, cuando Donato cabeceó al fondo de las mallas un córner botado al primer palo por Víctor. Riazor saltó, vibró, suspiró, celebró, no se podía escapar.
El Celta ayudaba ganando en el Camp Nou, y el Zaragoza quemaba sus cartuchos venciendo al Valencia, pero quedaba mucho. Naybet y Donato llevaron el miedo a la grada arriesgando demasiado en un cruce dentro del área con caída de Tamudo incluida. El colofón llegó en el minuto 34, cuando una pared entre Víctor y Manuel Pablo, finalizó con centro del canario al área y remate de Roy Makaay al fondo de las mallas, anticipándose a su par. Más y más delirio en Riazor. El RCD Espanyol, eterno rival del Barça, lo intentó, y Naybet tuvo que sacar de la línea de gol un remate acrobático de Tamudo. Pero el Dépor aguantó. Donato, abandonó el campo riéndose, aliviado, satisfecho, homenajeado por Riazor. Víctor casi sentencia con un disparo a la cruceta. El Barça, que finalmente empataría con el Celta y el Zaragoza, que perdería en Mestalla, facilitaban la fiesta. Riazor se pasó toda la segunda parte coreando a sus jugadores y ensayando el campeones, campeones, que llenaría de júbilo y alegría las calles de La Coruña durante horas y horas. No en vano, 50 000 coruñeses celebraron en la ciudad el título logrado y unas 20 000 personas llenaron la plaza de María Pita al día siguiente para recibir a los campeones. Quedaban pocos minutos para el final, e Irureta, el gran Jabo, se quejaba con el partido y la Liga en el bolsillo, de un hueco en defensa en el último ataque del RCD Espanyol. Final del partido. El Deportivo es campeón de Liga. Invasión sobre el césped de Riazor. Los jugadores regalan sus camisetas, sus pantalones, como Fran, que se quedó en paños menores. La ocasión lo merecía. La plaza de Cuatro Caminos fue un hervidero, una locura de gente, de alboroto, de estallido de emociones. Los jugadores recorrieron La Coruña en autobús, mostrando su recién estrenado look, con el pelo teñido de amarillo chillón. Las celebraciones siguieron durante días no en vano, la Liga se ganó un viernes, curiosamente, con el arbitraje de García Aranda, el mismo que arbitró la final de Copa del 95 contra el Valencia.

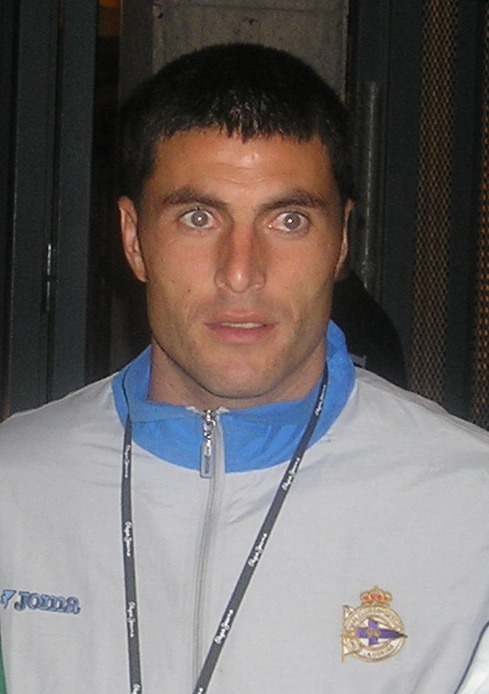
Diego Tristán, jugador del Deportivo entre 2000 y 2006. Logró el trofeo Pichichi al anotar 21 goles en la temporada 2001–02.

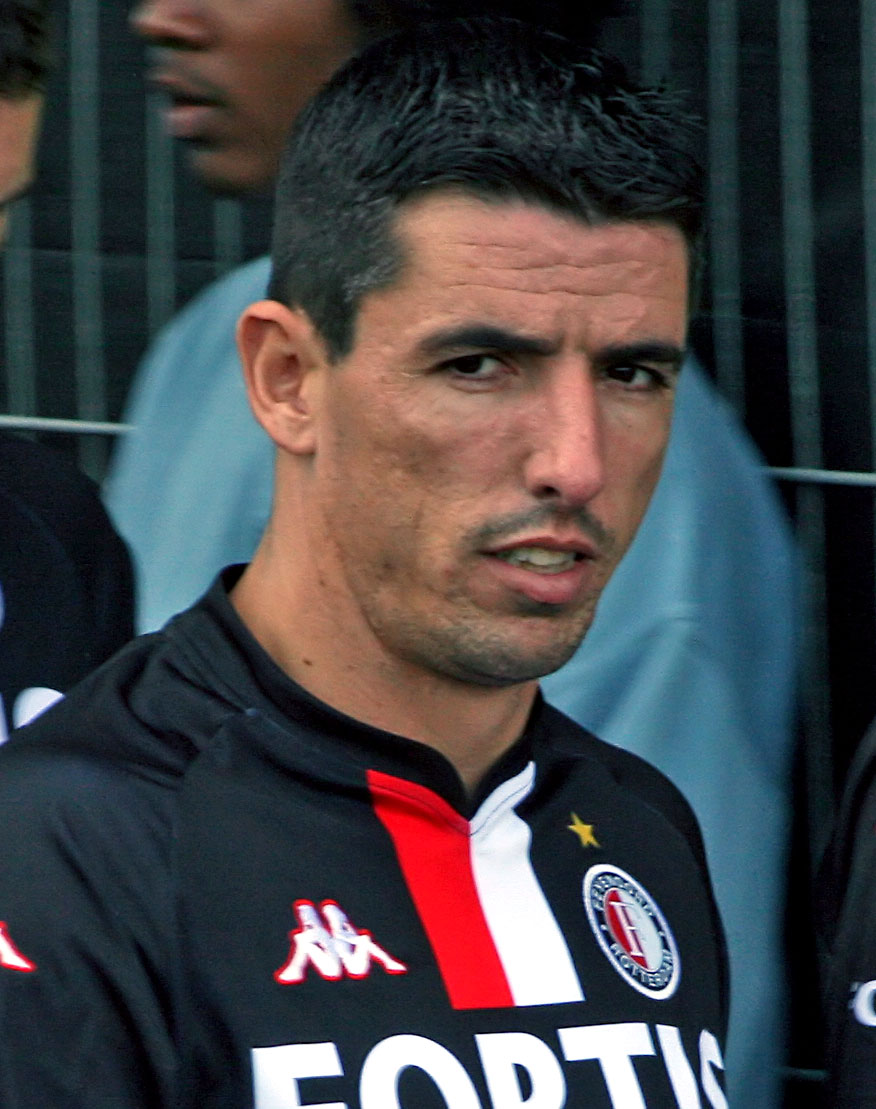
Roy Makaay, jugador del Deportivo entre 1999–2003. Logró el trofeo Pichichi y la Bota de Oro al anotar 29 goles en la temporada 2002–03.

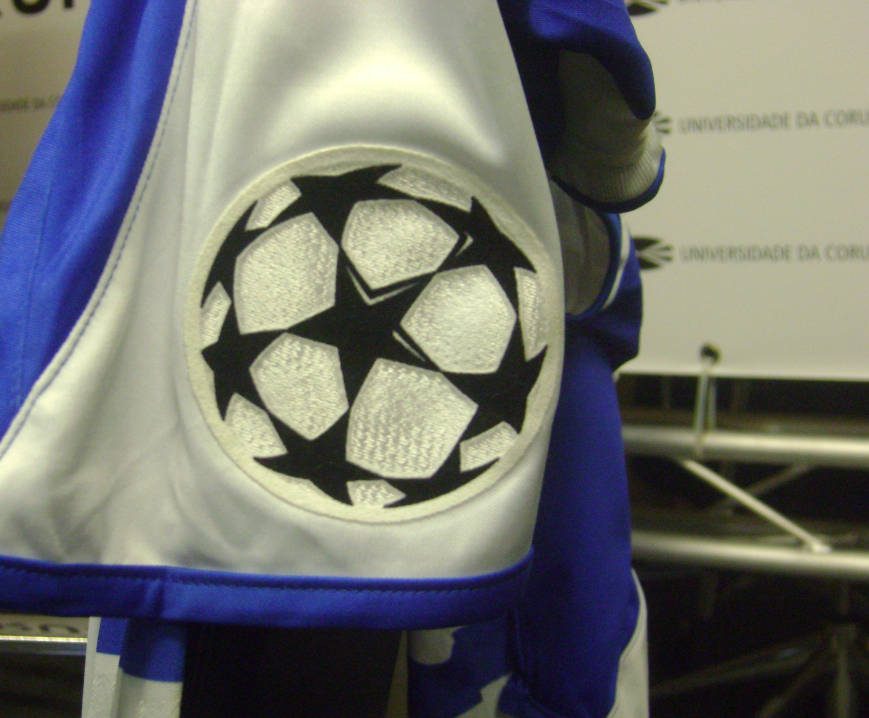
Detalle de la camiseta del Deportivo en la Champions League. Los deportivistas disputaron la competición cinco temporadas consecutivas, en la que llegaron a semifinales en una ocasión.

Al gran éxito de la Liga siguieron cuatro temporadas consecutivas sin bajar del podio de la Liga (2.º, 2.º, 3.º, 3.º) y cinco participaciones consecutivas en Liga de Campeones, destacando victorias históricas en campos históricos: Parque de los Príncipes (1-3), Old Trafford (2-3), Highbury (0-2), Estadio Olímpico de Múnich (2-3), San Siro (1-2) y Stadio delle Alpi (0-1). Pero sin duda la victoria más recordada para el deportivismo en la mejor competición de clubes de fútbol del mundo se produjo en unos cuartos de final, en Riazor, ante el Milan. Después de eliminar a la Juventus FC en octavos de final se enfrentará en cuartos al vigente campeón y favorito para revalidar el título, el AC Milan. No pudo ser peor el resultado en territorio italiano (4-1), pero en el partido de vuelta se produciría uno de esos milagros que el fútbol propicia de vez en cuando y el Milan de Dida, Cafu, Alessandro Nesta, Maldini, Rui Costa, Gattuso, Pirlo, Seedorf, Kaká, Shevchenko e Inzaghi entrenado por Carlo Ancelotti cae arrollado en Riazor ante el vendaval de fútbol de los gallegos (4-0), pasando así a semifinales tras una histórica remontada. Uno de los partidos más recordados por la hinchada blanquiazul es también uno de los 10 partidos de la década y uno de los 50 mejores partidos de la historia del fútbol para Marca y el tercer mejor partido de la historia de la Champions League para el diario inglés The Guardian. El Dépor quedó eliminado en semifinales de la competición por el FC Oporto, (0-0) en Portugal y (0-1) en Coruña. Sobre esta eliminatoria el entonces presidente Augusto César Lendoiro dudó de la limpieza arbitral: "Me acuerdo de muchas cosas, por ejemplo, la expulsión de Andrade. Curiosamente, la UEFA reconoció que fue un error del árbitro, pero como hubo tarjeta roja había que cumplir un partido. Si no, serían dos. Además, no deja de ser curioso que a Mauro le enseñaron la tarjeta que le impidió jugar aquí la vuelta, pero a ellos no le enseñaron cartulinas cuando allí, en la ida, fueron totalmente agresivos. Son cosas que nadie sabe. Quizá lo sabrán algunos".En esa temporada el club portugués llegó a ser sancionado por intento de corrupción en la Liga portuguesa en el caso denominado Silbato final, que deriva del caso de corrupción conocido como Silbato Dorado. Según el periodista inglés Sid Lowe el Dépor fue "robado".
Formación del Centenariazo
- Molina
- Lionel Scaloni
- César
- Naybet
- Romero
- Sergio
- Mauro Silva
- Víctor
- Valerón
- Fran
- Diego Tristán
- Ent: Javier Irureta

También jugaron: 
- Duscher
- Capdevila
- Djalminha

Djalma se acercó a Flávio Conceição -también brasileño y exdeportivista fichado por el Real Madrid- antes del calentamiento y le preguntó si le apetecía tomar algo después del partido. "Bueno, es que tenemos la fiesta de la celebración", le respondió Flávio. "¿Si ganáis, no?", dijo Djalma, y corrió con el cuento al vestuario y encendió la mecha del resto de compañeros.

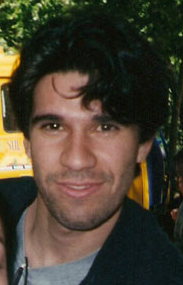
Juan Carlos Valerón, jugador deportivista entre 2000 y 2013.

Pero todavía más histórico fue un partido conocido popularmente como el «centenariazo». El 6 de marzo del año 2002, el Real Madrid, el club más laureado de Europa y recientemente nombrado Club del Siglo de la FIFA, celebraba su centenario. Por ese motivo, la Federación Española de Fútbol designó como escenario de la final de la Copa de SM el Rey de 2002, al Estadio Santiago Bernabéu, como homenaje al cumpleaños del conjunto blanco. El Real Madrid, con figuras como Raúl Figo o Zidane en sus filas, llegó a la final de Copa, y su rival, invitado a la fiesta madridista, como la prensa nacional se empeñó en dar a entender, iba a ser el Deportivo de la Coruña. El entrenador de los coruñeses, Javier Irureta, reivindicó en la rueda de prensa del día anterior a la final que el Deportivo también jugaba, poniendo de manifiesto que el Real Madrid tendría que ganarse la fiesta en el campo. El día de la final, el Bernabéu estaba abarrotado, la gente estaba enfervorecida, preparada para vivir una gran celebración, no se cumplen cien años tan a menudo. Antes de que los jugadores saliesen a calentar, hubo varias actuaciones de artistas de cierto renombre en la época, para darle el aire de espectáculo que tanto gusta en Chamartín. En las gradas, unos 26 000 coruñeses se encargaban de recordarle a los madridistas que todavía había que jugar el partido. A los seis minutos de juego, un buen pase de Diego Tristán dejó a Sergio muy cerca del área blanca. Este se deshizo de Hierro y ante la salida de César, lo batió por bajo con un punterazo sutil que se coló entre las piernas del portero. En el minuto 38, llegó el 0 a 2. Un centro de Valerón desde la derecha era rematado por Diego Tristán al fondo de las mallas. En la segunda parte, el Deportivo mantuvo el orden, pero un gol de Raúl en el minuto 58 puso emoción a una final que finalizaría con ese resultado.

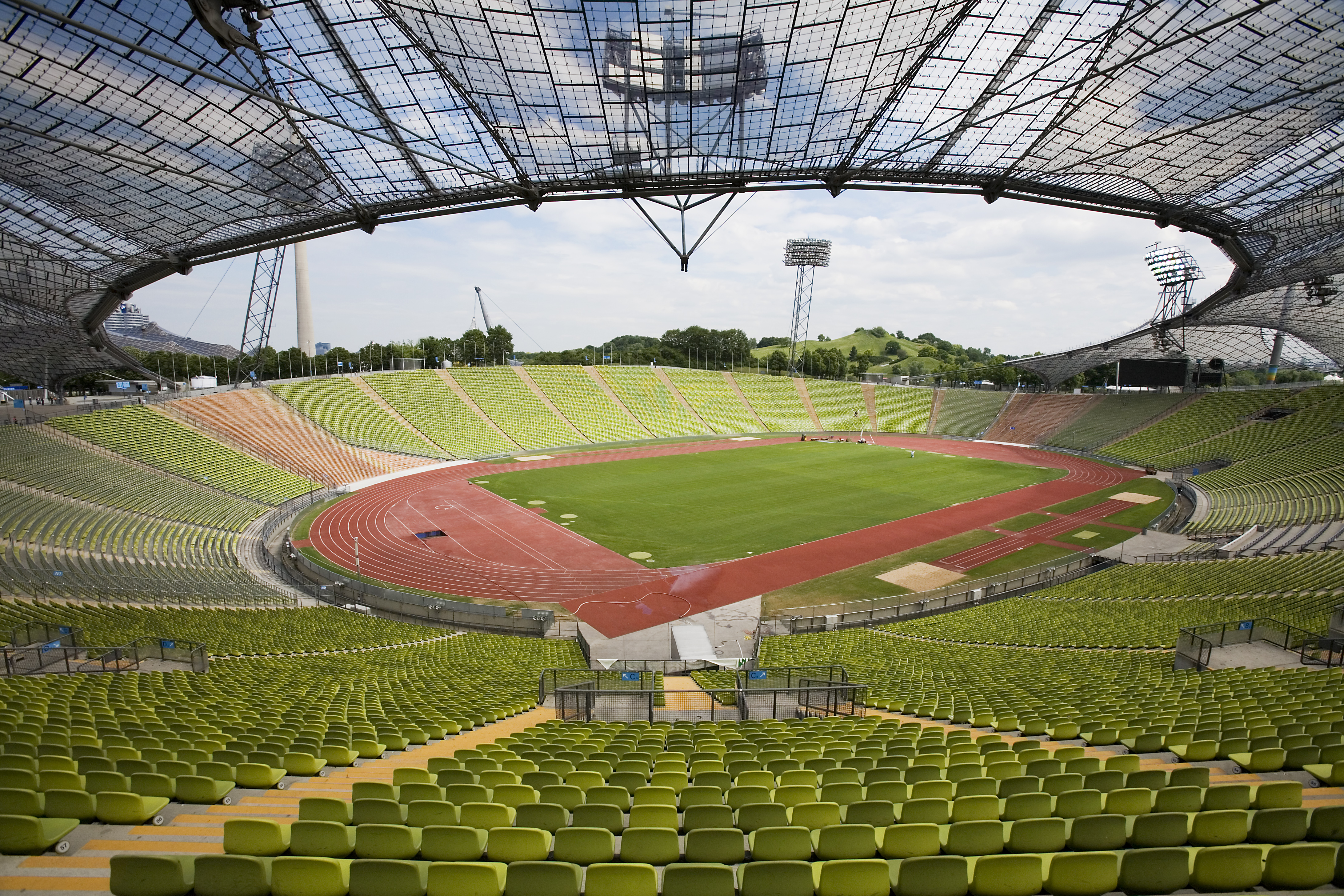
El Deportivo fue el único equipo español que venció al Bayern de Múnich en el Estadio Olímpico de Múnich y el primero en conseguir derrotarlo en Alemania.

Durante esta etapa en la que el club ocupó el sexto lugar en la clasificación de coeficientes UEFA en 2004, se consiguen logros como ser, junto con el Real Madrid los únicos equipos españoles que vencieron al Bayern de Múnich a domicilio en competición internacional, siendo el primer equipo español en hacerlo y el único que lo consiguió en el Olímpico de Múnich. También el de ser junto con el Real Madrid los únicos equipos españoles que vencieron al Manchester United a domicilio en Champions League, siendo el sexto equipo extranjero en ganar en Old Trafford en toda la historia. La IFFHS, colocó al club como el 19.º de Europa y 24.º del mundo en la primera década del siglo XXI.

### Transición y declive (2006-2014)

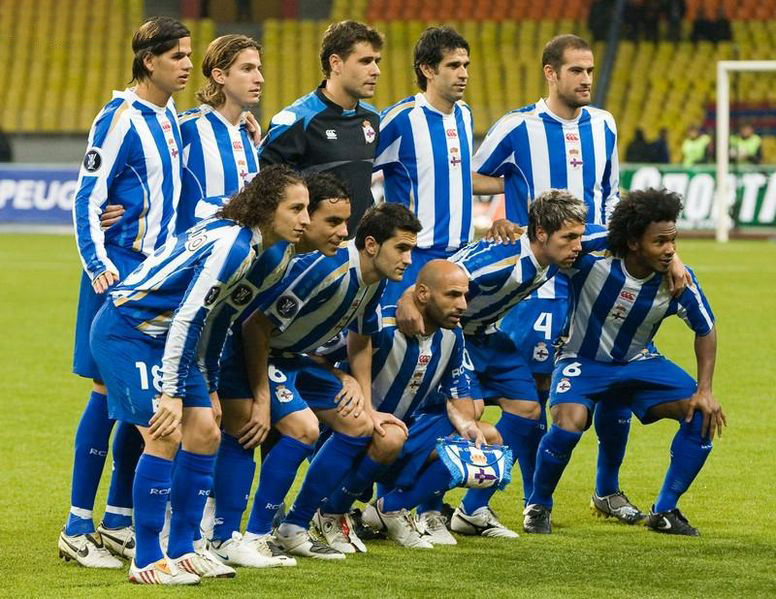
Alineación deportivista durante un partido de la Copa de la UEFA 2008-09 disputado en Moscú.

Tras la era Irureta, entrenador del «Euro Dépor», el club coincidiendo con la celebración de su centenario en 2006, entra en una etapa de transición caracterizada por una grave crisis económica y deudas. Tras dos temporadas de transición bajo las órdenes de Joaquín Caparrós, llega al banquillo Miguel Ángel Lotina, con el que se logra en la Copa Intertoto la clasificación para jugar por quinta vez la Copa UEFA y se inicia un nuevo proyecto de reestructuración deportiva que pasó necesariamente por la mejora de la cantera (más de 15 canteranos debutaron bajo su mandato). 
Durante esta etapa destaca la temporada 07/08. Tras un racha de una victoria en nueve jornadas el Deportivo afrontó la jornada 21 a cinco puntos de la permanencia. Lotina cambió el sistema a una defensa de cinco, se logró una victoria 3-1 frente al Real Valladolid que inició una racha de 11 victorias en 18 partidos, lo que dio lugar a una clasificación para la Copa UEFA vía Copa Intertoto. En esta hazaña fue importante la llegada en el mercado invernal del sueco Christian Wilhelmsson.

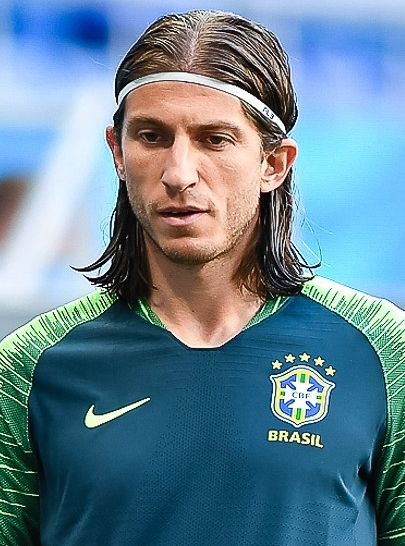
Filipe Luís, jugador del Deportivo entre 2006 y 2010.

Tras 20 años consecutivos en la máxima categoría del fútbol nacional, en la temporada 2010/11 desciende a Segunda División tras perder el último partido 0-2 contra el Valencia, convirtiéndose en el equipo que desciende a segunda división con más puntos de la historia de la liga (43).
En esta misma temporada, Aranzubia marcaba un gol de cabeza en un córner en el último minuto que supondría el empate (Almería 1-1 Deportivo), consiguiendo ser el primer portero de la historia de la Liga Española en marcar de cabeza.
En la siguiente campaña en Segunda, el Deportivo se sobrepone a un comienzo irregular para acabar haciéndose con el ascenso y el campeonato de Segunda el 27 de mayo de 2012 tras ganar por 2-1 al Huesca, y una semana después con el récord de puntos en una temporada en la categoría de plata, al acumular 91 puntos en las 42 jornadas disputadas.
El presidente del club también propuso la retirada del dorsal número 12 de manera simbólica en honor a la afición.
En la temporada 12/13, al llegar al descanso navideño, el equipo gallego es colista de Primera con solo 12 puntos en su haber y el club decide despedir a José Luis Oltra, que fue relevado por Domingos Paciência. El 11 de febrero de 2013, Domingos Paciência abandona el puesto de entrenador tras apenas mes y medio, y conseguir tan solo 4 puntos en 6 partidos, deja el cargo al no verse con fuerzas de sacar al equipo de la última posición del campeonato. Su sustituto en el banquillo es Fernando Vázquez Pena, quien pese a lograr recuperar 9 puntos de desventaja con los puestos de salvación, no consigue culminar la remontada.

### El Dépor de Tino (2014-2019)

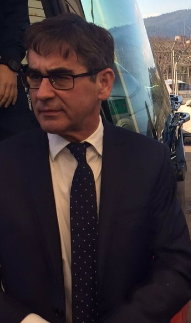
Pese a las dificultades económicas Fernando Vázquez logró el ascenso a Primera División en la temporada 2013-2014.

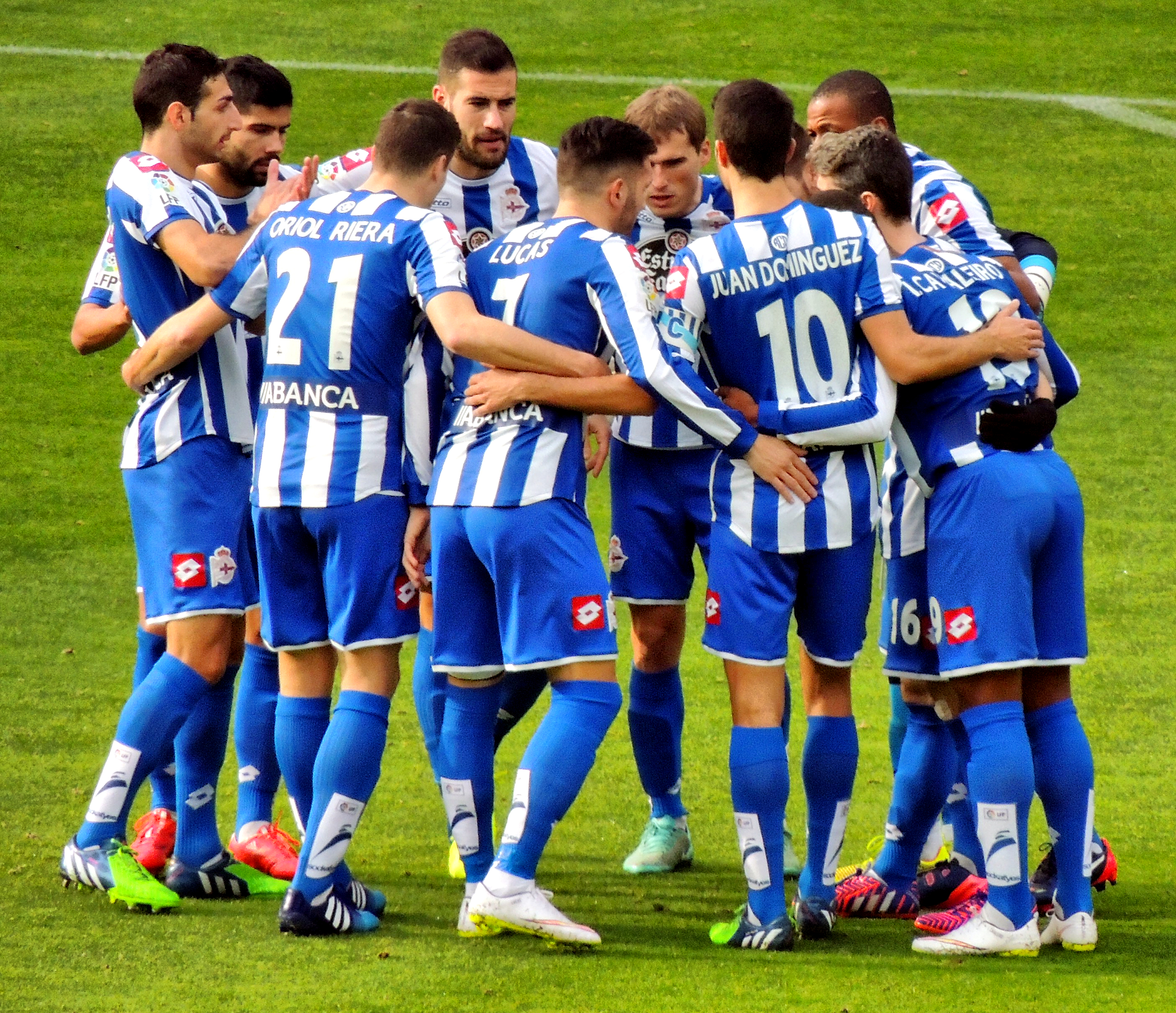
Jugadores del Deportivo en una temporada 2014-2015 que acabó con la salvación en el Camp Nou en la última jornada tras empatar un 2-0 adverso. Los culés se adelantaron con goles de Messi y los blanquiazules empataron con goles de Lucas Pérez y Diogo Salomão.

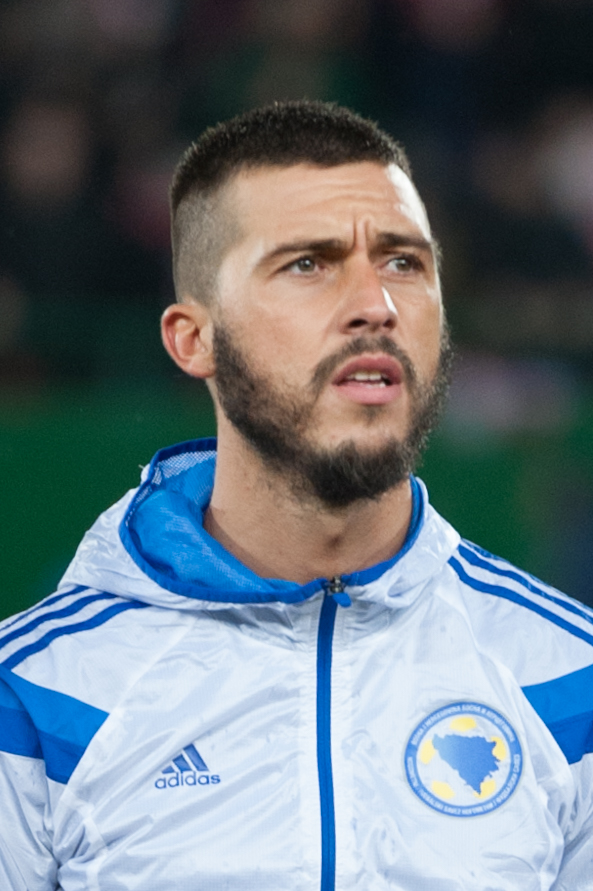
Haris Medunjanin disputó el histórico partido en el que se logró la permanencia empatando un 2-0 en contra en el Camp Nou.

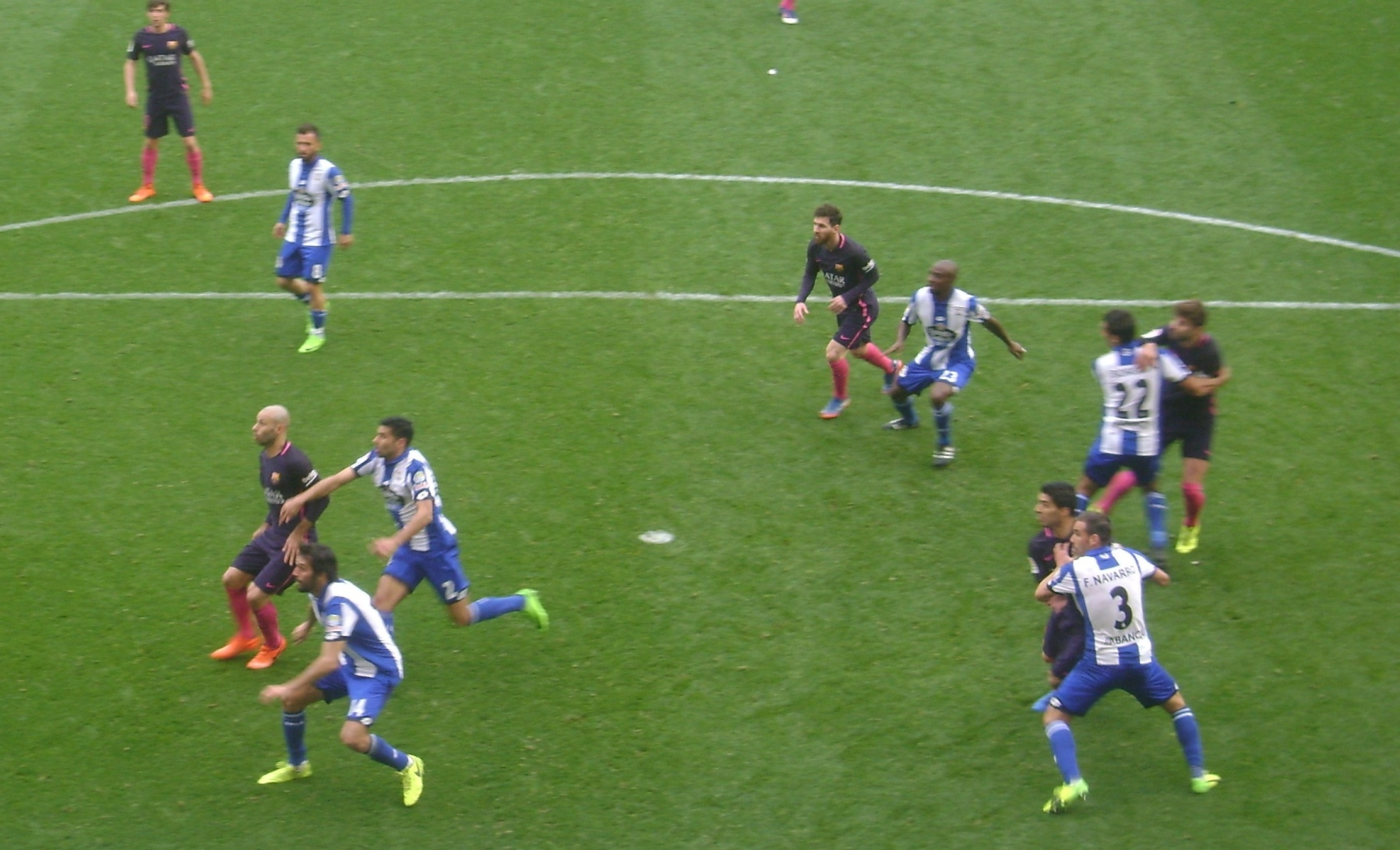
Partido disputado entre el Dépor y el Barça de Messi en Riazor con resultado de 2-1 por la Liga 2016-17.

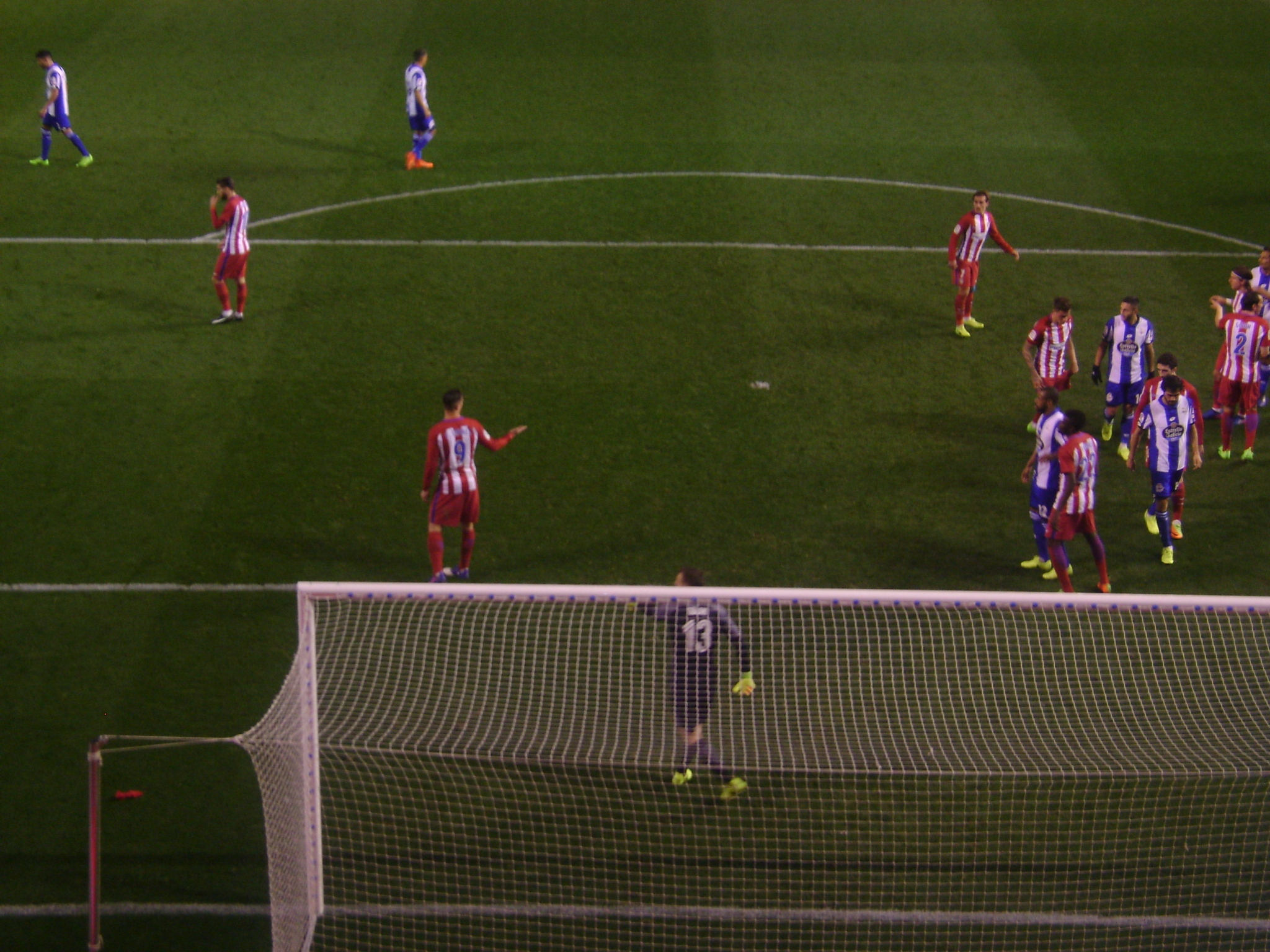
Encuentro disputado entre el Deportivo de La Coruña y el Atlético de Madrid durante la temporada 2016-17.

Pese a descender a Segunda se mantuvo a Fernando Vázquez, quien logró ascender de nueva cuenta al equipo, quedando en segundo lugar, solo por detrás del debutante Éibar. Con esto se planeaba que Fernando Vázquez se quedara la siguiente temporada, pero debido a unas polémicas declaraciones en pretemporada la nueva directiva presidida por Constantino Fernández Pico (quien tuvo que hacer frente al mayor concurso de acreedores del deporte español) y su director deportivo Fernando Vidal optaron por destituirlo y reemplazado por Víctor Fernández. La temporada de Víctor no fue como se esperaba y tras varias jornadas sin vencer, acercándose peligrosamente a los puestos de descenso y tras empatar contra un Córdoba colista fue sustituido por Víctor Sánchez del Amo. Comenzó con 4 empates y 2 derrotas, en la penúltima fecha derrotó al Levante en una jornada en la que el club tenía posibilidades de quedarse en Primera pero no se dieron los resultados, jugándosela en la última fecha contra un FC Barcelona ya campeón de la temporada. El Deportivo comenzó perdiendo 2 a 0 con goles de Messi y Neymar, pero al final se realizó una remontada épica con goles de Lucas Pérez y Diogo Salomão, logrando empatar el partido y evitando el regreso a Segunda.
Debido a la salvación del equipo Víctor Sánchez del Amo se quedó otra temporada, y el club se reforzó con jugadores como Fernando Navarro, Cani, Alejandro Arribas, Pedro Mosquera, Fayçal Fajr, Luis Alberto o Fede Cartabia, y logró el traspaso de Lucas Pérez. En la temporada 2015/16 el Deportivo realizó una gran primera vuelta en la que acabó noveno, llegando a ocupar puestos de Europa League durante nueve jornadas. Sin embargo realiza una segunda vuelta desastrosa con únicamente dos triunfos, el segundo de ellos en la penúltima jornada frente al Villarreal CF por 0-2, con el que aseguró matemáticamente la permanencia en la máxima categoría nacional. En esta temporada se logra superar el récord de empates, al lograr 18. Algo que según el entrenador Víctor Sánchez del Amo no fue lo suficientemente valorado.
En la siguiente temporada, el club decide destituir a Víctor tras una permanencia. Llega Gaizka Garitano, el que fue entrenador del equipo local de Ipurúa tras un mes de rumores en el que se vinculaba a Paco Jémez con el equipo coruñés.
La temporada comienza bien para el Deportivo, con una victoria en casa ante el Éibar y un empate en el Benito Villamarín. Sin embargo, el juego de los gallegos no es lo suficientemente bueno y, también, la falta de gol tras la marcha de Lucas Pérez, lastra al equipo gallego, que no volvería a ganar hasta la jornada 7, ante el Sporting en Riazor. Es de reseñar la llegada de Ryan Babel, que era agente libre. Varias jornadas después, sin embargo, el Dépor coge confianza y arregla su falta de gol. Pierde en casa ante el Sevilla y fuera contra el Málaga, pero marcando 5 goles entre los dos partidos. A partir de ahí el Dépor logra muy buenas sensaciones con un 5-1 a la Real Sociedad en Riazor (que en aquel momento era uno de los mejores equipos de La Liga Santander en cuanto a juego); una derrota por 3-2 en el Santiago Bernabéu, aunque mereciera más y con un arbitraje injusto, y una victoria (2-0) ante Osasuna en Riazor, que hace que el equipo coja ánimo ante el mal inicio de temporada.
Ya entrado el año 2017 sin Ryan Babel y tras arrastrar una racha de malos resultados, siendo los más trascendentales las derrotas contra Alavés (0-1) y Leganés (4-0) en las jornadas 23 y 24 respectivamente, el Deportivo decidió rescindir contrato a Gaizka Garitano como entrenador el 26 de febrero, siendo este sustituido por Pepe Mel el 28 del mismo mes. El entrenador madrileño logra el objetivo de la permanencia, destacando la victoria por 2-1 en Riazor frente a un Barça que llevaba una racha de 19 partidos sin perder en Liga.
El 29 de junio de ese mismo año, el Deportivo logra saldar su deuda privilegiada con Hacienda gracias a un crédito bancario de Abanca, y por lo tanto se recuperará en gran medida de la mala situación económica que padecía, al haber ingresado 43 millones de €. Esto también hace que el presupuesto para fichajes del RC Deportivo aumente y se sitúe a la altura de equipos como el Celta o el Málaga.

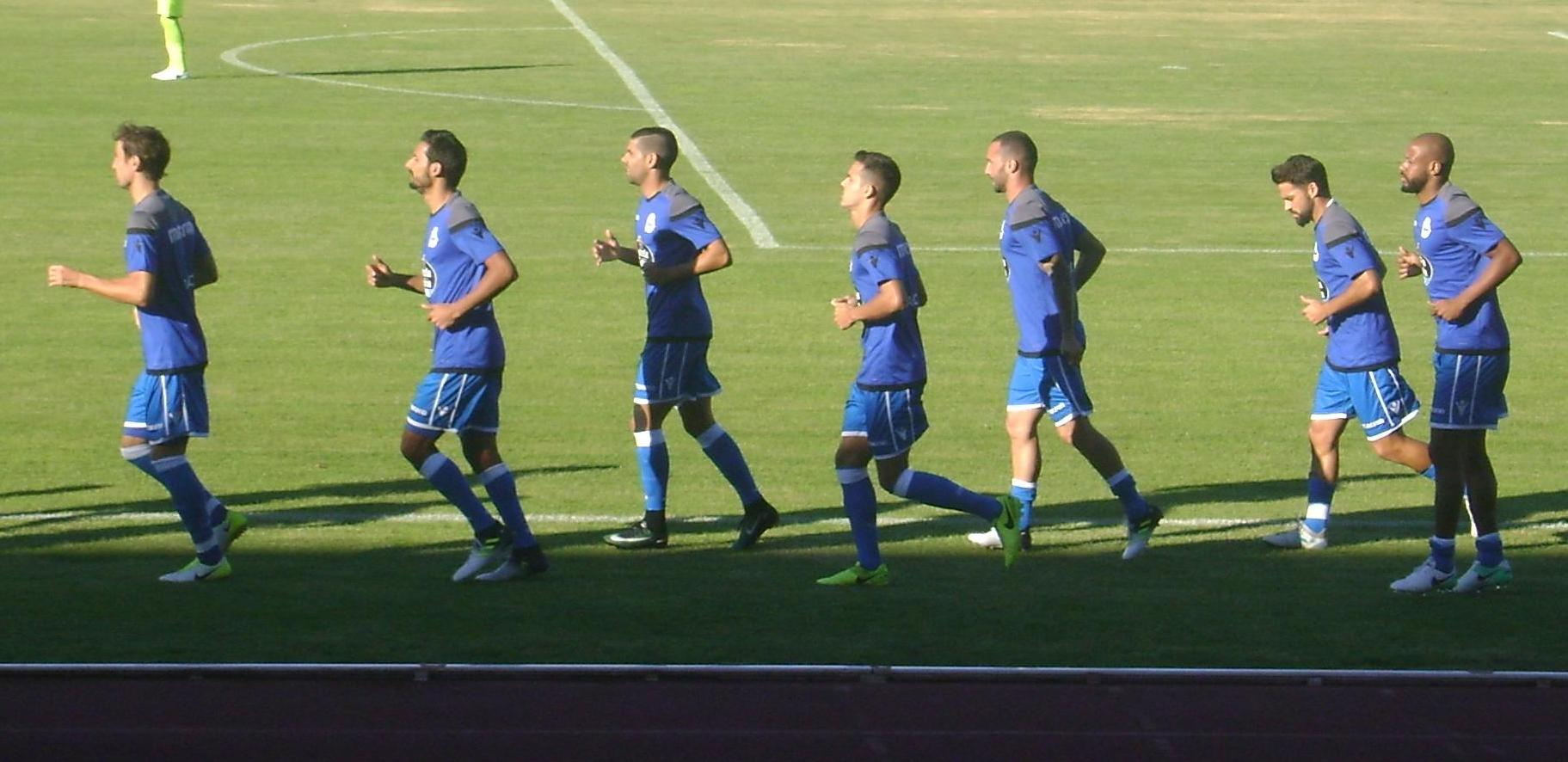
Los jugadores del Deportivo Pedro Mosquera, Celso Borges, Juanfran Moreno, Guilherme dos Santos, Bruno Gama y Sidnei se ejercitan antes de disputar un partido amistoso contra el Silva SD.

La temporada 2017/18 fue para olvidar. Tino soñaba con ganar un título: «Este año tampoco descarto Europa. Europa puedes andar rozándolo, tercero es imposible. Pero séptimo, sexto, ganar la Copa... nosotros tenemos que ir con la máxima ilusión», declaró al comienzo de la temporada 2017/18. El entrenador Pepe Mel pidió un portero de garantías pero el presidente Tino Fernández hizo caso omiso, por lo que la portería se convirtió en un esperpento (llegaron a jugar cuatro porteros en las ocho primeras jornadas y hasta cinco en toda la temporada). A falta de 3 jornadas para finalizar, el 29 de abril de 2018, el equipo certifica su descenso a la Segunda División en el mismo encuentro en el que el Barcelona se hacía con el campeonato.
Con Constantino en la presidencia se batieron varios de los mayores récords negativos de la historia del club, como la mayor goleada encajada en Primera División: Deportivo 0-8 FC Barcelona (2015/16); seguido de cerca por el Deportivo 2-8 Real Madrid (2014/15); la mayor racha de jornadas sin ganar en Primera División: 15 jornadas (2017/18); o el récord de empates en una sola temporada en Primera División: 18 empates (2015/16), que trajo consigo otra serie de récords históricos negativos.

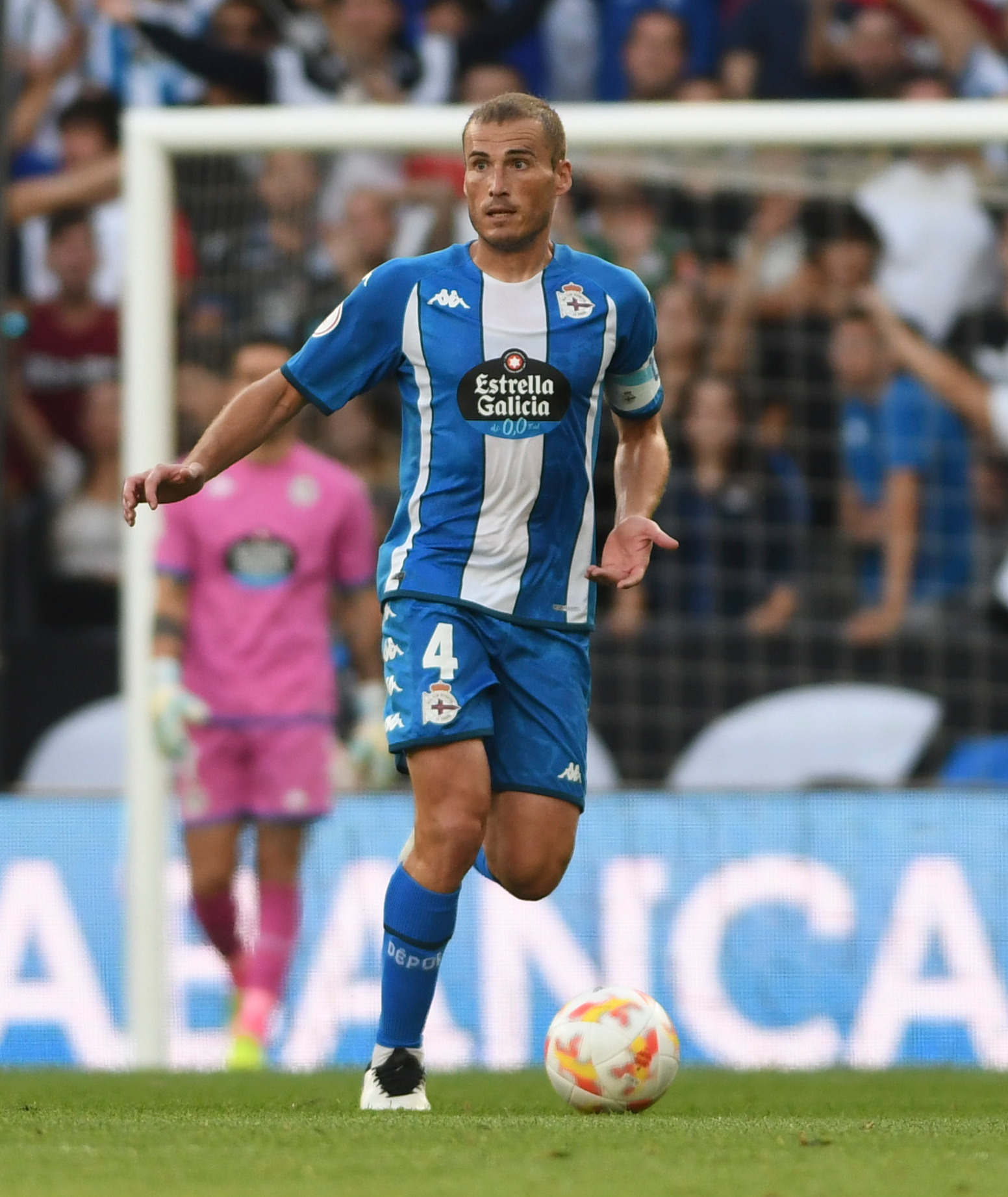
Álex Bergantiños, jugador del Deportivo entre 2011-2017 y 2018-2023. Disputó los 42 partidos de la Segunda División 11/12, en la que se ascendió batiendo el récord de puntos (91).

La temporada 2018/19 la inició empatando contra el Albacete de visita 1-1, para luego ganar 0-1 al Extremadura UD y perdió en la jornada 5 1-0 ante el A.D. Alcorcón. A partir de las jornadas 15, 16 y 18 el Depor estaba en ascenso directo pero finalizó la primera vuelta como cuarto clasificado. En la segunda vuelta ganó al Albacete 2-0, pero 
entre las jornadas 26 y 35 llevaba una racha de 10 partidos sin ganar, lo que provocó la destitución de Natxo González. El Dépor en la última jornada de liga ganó 2-0 a un Córdoba C.F. descendido y se metió en play off. En el mismo se enfrentó al Málaga C.F. en Riazor. El Dépor comenzaba perdiendo pero en la segunda parte el equipo gallego mejoró y ganó con un contundente 4-2, y en la vuelta en La Rosaleda el Dépor comenzó mal pero ganó 0-1 y avanzó a la final con un global de 2-5. En la final se enfrentó al R. C. D. Mallorca que eliminó al Albacete Balompié con un global de 1-2. En Riazor el Dépor se impuso 2-0 en el partido de ida, y en la vuelta de Son Moix, el Depor comenzó mal y perdió 3-0. Con este resultado el R. C. D. Mallorca regresó a Primera División 6 años después mientras que el Depor perdía el ascenso a Primera.

### Venta y caída del club (2020-2024)
En la temporada 2019/20, otra vez en Segunda, el Dépor contrataba a Juan Antonio Anquela como entrenador del club gallego, realiza fichajes como Aketxe, Gaku Shibasaki, Peru Nolaskoain, Vasilios Lampropoulos, entre otros. Inició la competición con victoria en la jornada 1 frente al Real Oviedo en Riazor por 3-2 con Anquela a los mandos, sin embargo en un clima de guerra social que se trasladó al terreno de juego, el Dépor encadenó la peor racha de resultados de su historia con 19 partidos seguidos sin conocer la victoria hasta que venció en la jornada 21 al Tenerife en Riazor por 2-1 con gol en el último minuto de Peru Nolaskoain. Esta nefasta racha le costaría el puesto a los dos entrenadores, al director deportivo Carmelo del Pozo y al presidente de la entidad Paco Zas.
A raíz de esta serie de acontecimientos accederá a la presidencia Fernando Vidal mediante un acuerdo con el hasta la fecha principal acreedor del club ABANCA por el que esta entidad concedía un nuevo crédito que permitiría reforzar al equipo en el mercado invernal, pero que a cambio suponía la capitalización en varias fases de hasta 35 millones de euros de la deuda que el club mantenía con el banco, convirtiendo a ABANCA en el nuevo propietario del club. Esta operación que en su momento fue criticada por numerosas personalidades del deportivismo como el abogado y antiguo director jurídico del club Germán Conchado y la Asociación de Pequeños Accionistas, suponía en la práctica el fin del "capitalismo popular" con el que el antiguo presidente Augusto César Lendoiro, se refería a la singular composición del accionariado deportivista; si bien esto permitió que el club no desapareciese. Gracias a un clima de paz social y a una afición volcada con el proyecto del nuevo entrenador Fernando Vázquez el equipo consigue una increíble racha de 7 victorias consecutivas que recupera las esperanzas del deportivismo de salvar la categoría. Durante la segunda vuelta se consiguieron 36 puntos, siendo insuficientes para lograr la salvación por méritos deportivos al quedar empatados con la Ponferradina a 51 puntos y quedando relegados a descenso por el "goal average" particular. En la última jornada, el CF Fuenlabrada llegó a La Coruña con un brote de covid, por lo que el partido se suspendió, pero se jugó de forma unificada el resto de la jornada. Este hecho sería calificado por el presidente de la RFEF Luis Rubiales de la siguiente manera: "Hemos adulterado la competición". De esta forma, el Deportivo jugó matemáticamente descendido el partido pospuesto contra el CF Fuenlabrada, pese a la victoria por 2-1. El capitán Álex Bergantiños calificó el partido de "paripé" en un audio de un grupo de WhatsApp, por lo que fue detenido. Posteriormente, los dos policías que lo arrestaron fueron investigados por presunta detención ilegal, según ordenó la sección segunda de la Audiencia Provincial de La Coruña y confirmó el Tribunal Superior de Justicia de Galicia.

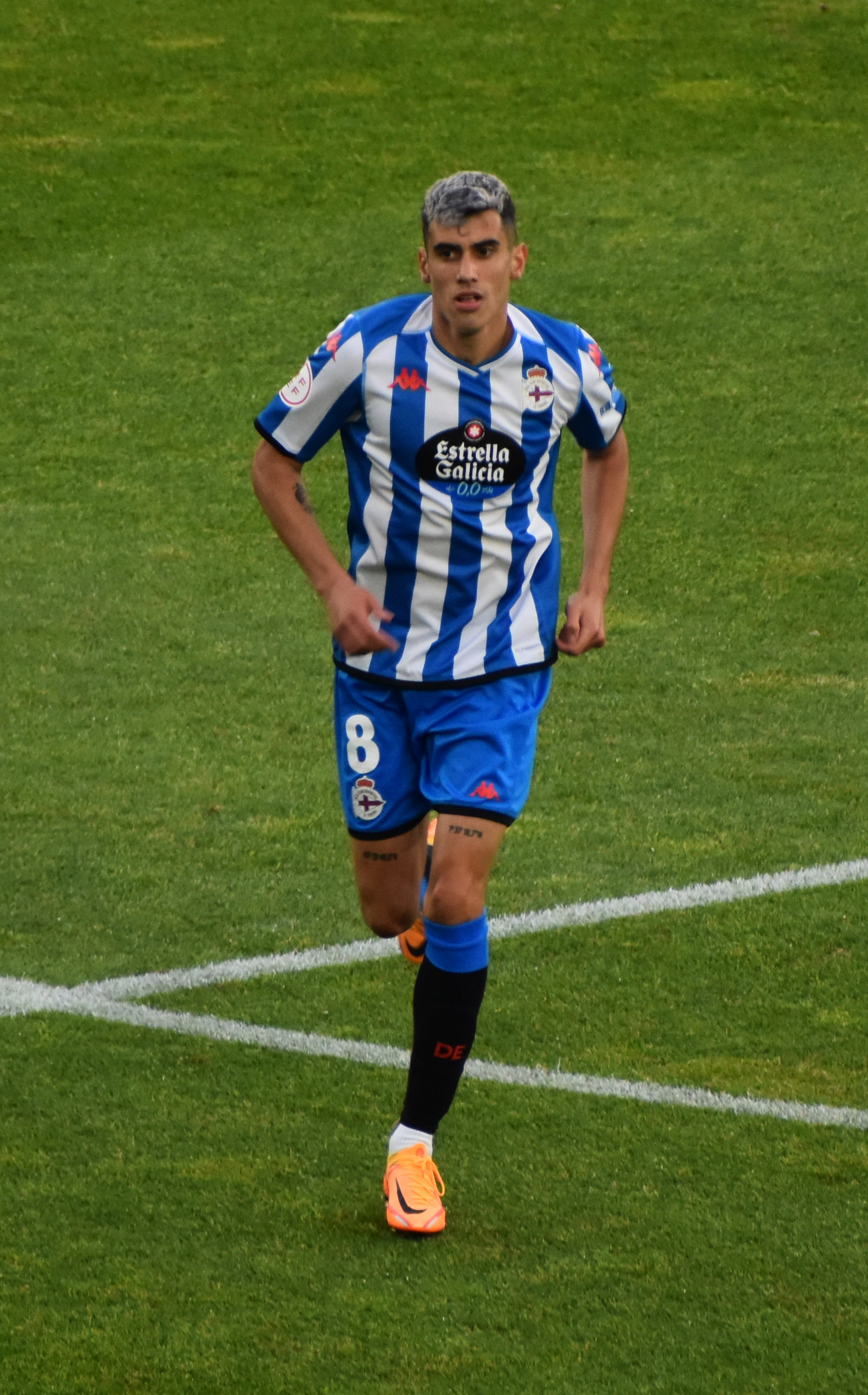
Diego Villares, jugador del club desde 2021 a la actualidad.

El club compitió en la temporada 2020/21 con el mayor presupuesto de la historia de la Segunda División B en un nuevo formato competitivo kafkiano de liguilla con equipos gallegos y castellanos y leoneses. Con todo ello, el equipo coruñés no logró su único objetivo: el retorno a Segunda División pese a destituir a Fernando Vázquez y contratar a Rubén de la Barrera el equipo cayó eliminado en la primera fase que daba acceso a la fase de clasificación para el playoff de ascenso. Finalmente, a pesar de una temporada desastrosa el equipo evita un nuevo descenso y mantiene la categoría en la Primera Federación de nueva creación, gracias a una victoria sobre el Langreo en el último partido de la liguilla.
Tras el estrepitoso fracaso de la temporada 2020/21, los nuevos propietarios del club relevan a la directiva de Fernando Vidal. Además, el club decide no seguir contando con los servicios del director deportivo Richard Barral, como tampoco del entrenador Rubén de la Barrera al no llegar a un acuerdo económico, contratando para dicho puesto a Borja Jiménez.
La temporada 21/22 termina con un nuevo fracaso, tras una temporada irregular el equipo terminaría clasificándose para los playoffs de ascenso a Segunda División. En el primer partido de los playoff derrota al Linares Deportivo por 4-0, consiguiendo la clasificación para la final por el ascenso. Sin embargo, en el último partido del playoff con un Riazor lleno hasta la bandera y pese a valerle el empate es derrotado en la prórroga por el Albacete Balompié, (equipo entrenado precisamente por Rubén de la Barrera, quien no había sido renovado por la dirección del club al término de la temporada anterior al no conseguir el objetivo del ascenso), para enésima decepción de la parroquia deportivista.

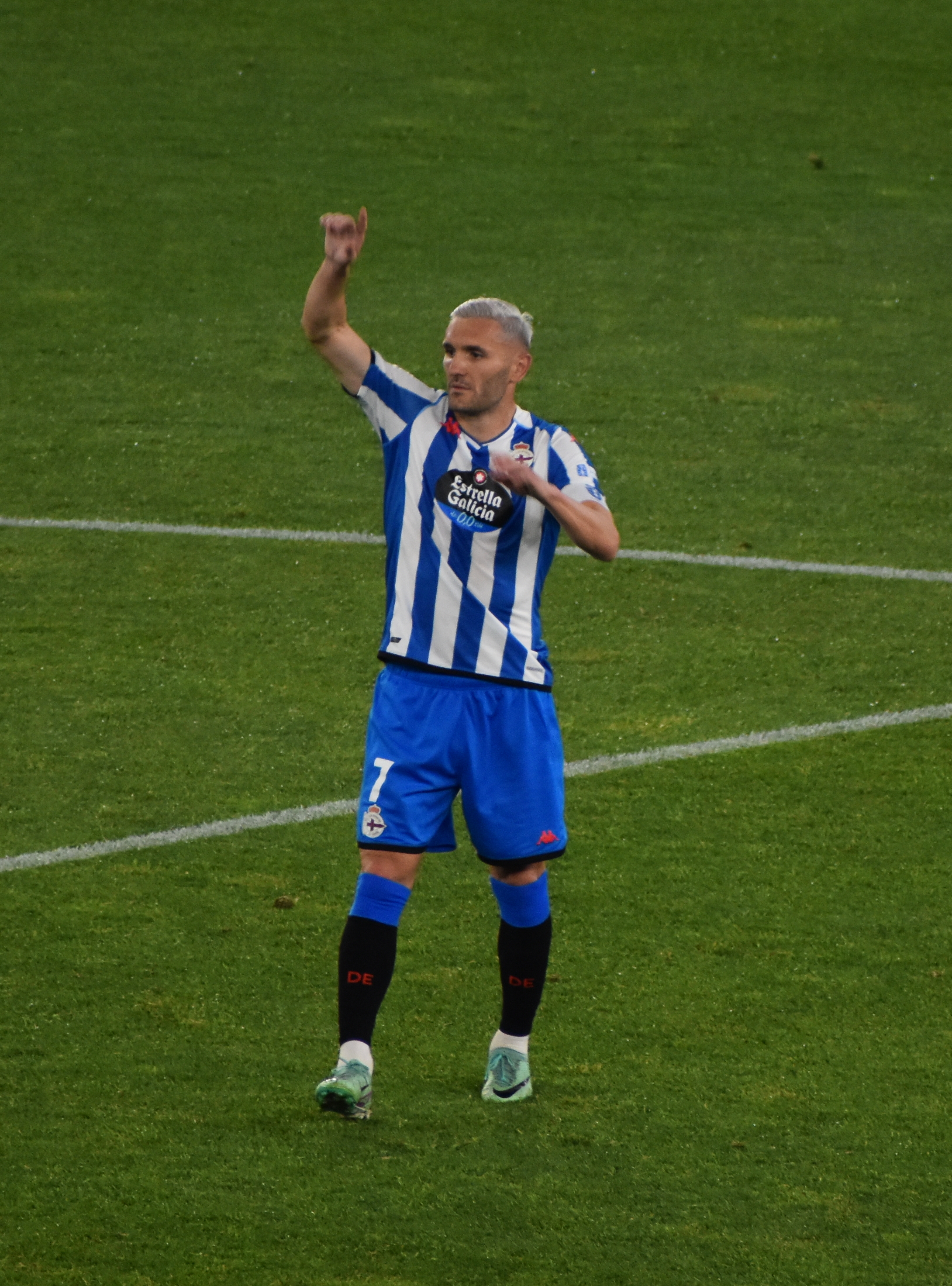
Lucas Pérez pagó 493.000 € para jugar en el Deportivo en Primera RFEF (tercera categoría) procedente del Cádiz CF de Primera División, renunciando a un sueldo de 900.000€ y despertando admiración en medio mundo.

En la temporada 22/23 se consuma el tercer fracaso consecutivo del proyecto liderado por Abanca, el equipo termina en la 4.ª posición de su grupo viéndose relegado a disputar un playoff de ascenso donde cae derrotado en la primera eliminatoria ante el CD Castellón. La temporada empieza con Borja Jiménez en el banquillo, quien será destituido tras un inicio irregular. Su sustituto fue Óscar Cano, quien también será cesado antes de final de temporada debido a unos malos resultados fuera de casa que alejaron al club de su objetivo de ascenso directo y a salidas de tono que acabaron por hartar a la afición. A dos jornadas para finalizar la temporada el club decide repescar al entrenador coruñés Rubén de la Barrera. Tras el fin de la temporada el presidente Antonio Couceiro, y todos los miembros del consejo de administración presentaron su dimisión y Rubén de la Barrera es destituido sorpresivamente, hecho que molestaría profundamente a la afición, provocando una movilización masiva en protesta contra la calamitosa gestión y falta de transparencia de Abanca, ante su sede en La Coruña.
A pesar de ser el peor Deportivo de la historia (cuatro temporadas consecutivas en la tercera categoría) la afición respondió, batiendo los récords de asistencia a la categoría y un número de socios (28.000) que no se veían desde la época de la Champions.
En la temporada 2023/2024, consigue el ascenso directo a Segunda División con dos jornadas de antelación. Esto fue objeto de un reportaje en el periódico británico The Guardian.
Tras ascender a Segunda División el periodista Juanma Castaño le preguntó a Lucas Pérez:

¿Esto es como ganar un título, ¿verdad?. La sensación que tiene uno es como un equipo grande gana una liga o una Champions, ¿no?

A lo que Lucas respondió:

A ver, no te puedo decir como lo sienten porque nosotros somos un equipo grande, nosotros somos uno de nueve [campeones de Liga], que no se olvide nadie, entonces nosotros sabemos lo que es levantar títulos. ¿Esto qué es? Pues muchos años de sufrimiento, de luchar, de que las cosas no nos hayan salido, pero la afición siempre ha estado ahí, La Coruña siempre ha estado ahí, y ahora pues es una recompensa para que el Deportivo vuelva donde se merece que es el fútbol profesional y luego a volver a Primera División que es lo que todos soñamos.

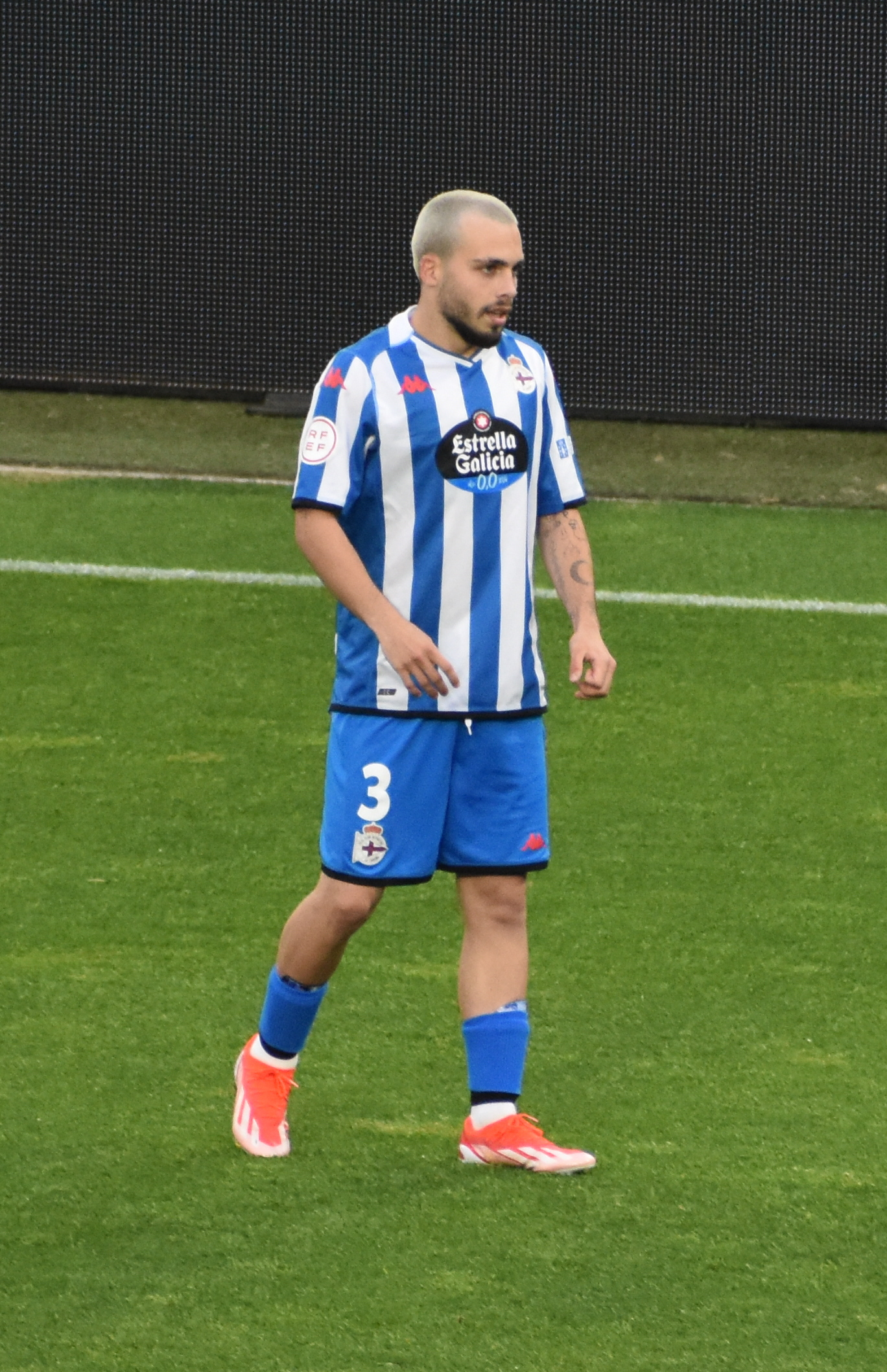
David Mella, jugador deportivista desde 2024.

El Deportivo se proclamó campeón de la Primera Federación 2023-24 tras vencer 2-1 y 2-4 en el duelo entre campeones frente al CD Castellón. Con este triunfo el club anunció erróneamente que se convirtió en el único equipo que ha sido campeón de las tres primeras categorías del fútbol español,  ya que el Real Betis fue el primer club en lograrlo (Campeonatos de Primera División 1934-35, Segunda División 1931-32 y 1941-42, Tercera División 1953-54), tal y como se puede consultar en los anuarios oficiales de la RFEF. Por su parte, el Deportivo fue el segundo equipo en lograrlo, pero veinticuatro años antes, momento en el ganó la Primera División 1999-2000 y se sumó a sus Campeonatos de Segunda y Tercera División. En el comunicado de prensa se llega incluso a cometer el error de decir que «la tercera categoría nacional, primero llamada Tercera División, después Segunda División B y desde hace tres años Primera Federación, nunca había contado con un campeón único hasta la campaña 2008-2009», pasando por alto que 10 de las 12 primeras ediciones de la Tercera División tuvieron un campeón único en las décadas de 1930 y 1940.

### Nueva etapa en Segunda División. El club, saneado
El club disputará la Segunda División 24/25 tras cuatro temporadas en la tercera categoría.
Trayendo de vuelta a Mario Soriano del Éibar.
El director general, Massimo Benassi sostuvo que desde que Abanca se hizo con el club aportó 300 millones de euros entre pagos de deudas y aportaciones de varias formas y afirmó: «El club, cuando deja la Liga, tiene una deuda de más de 100 millones de euros, y ahora no va a tener ni un euro de deuda. Está completamente saneado y arreglado desde el punto de vista económico».
El club comienza mal la temporada 2024/2025, siendo destituido el entrenador Imanol Idiakez con el equipo en puestos de descenso en la 20ª posición en la jornada 12. Lo sustituye Óscar Gilsanz, quien realiza números de play off y logra la salvación matemática a falta de cuatro jornadas con el club en décima posición.

## Símbolos

### Escudo

La bandera de Galicia aparece en el escudo deportivista.

El escudo oficial del club consiste en un cinturón de caballero que rodea el pendón morado de la Sala Calvet y la bandera de Galicia. Corona Real en el centro del pendón y sobre el escudo.
Sus colores oficiales son los siguientes:
- Dorado Pantone 872
- Morado Pantone 255
- Azul Pantone 299
- Rojo Pantone 179

### Himno
Si bien el Deportivo contaba con un himno más tradicional que el actual (compuesto en 1924 por Maximiliano Svarmanoff), la aparición del "Súper Dépor" y la imagen de renovación del club llevaron a la directiva a sustituir el himno histórico por uno más moderno, compuesto por el grupo coruñés Cacahué. Dicho himno, en estilo rock, sería versionado posteriormente por la Orquesta Sinfónica de Galicia. En el año 2006, La Banda del Camión compuso el himno del centenario, que incluía los nombres de las grandes figuras que han pasado por el club.

## Uniforme

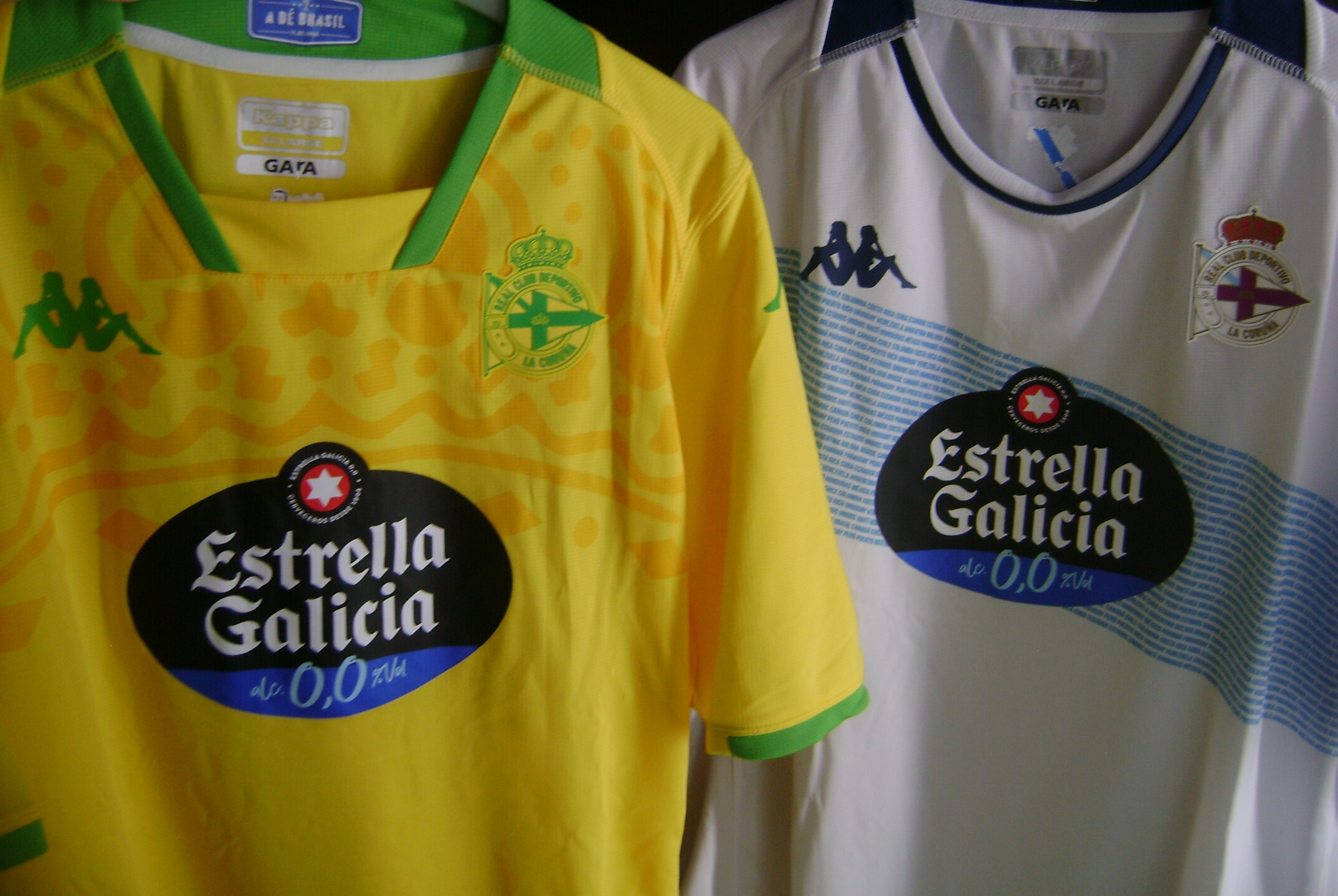
Camisetas del Deportivo de La Coruña temporada 23/24. A la izquierda la segunda camiseta que homenajea a Mauro Silva y Bebeto campeones del mundo con Brasil '94; a la derecha la tercera camiseta con la bandera de Galicia, que homenajea la emigración gallega a América.

- Primer Uniforme temporada 23/24: La primera equipación para la temporada 23/24 tiene las clásicas rayas verticales. Los patrocinadores presentes este año son: Estrella Galicia (en la parte frontal), Kappa (marca) (en el pectoral izquierdo). Las medias son negras.

- Segundo Uniforme: homenajea a la selección brasileña que ganó el mundial 1994 con Mauro Silva y Bebeto como titulares en la final. La camiseta y el pantalón son amarillos con detalles verdes. El escudo es en verde.

- Tercer uniforme: blanca con la franja de la bandera de Galicia formada por una línea diagonal. Homenajea a la emigración gallega a América, por lo que en la franja aparecen los nombres de los países americanos. El pantalón también es blanco.

## Infraestructura

### Estadio

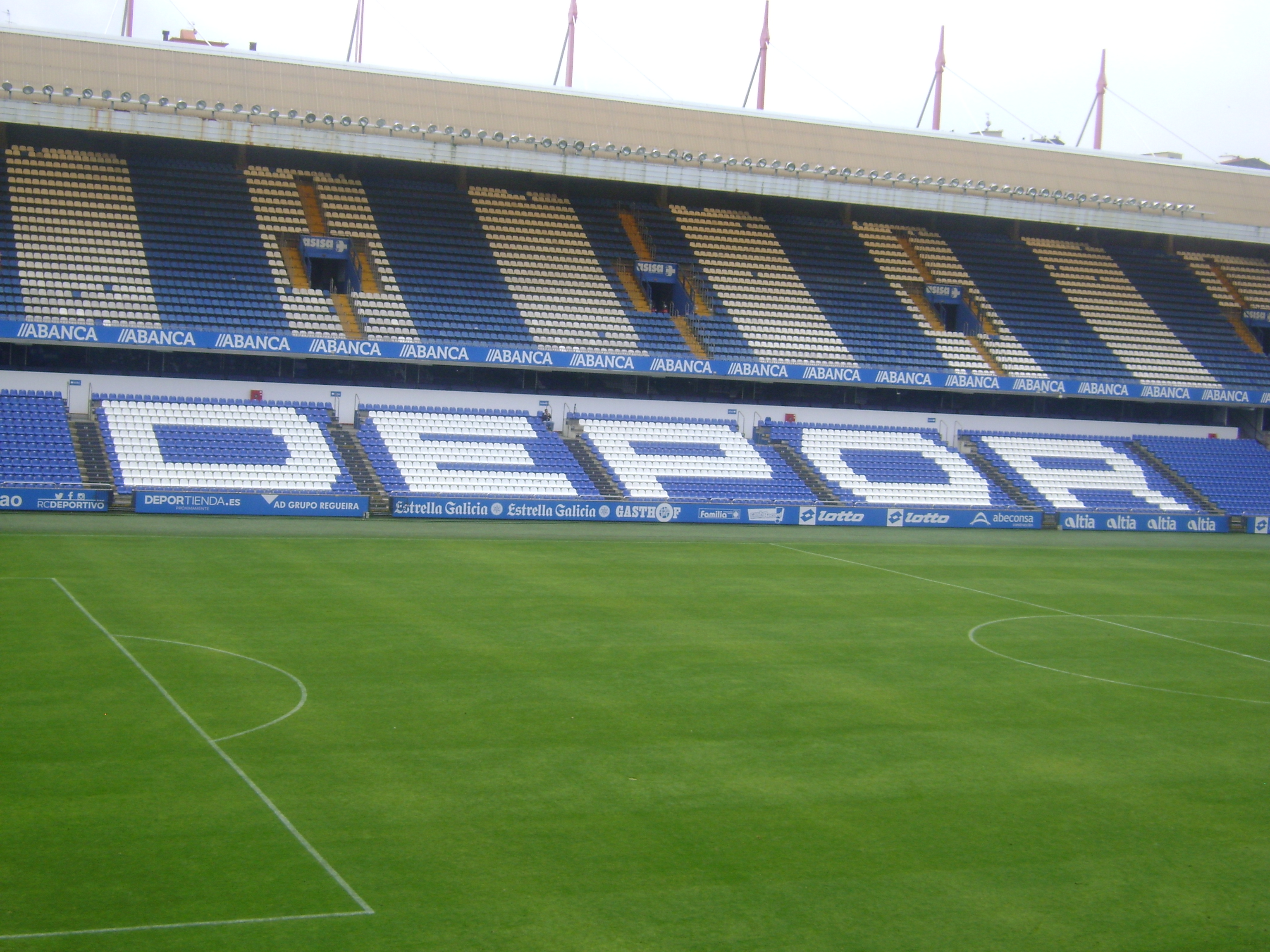
Imagen de la grada de Preferencia en 2016.

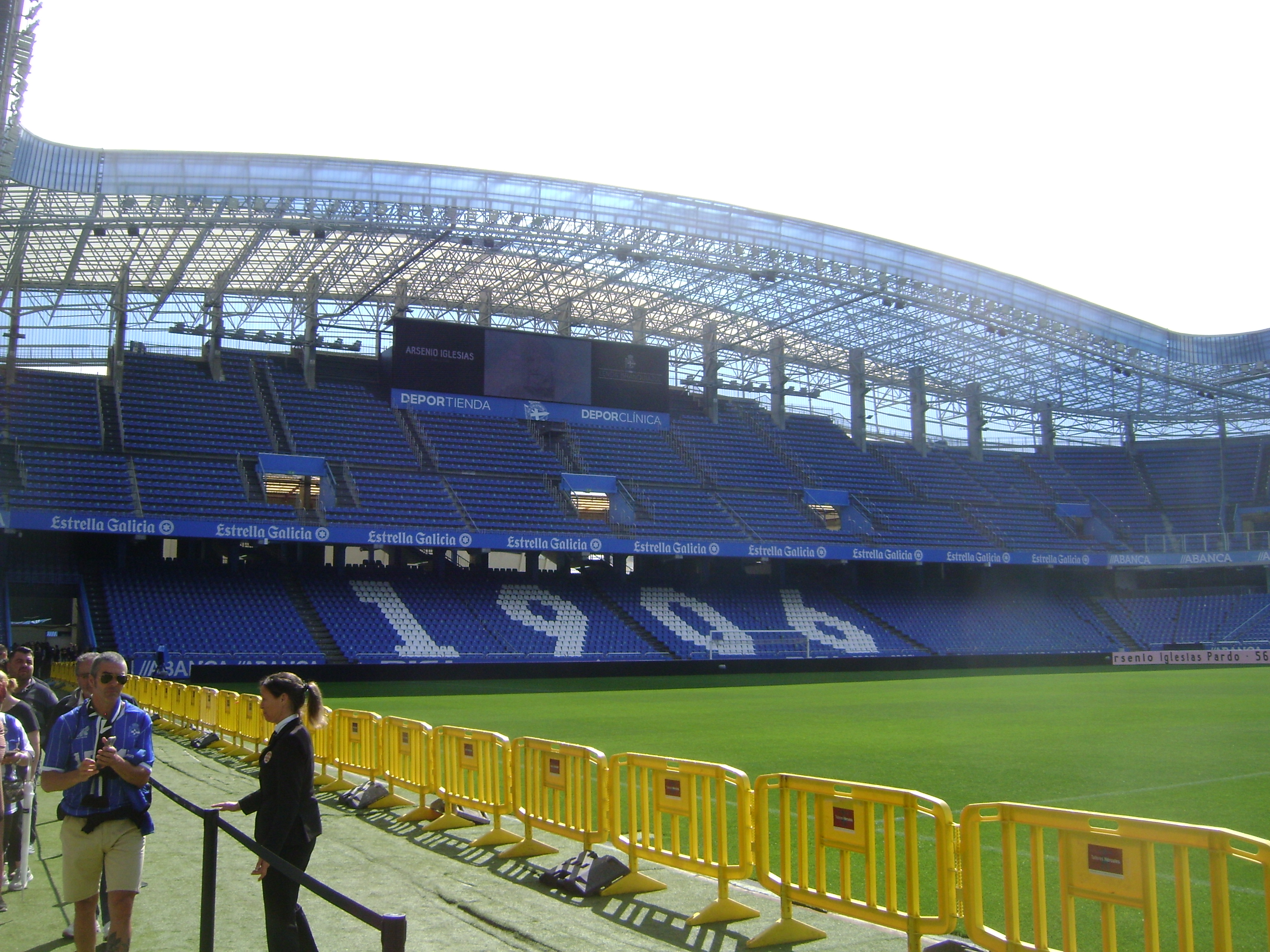
Estadio de Riazor tras su última reforma.

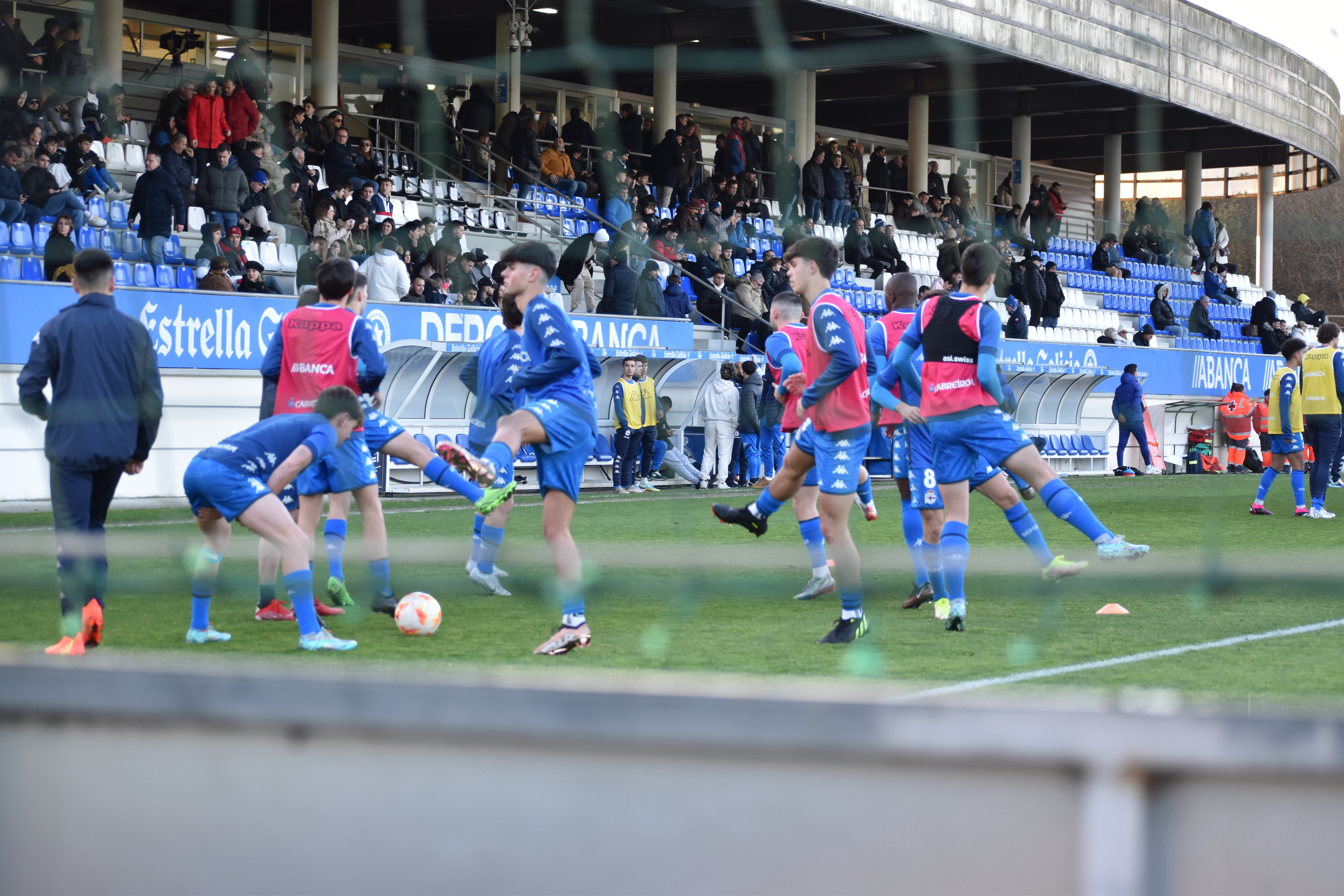
Juveniles se ejercitan en las instalaciones de Abegondo.

La sede habitual del Deportivo de La Coruña es el Estadio de Riazor, situado a unos cuantos metros de la playa del mismo nombre en la ciudad de La Coruña. La dirección del estadio es Calle Manuel Murguía, s/n 15011 La Coruña.
Su primera construcción data de 1909 en el terreno que hoy ocupa la Iglesia de las Esclavas, a escasos metros de su actual ubicación. Su segunda construcción, ya en su actual ubicación, es en 1944, siendo el arquitecto D. Santiago Rey. El estadio ha tenido varias remodelaciones, como la de 1982 con motivo del Mundial de Fútbol de 1982, y la última, comenzada en 1996 con la construcción del fondo de pabellón y terminada en 1997 con la remodelación del fondo de maratón. En la actualidad su aforo es de 34.889 espectadores, todos sentados, y unas dimensiones del terreno de juego de 105 x 68 metros.
Durante el verano del año 2015 se realizaron mejoras como nuevos marcadores de mayor tamaño ubicados en los dos fondos, la presencia de butacas que forman un mosaico en el que se puede leer "Dépor" y "1906" y el cubrimiento de césped artificial de los restos de las antiguas pistas de atletismo para habilitar una correcta zona de calentamiento, lo que contribuyó a una mejora del aspecto visual del conjunto de Riazor. El 29 de junio de 2017, se añadió al nombre del estadio el patrocinio de la entidad bancaria gallega Abanca.

### Instalaciones deportivas
La Ciudad Deportiva de Abegondo, denominada El mundo del fútbol, es un complejo deportivo del Real Club Deportivo de La Coruña, inaugurada en 2003. Ubicada en Abegondo y con una superficie de 90 000 m², acoge los entrenamientos del primer, segundo equipo y los equipos inferiores del club.
El club cuenta además con una tienda oficial denominada como Deportienda. La principal se encuentra en un local amplio y luminoso en el propio Estadio de Riazor, con grandes escaparates, que acercan el club y todo su merchandising al público en general. Fue inaugurada en agosto de 2001. En agosto de 2014 se abrió una segunda tienda en el centro comercial Marineda City y en julio de 2019 una tercera en la calle Real de La Coruña.
Del mismo modo cuenta con la Deporclínica, un centro de fisioterapia en el que los socios del Club y el público en general pueden acceder a 400 m² de instalaciones dotadas de los mejores medios en hidroterapia, fisioterapia y a dos gimnasios, y la ZonaFit, un gimnasio de 2500 m² en el propio estadio de Riazor.

## Datos del club

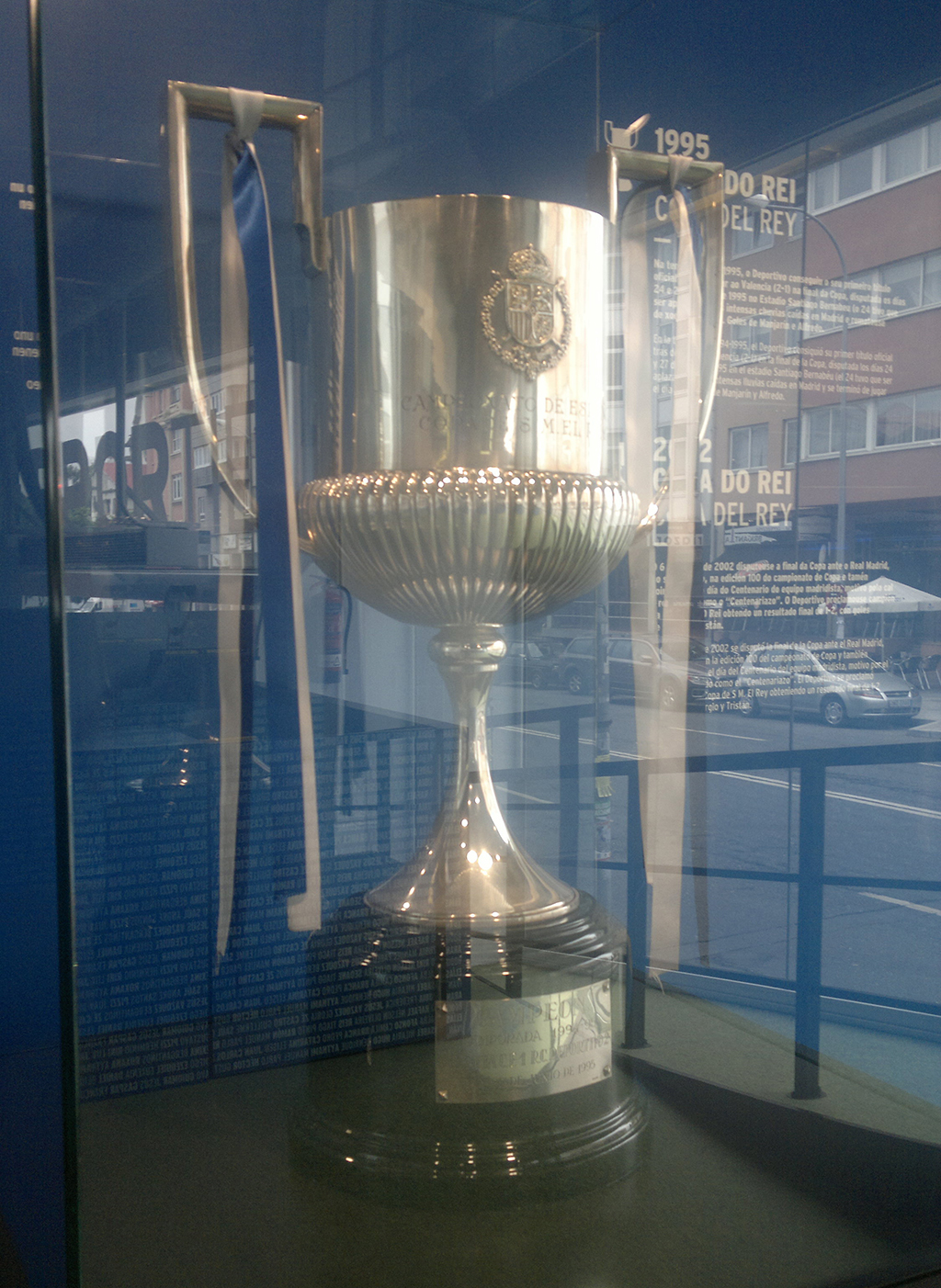
Copa_del_Rey_de_fútbol_1994-95

Para los detalles estadísticos del club véase Estadísticas del Real Club Deportivo de La Coruña
- Socios 23/24: 28.346[125]
- Peñas oficiales: 195[126]
- Presupuesto 19/20: 18.779.000 €[127]
- Asistencia media temporada 15/16: 18.797
- Temporadas en 1.ª: 46
- Temporadas en 2.ª: 42
- Temporadas en 1.ª RFEF: 5 (antiguamente Tercera División de España (-1977) y Segunda División B de España (1977-2020)
- Último año en Primera: Primera División de España 2017-18
- Último año en Segunda: Segunda División de España 2024-25
- Mejor puesto en la Liga: 1.º (temporada 1999-00)
- Peor puesto en la Liga: 19.º (temporada: 2012/13)
- Puesto más repetido: 2.º y 14.º en 5 ocasiones, 3.º y 12.º en 4 ocasiones
- Clasificación histórica en la Liga (según la LFP): 12.º
- Más goles (todas las competiciones): Diego Tristán (110 goles en 255 partidos), Bebeto (102 en 154 partidos), Makaay (97 en 181 partidos)

## Palmarés
El Real Club Deportivo de La Coruña se ha proclamado campeón de las tres principales competiciones españolas: la Primera División, la Copa del Rey y la Supercopa de España, además de campeonatos de ascenso nacionales y varios títulos regionales; lo anterior lo ha constituido como uno de los clubes tradicionales y exitosos de España y el único de Galicia que ostenta títulos nacionales de primera categoría. A nivel internacional sus mayores éxitos fueron alcanzar la semifinal de la Recopa de Europa en la temporada 1995-96 y a la semifinal de la Liga de Campeones en la temporada 2003-04.
Nota: en negrita competiciones vigentes en la actualidad. Indicado el récord del torneo  y el compartido 

### Torneos nacionales
| Competición nacional       | Competición nacional | Títulos                                                | Subcampeonatos                                             |
| -------------------------- | -------------------- | ------------------------------------------------------ | ---------------------------------------------------------- |
| Primera División de España | 1                    | 1999-2000.                                             | 1949-1950, 1993-1994, 1994-1995, 2000-2001, 2001-2002. (5) |
| Copa del Rey               | 2                    | 1994-1995, 2001-2002.                                  |                                                            |
| Supercopa de España        | 3                    | 1995, 2000, 2002.                                      |                                                            |
| Concurso España            | 1                    | 1912.                                                  |                                                            |
|                            |                      |                                                        |                                                            |
| Segunda División de España | 5                    | 1961-1962, 1963-1964, 1965-1966, 1967-1968, 2011-2012. | 1939-1940, 1945-1946, 1947-1948, 1990-1991, 2013-2014. (5) |
| Primera Federación         | 1                    | 2023-2024.                                             |                                                            |
| Tercera División de España | 1                    | 1974-1975.                                             |                                                            |

### Torneos regionales
| Competición regional  | Competición regional | Títulos                                                           | Subcampeonatos                                                                   |
| --------------------- | -------------------- | ----------------------------------------------------------------- | -------------------------------------------------------------------------------- |
| Campeonato de Galicia | 6                    | 1926-1927, 1927-1928, 1930-1931, 1932-1933, 1936-1937, 1939-1940. | 1919-1920, 1924-1925, 1925-1926, 1929-1930, 1931-1932, 1933-1934, 1938-1939. (7) |
| Copa Galicia          | 1                    | 1945-1946.                                                        | 1935-1936, 1964-1965. (2)                                                        |

### Trayectoria
|  | Para más detalles, consultar Trayectoria del Real Club Deportivo de La Coruña y Estadísticas del Real Club Deportivo de La Coruña |

Históricamente, el Deportivo ha tenido dos épocas de mayor éxito, el conocido como «Súper Dépor» entre 1992 y 1997, y el «Euro Dépor» entre 1999 y 2004.
Nota: en negrita, competiciones activas.
| Competición | Temp. | PJ   | PG   | PE  | PP   | GF   | GC   | Dif. | Títulos    |
| --- | ----- | ---- | ---- | --- | ---- | ---- | ---- | ---- | ---------- |
| Primera División | 46    | 1568 | 569  | 403 | 596  | 2090 | 2269 | -179 | 1          |
| Segunda División | 41    | 1287 | 565  | 296 | 426  | 1940 | 1603 | +337 | 5          |
| Primera Federación | 3     | 114  | 62   | 33  | 19   | 176  | 85   | +89  | 1          |
| Segunda División B | 2     | 62   | 36   | 12  | 14   | 92   | 49   | +43  | –          |
| Tercera División | 1     | 38   | 24   | 8   | 6    | 69   | 25   | +34  | 1          |
| Copa del Rey | 93    | 418  | 169  | 90  | 159  | 658  | 615  | +43  | 2          |
| Supercopa de España | 3     | 6    | 5    | 1   | 0    | 11   | 1    | +10  | 3          |
| Copa de la Liga (2.ª División) | 3     | 14   | 8    | 2   | 4    | 26   | 25   | +1   | –          |
| Concurso España | 1     | 1    | 1    | 0   | 0    | 4    | 3    | +1   | 1          |
| Total | -     | 3508 | 1439 | 845 | 1224 | 5066 | 4675 | +391 | 14 títulos |
| |       |      |      |     |      |      |      |      |            |
| |       |      |      |     |      |      |      |      |            |
| Liga de Campeones de la UEFA | 5     | 62   | 25   | 17  | 20   | 74   | 79   | -5   | –          |
| Liga Europa de la UEFA | 5     | 32   | 14   | 5   | 13   | 43   | 36   | +7   | –          |
| Recopa de Europa de la UEFA | 1     | 8    | 4    | 2   | 2    | 14   | 3    | +11  | –          |
| Copa Intertoto de la UEFA | 2     | 10   | 8    | 0   | 2    | 18   | 10   | +8   |            |
| Total | 13    | 112  | 51   | 24  | 37   | 149  | 128  | +21  |            |
| Estadísticas actualizadas hasta el último partido jugado el 25 de mayo de 2024. Fuente: BDFutbol. https://es.uefa.com/news-media/news/025a-0ea043520412-257debac6a6b-1000--cuadro-de-honor-2008/ |       |      |      |     |      |      |      |      |            |

| Títulos oficiales | Regionales                                                                   | Regionales | Regionales | Nacionales | Nacionales | Nacionales | Nacionales | Nacionales | Nacionales | Nacionales | Nacionales | Nacionales | Europeos | Europeos | Europeos | Europeos | Total |    |
| ----------------- | ---------------------------------------------------------------------------- | ---------- | ---------- | ---------- | ---------- | ---------- | ---------- | ---------- | ---------- | ---------- | ---------- | ---------- | -------- | -------- | -------- | -------- | ----- | -- |
| Títulos oficiales | 6                                                                            | -          | 1          | 1          | 2          | 3          | 5          | 1          | -          | 1          | -          | 1          | -        | -        | -        | -        | Total | 21 |
| Títulos oficiales | Datos actualizados a la consecución del último título el 2 de junio de 2024. |            |            |            |            |            |            |            |            |            |            |            |          |          |          |          |       |    |

## Organigrama deportivo

### Plantilla
Como exigen las normas de la Liga Nacional de Fútbol Profesional, los dorsales de los futbolistas del primer equipo se comprenderán entre los números 1 y 25, reservando el 1 y el 13 para los guardametas. En caso de ser necesario un tercer guardameta con licencia en el primer equipo se le reservará el dorsal número 25. Los jugadores que eventualmente puedan disputar partidos, por su condición de pertenecer a equipos filiales o dependientes, deberán portar un dorsal fijo a partir del número 25 en cada uno de los partidos que intervengan.

### Cuerpo técnico

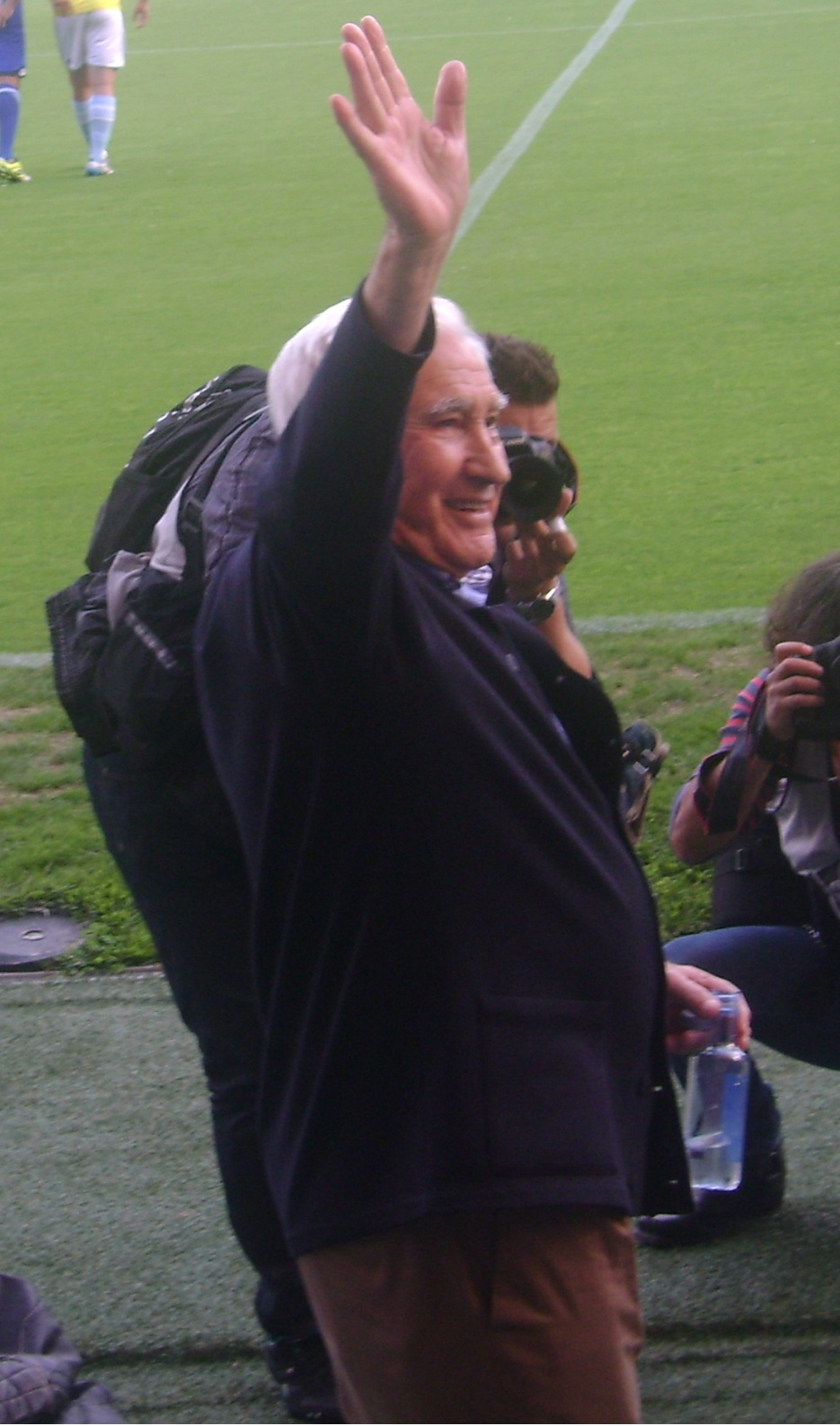
Arsenio Iglesias logró dos subcampeonatos de Liga y una Copa del Rey.

Por el banquillo blanquiazul han pasado multitud de entrenadores, pero de entre todos ellos el más destacado, que duda cabe, ha sido Arsenio Iglesias, natural de Arteijo y que había sido jugador del equipo en la década de los 50. Con Arsenio en el banquillo el Deportivo subió a Primera División y ganó su primera Copa del Rey además de dos subcampeonato de Liga y las primeras participaciones del club en Competiciones Europeas. Este entrañable y carisimático entrenador era conocido como «O Bruxo de Arteixo».
Otro de los ilustres entrenadores del equipo fue Javier Irureta, que ganó el único campeonato de Liga de la historia blanquiazul, y la Copa del Rey recordada como «El Centenariazo» frente al Real Madrid Club de Fútbol, en su estadio el día que cumplía cien años. El entrenador guipuzcoano también consiguió que el equipo participara en cinco ediciones de la Liga de Campeones de manera consecutiva.
Los técnicos que más partidos han dirigidos son Javier Irureta, Arsenio Iglesias, Miguel Ángel Lotina, Fernando Vázquez y Joaquín Caparrós, con 266, 190, 152, 92 y 76 encuentros respectivamente. También cabe destacar a Helenio Herrera, uno de los ilustres del fútbol mundial, que entrenó al Deportivo apenas unos meses en la década de 1950, tiempo suficiente para salvar al club del descenso de categoría.
El actual técnico es Imanol Idiakez, que se hizo cargo del equipo en julio de 2023 tras la destitución de Rubén de la Barrera por parte de la propiedad. Esta destitución formó parte del paquete de medidas emprendidas por ABANCA para conseguir el ascenso del club al fútbol profesional. El cese de Rubén de la Barrera no fue bien acogido, al tratarse de un técnico de la ciudad que había conectado con la afición. En una entrevista posterior declaró que si el Dépor lo llamaba por tercera vez atendería la llamada, acuñando la expresión "No sé si por deportivista o por gilipollas" frase que se hizo muy popular y con la que se fabricaron bufandas y otro merchandising. 
El entrenador coruñés había sido el tercer técnico esa temporada sustituyendo a Oscar Cano, que no dejó un buen recuerdo en la afición por los resultados obtenidos y por lo controvertido de algunas de sus decisiones. Éste a su vez se había hecho cargo del equipo tras la destitución de Borja Jiménez el 11 de octubre de 2022.

### Directiva

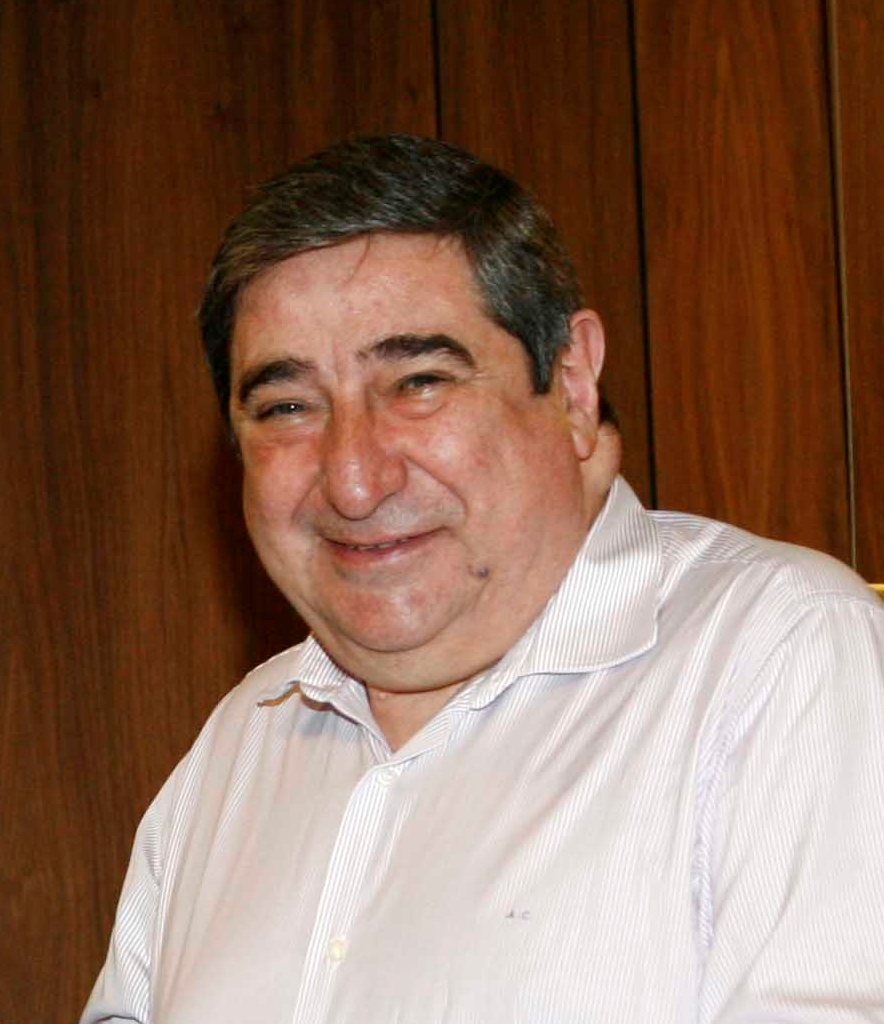
Augusto César Lendoiro, presidente del club en su época dorada. Logró todos los títulos de la historia del club pero lo endeudó con hasta 160 millones de euros, que casi llevaron a la desaparición de la entidad.

El Deportivo ha tenido 49 presidentes a lo largo de sus 117 años de historia, incluyendo los segundos mandatos de Virgilio Rodríguez, Carlos Allones y Aurelio Ruenes.
El presidente más importante de la historia del club ha sido Augusto César Lendoiro, que tomó posesión el 13 de junio de 1988, y lideró la transición a sociedad anónima deportiva evitando la desaparición del club. Durante la década de los 90 creó un equipo que mezclaba descartes de los grandes equipos de España y estrellas extranjeras como Bebeto, Mauro Silva, Rivaldo, Djalminha o Roy Makaay, lo que le hizo ganar varios títulos a nivel nacional y ser un fijo en competiciones europeas hasta mediados de la década de los 00. 
La última etapa de su mandato se vio enturbiada por importantes problemas económicos, desavenencias con Hacienda y con varios medios de comunicación. Finalmente el 24 de diciembre de 2013 Lendoiro, ponía fin a 25 años de mandato ininterrumpidos, el más largo de la historia del fútbol español.
Su sustituto fue Tino Fernández, elegido por los accionistas el 21 de enero de 2014, nuevo presidente y que ocupó el cargo durante algo más de 5 años, hasta su dimisión en abril de 2019 tras los malos resultados ese año en Segunda División. El 14 de enero de 2020 Fernando Vidal sustituyó a Paco Zas que había accedido al cargo a finales de la temporada 2018/2019 después de ser elegido en la junta de accionistas como relevo de Tino Fernández. Vidal obtuvo el 72,09 % de los votos, imponiéndose así a Manuel López Cascallar con el 4,87% que fue el otro candidato a las elecciones.
El actual presidente es Álvaro Valentín García Diéguez, que fue nombrado por el accionista mayoritario de la sociedad (ABANCA) en sustitución de Antonio Couceiro, cuya junta directiva dimitió en bloque el 14 de junio de 2023 tras el fracaso en la consecución del ascenso a Segunda División. El consejo saliente había sustituido a su vez a la junta directiva comandada por Fernando Vidal, que había renunciado tras los malos resultados de la primera temporada en la división de bronce del fútbol español.

#### Información organizativa
- Presidente[131]
  - Juan Carlos Escotet Rodríguez

- Consejeros[132]
  - Álex Bergantiños García
  - Carlos Alberto Ballesta Edreira
  - Michelle Clemente Escotet
  - José Vicente Fernández Rodríguez
  - David Villasuso Castaño

- Director General[133]
  - Massimo Adalberto Benassi

- Director Deportivo[134]
  - Fernando Soriano Marco

## Categorías inferiores

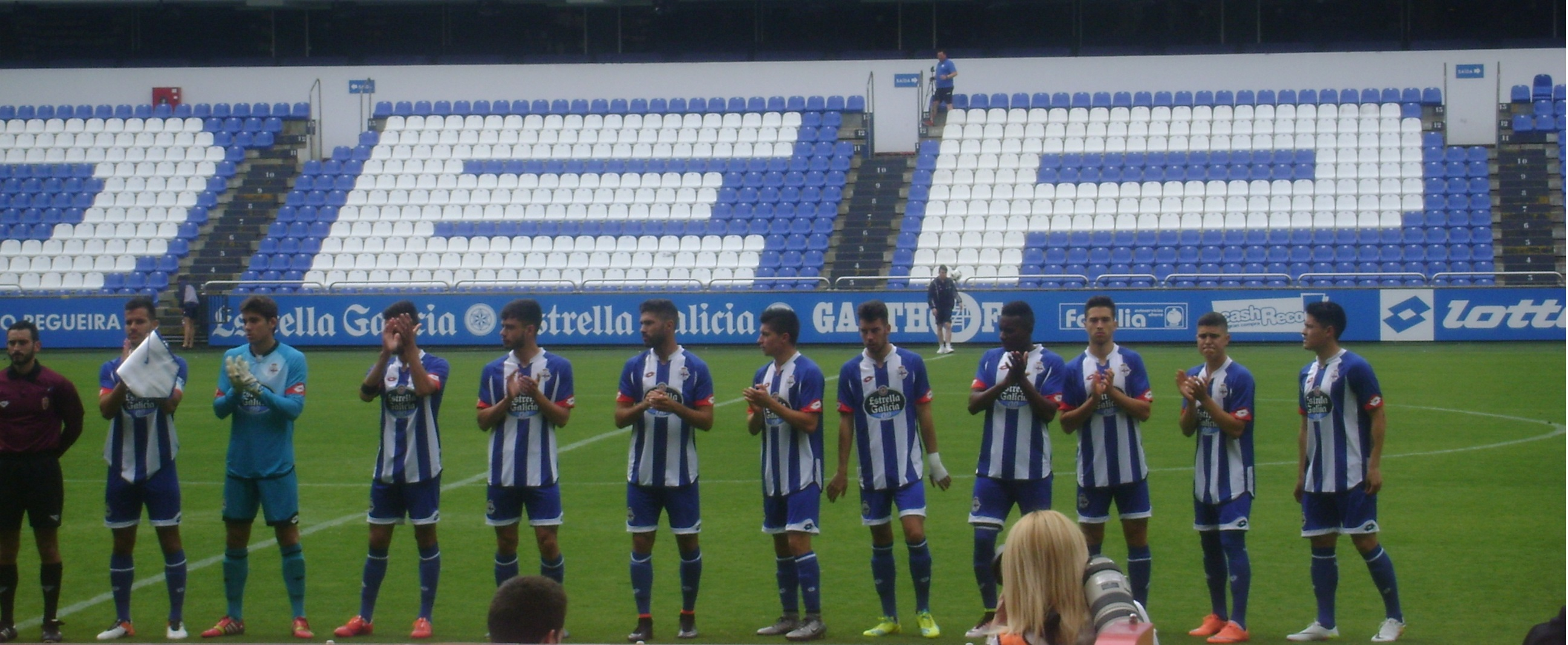
Jugadores del Fabril en 2016.

### Equipo filial
El filial del Deportivo es el Deportivo Fabril, fundado en 1963. El Fabril S.D., nacido en 1914, en 1948 se convirtió en club asociado al Deportivo y en 1963 se fusionó con el Club Deportivo Juvenil tomando el equipo resultante el nombre de Fabril Deportivo. En 1993 se cambió su denominación por la de Deportivo de La Coruña B. En 2017 recuperó la denominación de Fabril. Algunos de los jugadores del primer equipo salieron de la cantera del Fabril, como el capitán Álex Bergantiños. Actualmente milita en el Grupo I de la Segunda División RFEF.

### Equipo juvenil
El equipo juvenil A milita en el grupo 1C de la División de Honor. Ha gando la Copa de Campeones de División de Honor Juvenil en las temporadas 1995-96 y 2020-21, por tanto se proclamó campeón de España juvenil en dos ocasiones. La victoria en el campeonato de la temporada 2020-21 lo clasificó para la Youth League de la temporada 2021-22.

## Otras secciones deportivas

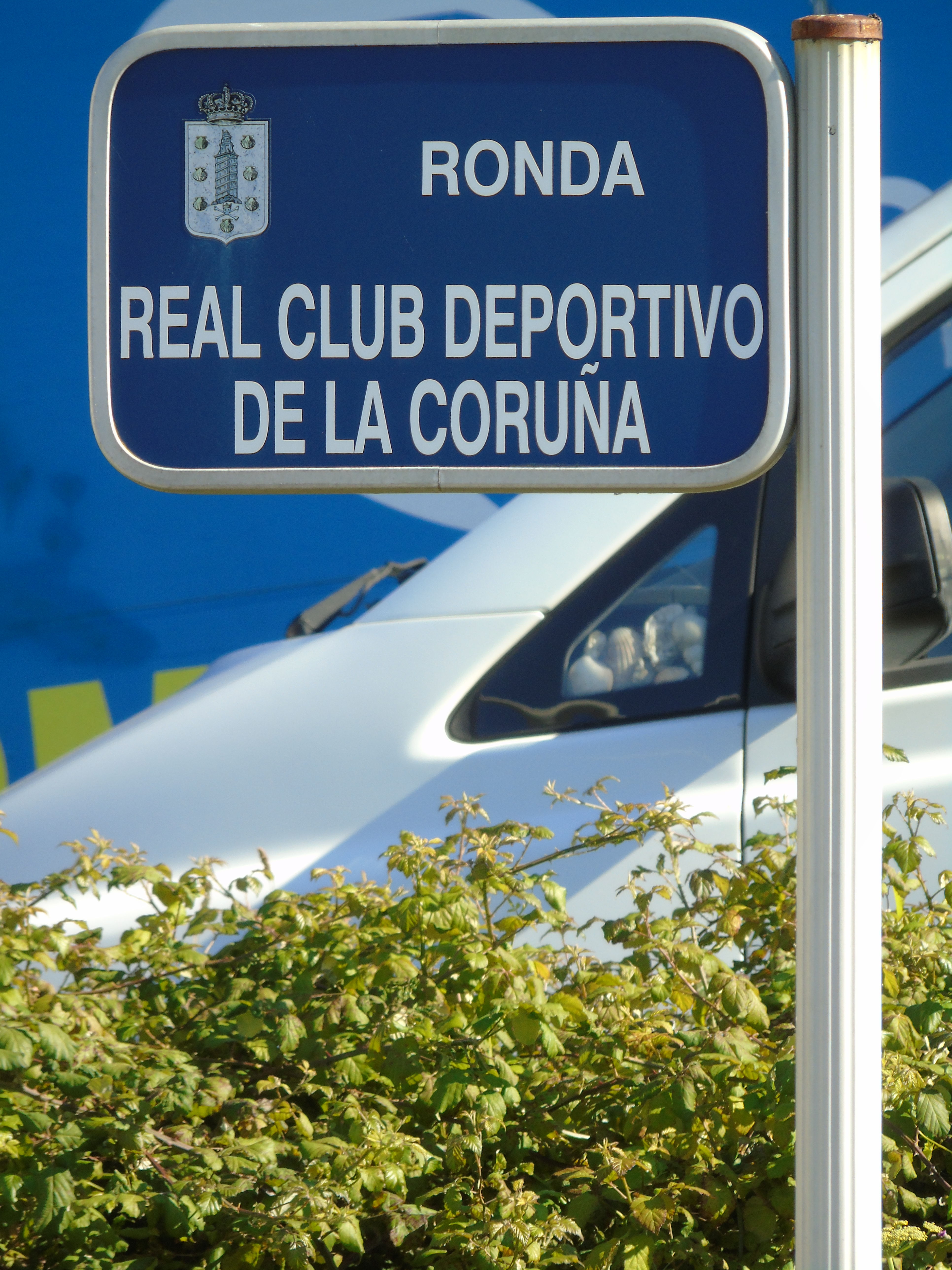
Ronda Real Club de Deportivo La Coruña situada en la ciudad.

A nivel polideportivo, a lo largo de su historia el Deportivo ha contado con otras secciones deportivas, como fútbol indoor (ganador del doblete Liga y Copa en 2008 y 2010) o atletismo (con más de 125 trofeos). El equipo de hockey sobre patines, Deportivo Liceo, es el equipo más laureado de Galicia, con 7 OK Liga, 10 Copa del Rey de hockey patines, 3 Supercopa de España de hockey patines, 6 Copa de Europa de Hockey sobre patines, 2 Recopa de Europa de hockey sobre patines, 3 Copa de la CERS, 6 Copa Continental de Hockey sobre patines y 5 Copa Intercontinental de hockey sobre patines.

### Sección femenina de fútbol
El Deportivo contó en los años ochenta con un equipo de fútbol femenino: el Karbo Deportivo, que se proclamó campeón de España varias veces. El equipo femenino volvió en la temporada 2016-2017 y disputó el grupo A de la Segunda División española. En la temporada 2018/19 consiguió el ascenso a la Primera División Femenina de España. En marzo de 2020 ocupaba la cuarta posición de la clasificación de la Primera División cuando la competición tuvo que ser suspendida debido al COVID-19.
Entre los logros de la sección destaca una Copa Reina Reina en 1981, no reconocida, y sí reconocidas tres Copas de la Reina en 1983, 1984 y 1985. Todas ellas logradas como Karbo Deportivo.

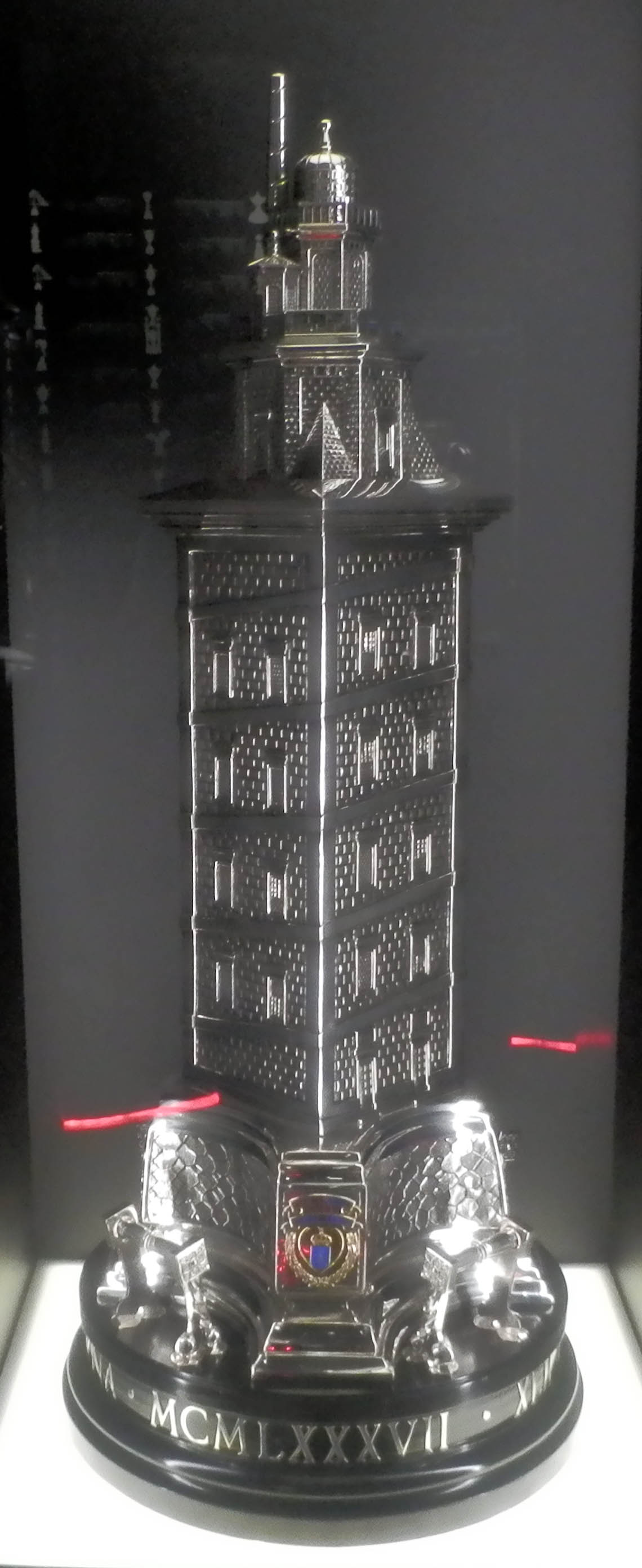
Trofeo Teresa Herrera.

## Trofeo Teresa Herrera
El Trofeo Teresa Herrera es un torneo de verano de fútbol que se disputa desde 1946 en La Coruña, Galicia (España). Es el decano de los trofeos de verano celebrados en el territorio español. Tras varios años en el que el trofeo era organizado por el Ayuntamiento de La Coruña, en el año 2000 el Deportivo de La Coruña se hizo cargo de la organización.
Han participado en su historia grandes equipos como el Santos FC de Pelé, el Botafogo FR de Garrincha, el CR Flamengo de Zico, el SL Benfica de Eusébio, el Real Madrid C. F. de Di Stéfano, el F. C. Barcelona de Cruyff, la Juventus de Zidane y Del Piero o el AC Milan de Kaká.

## Centenario
El centenario del Deportivo hace referencia al conjunto de actos celebrados a lo largo de 2006 para celebrar el siglo de historia del Real Club Deportivo de La Coruña, cien años que se cumplieron exactamente el día 8 de diciembre de ese año.
El acto central de la efeméride tuvo lugar el día 3 de septiembre con el partido correspondiente al Trofeo Juan Acuña disputado en Riazor entre dos selecciones de jugadores y exjugadores del conjunto herculino. Se enfrentaban por un lado integrantes del mítico Súper Dépor, que recibía diez años después un merecido homenaje, y, por otro lado, una selección de jugadores que desde los años 60 hasta el momento defendieron en algún momento los colores blanquiazules. En los banquillos estaban respectivamente Arsenio Iglesias y Amancio Amaro. Entre las ausencias a destacar las de Miroslav Đukić, Alfredo Santaelena, Luis Suárez o Mauro Silva.
Además se llevaron a cabo otros actos como la emisión por parte de Correos de un sello conmemorativo del Centenario, o la venta de una camiseta especial conmemorativa. Entre el 12 y el 14 de octubre tuvo lugar Deporsaúde 2006, un congreso médico que reunió a más de 200 especialistas en Medicina deportiva, mientras que el viernes 15 de diciembre la ONCE dedicó El Cuponazo de ese día al Centenario del Deportivo.

## Afición

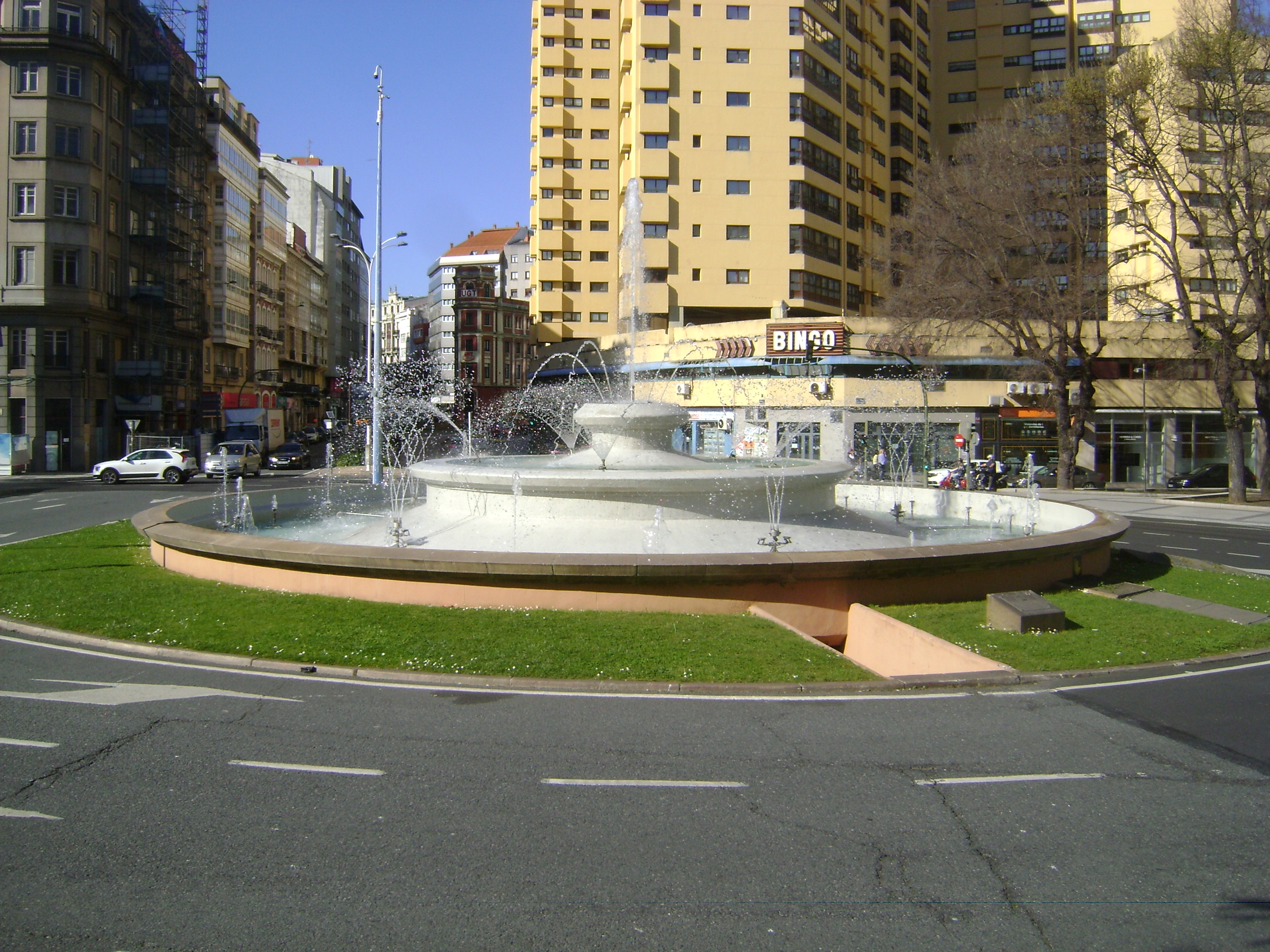
La afición celebra los éxitos deportivos del club en la fuente de Cuatro Caminos.

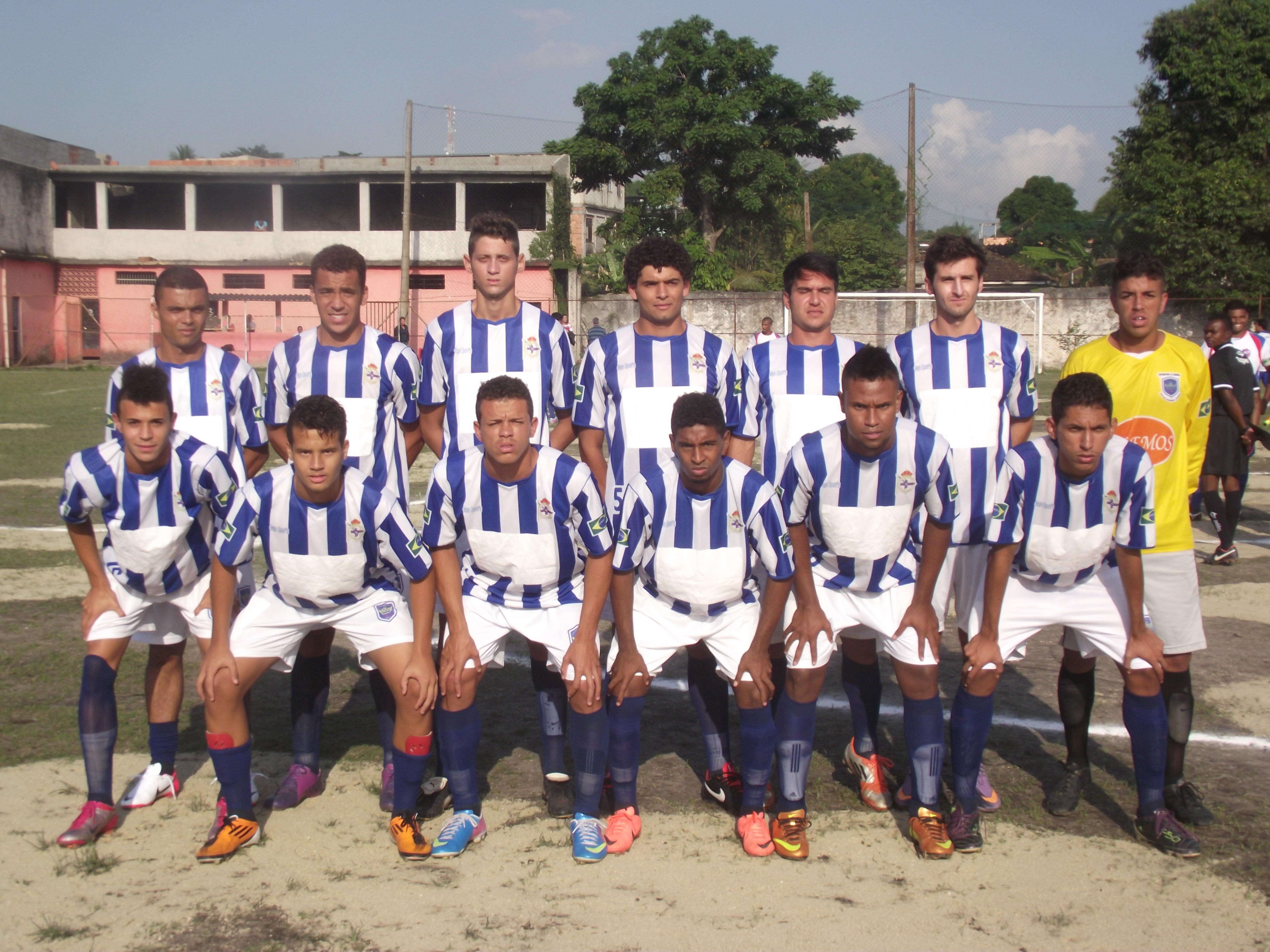
Jugadores del Deportivo La Coruña Brasil Futebol Clube, club creado en Río de Janeiro como homenaje al "Súper Dépor" de Bebeto.

El Deportivo fue el noveno equipo en número de aficionados en España, con un 2,2% del total, según una encuesta del CIS de mayo de 2007. El club tiene además una masa social estable de entre 15 y 20 mil socios y 179 peñas.
La afición deportivista fue premiada "Jugador número 12" por la Liga de Fútbol Profesional en dos ocasiones, coincidiendo con las temporadas que recientemente el club pasó en Segunda División (2011/2012) y (2013/2014), en las cuales la afición no abandonó al equipo (incrementado la asistencia al estadio con respecto a años anteriores en Primera) y lo alentó para lograr los respectivos ascensos.
En 2022, con el equipo en Primera Federación un partido fue seguido en internet por un millón de aficionados. En esa misma temporada un partido en Riazor presentó una de las mejores entradas de todo el fútbol español. Solo otros cinco partidos disputados este fin de semana contaron con mayor presencia de seguidores en Primera y Segunda.
En 2023 un partido en Riazor alcanzó el top 5 español.
Contaba con 25.000 abonados en la temporada 22/23 (hecho calificado por la Agencia EFE como "milagro social"), récord histórico de la Segunda División B y Primera Federación, con más socios que 12 equipos de Primera División y récord de asistencia a un partido de Primera Federación. Este récord fue superado por el Real Murcia, si bien el club pimentonero puso hasta diez entradas a un euro para los abonados. No obstante, en el play off de ascenso de la temporada 2022/2023 la afición deportivista volvió a batir el récord al lograr la cifra de 28.828 espectadores en un partido disputado frente al CD Castellón. Ese encuentro fue el cuarto con mayor asistencia el fin de semana en España.
Esa misma temporada se logró un nuevo récord dentro de la Primera Federación con un total de 25556 abonados. De esta forma forma, la entidad coruñesa se coloca por delante incluso de 32 clubes de los 42 que conforman la Primera y la Segunda División. Unos números que no se veían en el Dépor desde hace dos décadas, cuando el conjunto coruñés peleaba por títulos en lo más alto del fútbol español.
En la 23/24 el Dépor bate récords y suma 28.346 abonados, cifra de la era Champions. El club cerró la posibilidad de altas por la capacidad de Riazor: 32.490 asientos. El número de socios supera a la mayoría de clubes de Primera División y a casi todos los de Segunda, con la excepción del Real Zaragoza. Solo hay 8 clubes de fútbol en España con más abonados que el Dépor.
El sociólogo González Ramallal señala que el deportivismo como sentimiento fiel se traslada de padres a hijos y de generación en generación. Se generó un arraigo gracias a los éxitos del Súper Dépor que se traduce en una masa fiel e inquebrantable en el día de hoy: 

“Esta circunstancia prendió la llama del orgullo y del sentimiento de pertenencia en una ciudad olvidada, abandonada en el córner español, y que de repente estaba en el centro del escenario mediático nacional e internacional gracias a los éxitos deportivos”.

También señala que el Deportivo es club diferencial en la escena futbolística española por número de títulos en relación con las dimensiones de la ciudad.
En abril de 2024 un Deportivo - Cultural Leonesa formó parte de la historia de Primera Federación al sobrepasarse por primera vez la barrera de los 29.000 aficionados en uno de sus estadios, estableciendo así la mejor entrada de la categoría hasta la fecha: 29.079 espectadores.Esta cifra se superó en un encuentro contra el Barça B, con 31.833 espectadores, en el que se logró el ascenso. En Primera RFEF (tercera categoría) la afición dobló asistencias de temporadas en Primera hace casi 20 años.La celebración del ascensó a Segunda División en la temporada 2023/2024 congregó a 80.000 personas.
En Río de Janeiro fue creado el Deportivo La Coruña Brasil Futebol Clube como homenaje al Súper Dépor de Bebeto.

### Peñas
El Deportivo tiene numerosas peñas tanto en la ciudad de La Coruña, como en Galicia, en el resto de España y también en el extranjero, siendo el equipo gallego con más socios, peñas y representantes en todo el mundo. En 2014 contaba con 178 peñas: 150 en Galicia (124 en la provincia de La Coruña), 20 en el resto de España, 4 en el resto de Europa, 3 en América y 1 en Oceanía (Australia). El número de peñas fue aumentando notablemente desde 1952 cuando se fundó la primera de ellas. Sobre todo cabe destacar el aumento a finales del siglo XX, ya que en 1988 había 7 peñas, en 1995 ya eran 118, y en el año 2000 se superaron las 200 hasta llegar a las 287 de 2003. Éstas se encuentran repartidas de la siguiente manera: 179 en España, 37 en Argentina, 2 en Suiza y Venezuela, y una en Australia, Reino Unido y Francia.
El conjunto de peñas están organizadas, desde 1998, en la Federación de Peñas del Deportivo que suele organizar una feria anual dedicada a actos relacionados con el club.

#### Riazor Blues
Es la peña más animada del Estadio de Riazor y con sus canciones, banderas y demás actos consigue tirar siempre del resto de la grada en todos los partidos. Se formó en 1987, siendo considerada grupo ultra por el Ministerio del Interior de España. Hace gala de una ideología de extrema izquierda y de nacionalismo gallego, fundamentalmente antifascista y en no pocas ocasiones estuvo involucrada en incidentes. Es una de las peñas más numerosas de España, con más de 2000 integrantes.

### Asistencia a Riazor
La capacidad del Estadio de Riazor ha variado a lo largo de los años. Desde los 33 500 de su inauguración en 1944 (aunque de manera oficial se hablaba de 40 000 espectadores para poder acoger partidos internacionales) pasando por los 28 000 después de las remodelaciones necesarias para disputarse en la ciudad la Copa Mundial de Fútbol de 1982, hasta los 33 639 de la actualidad después de otra serie de reformas, realizadas en este caso a finales de los años 90.

## Rivalidades

### El derbi gallego

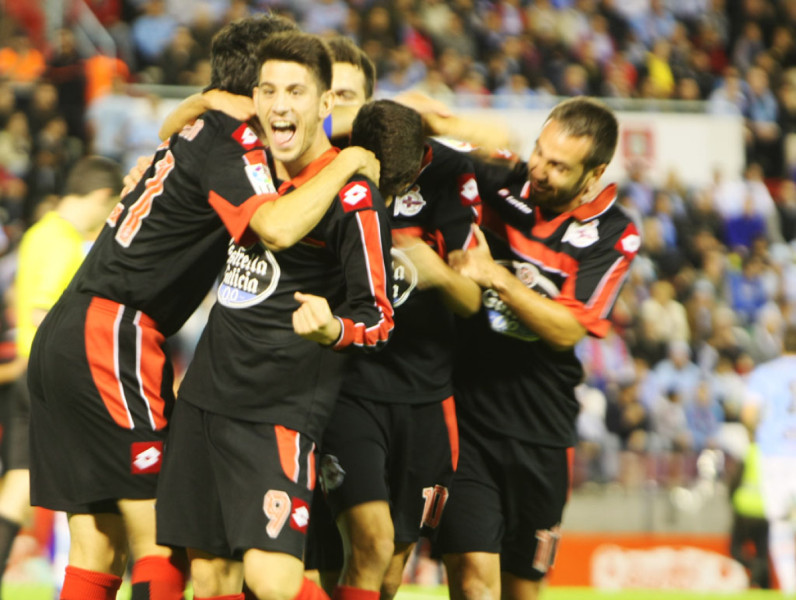
Celebración del gol del Deportivo en el partido Celta-Dépor del 27 de octubre de 2012.

El clásico derbi gallego es el disputado por el Deportivo de La Coruña y el Celta de Vigo. Se han enfrentado en 173 ocasiones en partidos oficiales, siendo el Celta el equipo con mayor número de victorias, 69 por 64 de los coruñeses. Los primeros enfrentamientos datan del campeonato gallego de 1923, una vez que el Real Fortuna FC y el Real Vigo Sporting Club, equipos contra los que ya se había enfrentado el Deportivo, se unen en un solo equipo, el Celta. El primer enfrentamiento lo vence el club coruñés por 3 goles a 0. Desde 1923 y hasta 1940, año en el que se celebra el último campeonato gallego, el Deportivo logra 6 títulos y 6 subcampeonatos.
El primer derbi gallego en Liga se disputó en feudo vigués el 19 de octubre de 1941 (4.ª jornada de Liga), saliendo vencedores los vigueses por 2 goles a 1. Agustín para el Celta de Vigo por partida doble y Chacho fueron los goleadores. El Dépor vengaría esta derrota en la segunda vuelta del campeonato, derrotando a los vigueses por cuatro goles a cero en el estadio de Riazor, siendo los goleadores Chao y Guimerans, ambos por partida doble.
A finales de la década de 1990 y principios del siglo XXI se vivieron algunos de los derbis más recordados entre ambas entidades. En las temporadas que abarcaron ese periodo (1997-2004) Celta y Deportivo contaban con las plantillas más potentes de sus respectivas historias y se encontraban asentados en las posiciones altas de la tabla clasificatoria, siendo además habituales sus presencias en las competiciones europeas.
También tiene rivalidad con el Racing de Ferrol y el SD Compostela.

## Filmografía
- Documental TVE (6-4-1970), «Históricos del balompié - Real Club Deportivo de La Coruña» en rtve.es
- Documental Canal+ (11-4-2012), «Club de Fútbol: Real Club Deportivo de La Coruña» en Youtube[178]